# Popayán
Popayán, oficialmente Asunción de Popayán, es un municipio colombiano, capital del departamento del Cauca. Se encuentra localizado en el Valle de Pubenza, entre la Cordillera Occidental y Central al suroccidente del país. Su extensión territorial es de 512 km², su altitud media es de 1760 m sobre el nivel del mar, su precipitación media anual de 1941 mm, su temperatura promedio de 14/19 °C y distancia aproximada de 600 km a Bogotá, capital de Colombia. 
Es una de las ciudades más antiguas y mejor conservadas de América, lo que se ve reflejado en su arquitectura y tradiciones religiosas, reconocida por su arquitectura colonial y el cuidado de las fachadas. Popayán tiene uno de los centros históricos coloniales más grandes del país y América, con varias manzanas de sector histórico.
En 2005, la UNESCO designó a Popayán como Ciudad UNESCO de la Gastronomía por su variedad y significado para el patrimonio intangible de los colombianos. La cocina caucana fue seleccionada por mantener sus métodos tradicionales de preparación a través de la tradición oral. El 30 de septiembre de 2009, las Procesiones de Semana Santa de Popayán fueron declaradas por la UNESCO como Obra Maestra del Patrimonio Oral e Inmaterial de la Humanidad. En noviembre de 2023, la Sección Colonia del Fondo del Archivo Central del Cauca fue inscrito en el Programa Memoria del Mundo por la importancia que tiene tanto a nivel regional como nacional para el estudio de la época colonial en los territorios americanos.
Como capital departamental, alberga las sedes del palacio de la Gobernación del Cauca, la Asamblea Departamental, el Tribunal Superior del Distrito Judicial, la Fiscalía General de La Nación, el Instituto Nacional de Medicina Legal y Ciencias Forenses, la Procuraduría Departamental, la Procuraduría Regional, la Dirección de Impuestos y Aduanas Nacionales, el edificio de la Lotería del Cauca y, en general, sedes de instituciones y organismos del Estado.

## Toponimia

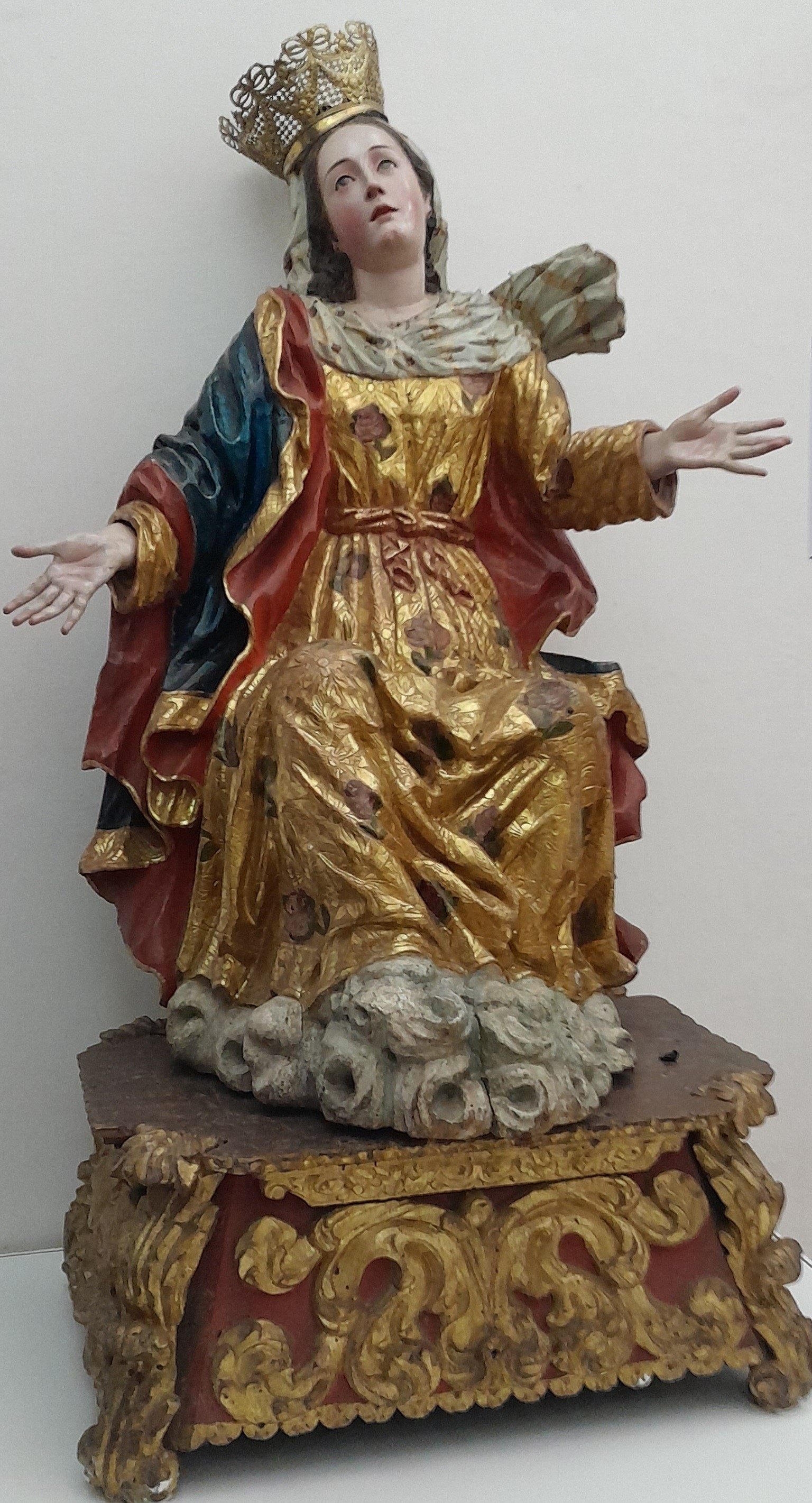
Nuestra Señora de la Asunción, patrona de Popayán y su catedral.

La teoría consagrada en las obras del historiador Diego Castrillón Arboleda señala que el nombre de Popayán procede de una transgresión fonética al vocablo emitido por los indígenas aztecas traídos como intérpretes cuando fueron consultados por el nombre de esas tierras. "Pop-Pioyá-n", donde Pop traduce "Gran Cacique", "Pioyá", que hace referencia al cacique que gobernaba las tierras y "n", terminación que los aztecas dan a las palabras que representan lugares como por ejemplo Yucatán, Teotihuacán. 
Con lo anterior, la palabra que fue proclamada por los aztecas, expresaba que se hallaban en las tierras del "Gran cacique Pioyá".
El nombre de Asunción fue por la primera misa que se realizó en la ciudad el 15 de agosto de 1537, que significó la dedicación de la naciente catedral y la ciudad bajo el amparo de Nuestra Señora de la Asunción, del Tránsito o del Reposo, fue la primera patrona oficial de la urbe, tras lo cual la siguieron el Amo Jesús Nazareno de la Ermita, Nuestra Señora de los Dolores y el Santo Ecce Homo de Belén, el más conocido y venerado de todos.

## Geografía física

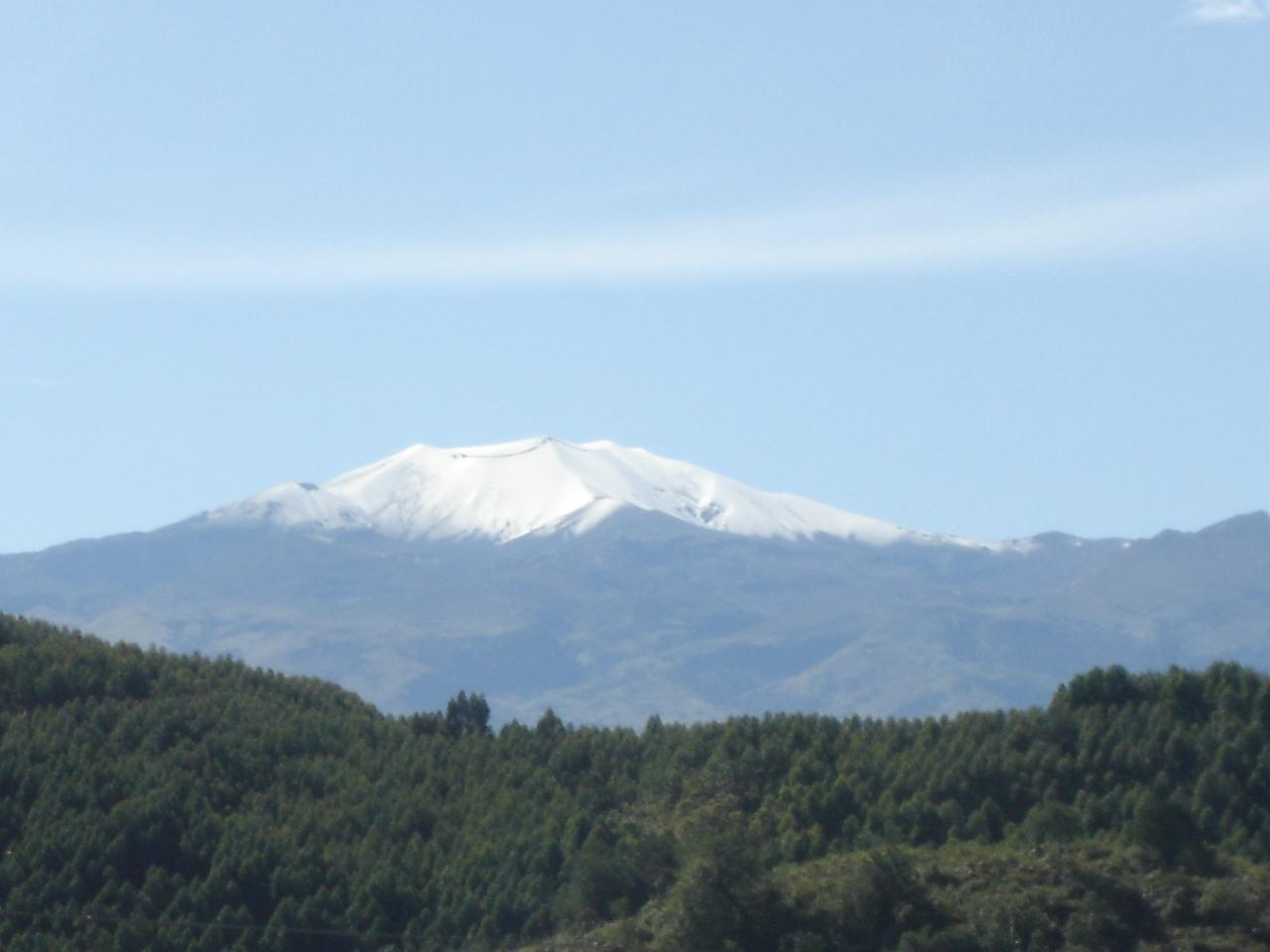
El volcán Puracé, a 22 km de Popayán

La extensión territorial de Popayán es de 512 km² y su precipitación media anual de 1941 mm. Por estar a una altitud de 1737 m s. n. m. (medidos en la plazuela de la iglesia de San Francisco) y muy cerca al ecuador tiene una temperatura media de 18-19 °C durante todo el año, alcanzando temperaturas máximas en los meses de julio, agosto y septiembre en horas del mediodía (hasta 29 °C) y mínimas de 10 °C en horas de la madrugada en verano. También cuenta con extensas áreas planas y onduladas, ubicadas principalmente en las proximidades del río Cauca.
Popayán fue creada como distrito por el Congreso de la República en la finalización del período legislativo del año 2007. Sin embargo en 2009 la Corte Constitucional declaró inexequible dicho acto por medio de la Sentencia C-033 de 2009, y Popayán dejó de ser distrito.

### Localización
La ciudad está ubicada en el departamento del Cauca. Geográficamente se encuentra ubicada en el Valle de Pubenza. Entre la Cordillera Occidental y Central al occidente del país. 
Por encontrarse ubicada en una zona de riesgo sísmico alto, Popayán ha sido azotada por varios terremotos a lo largo de su historia. El más reciente de ellos sucedió en la mañana del Jueves Santo 31 de marzo de 1983, a las 8:15 de la mañana. La ciudad sufrió un sismo de magnitud 5,5 en la escala de Richter y variaciones de grados VI y IX en la escala de Mercalli.

### Hidrografía
La ciudad es atravesada por el río Cauca, por más de 10 km de urbe alcanzando a tener 40 m de ancho en promedio. El río sale de Popayán entre las loma de San Rafael y la Loma Larga hasta alcanzar la población de Río Hondo donde recibe por el lado izquierdo al afluente homónimo poco antes de recibir los ríos Palacé (costado derecho) y Sucio (lado izquierdo).
También entran en la ciudad los ríos: Molino, Piedras, Vinagre, Negro, Ejido, Blanco, Hondo, Saté, Palacé Clarete y Pisojé, además de cerca de 50 quebradas.

### Clima
La ciudad, por su ubicación, disfruta de los pisos térmicos y debido a esto su clima es mayormente templado.
| Parámetros climáticos promedio de Popayán | Parámetros climáticos promedio de Popayán | Parámetros climáticos promedio de Popayán | Parámetros climáticos promedio de Popayán | Parámetros climáticos promedio de Popayán | Parámetros climáticos promedio de Popayán | Parámetros climáticos promedio de Popayán | Parámetros climáticos promedio de Popayán | Parámetros climáticos promedio de Popayán | Parámetros climáticos promedio de Popayán | Parámetros climáticos promedio de Popayán | Parámetros climáticos promedio de Popayán | Parámetros climáticos promedio de Popayán | Parámetros climáticos promedio de Popayán |
| Mes                                       | Ene.                                      | Feb.                                      | Mar.                                      | Abr.                                      | May.                                      | Jun.                                      | Jul.                                      | Ago.                                      | Sep.                                      | Oct.                                      | Nov.                                      | Dic.                                      | Anual                                     |
| ----------------------------------------- | ----------------------------------------- | ----------------------------------------- | ----------------------------------------- | ----------------------------------------- | ----------------------------------------- | ----------------------------------------- | ----------------------------------------- | ----------------------------------------- | ----------------------------------------- | ----------------------------------------- | ----------------------------------------- | ----------------------------------------- | ----------------------------------------- |
| Temp. máx. abs. (°C)                      | 30.0                                      | 32.0                                      | 33.0                                      | 30.0                                      | 32.0                                      | 29.2                                      | 31.0                                      | 31.0                                      | 32.0                                      | 30.0                                      | 29.3                                      | 30.0                                      | 33.0                                      |
| Temp. máx. media (°C)                     | 24.2                                      | 24.4                                      | 24.6                                      | 24.4                                      | 24.4                                      | 24.6                                      | 25.0                                      | 25.2                                      | 24.9                                      | 24.1                                      | 23.8                                      | 23.9                                      | 24.5                                      |
| Temp. media (°C)                          | 18.9                                      | 19.0                                      | 19.0                                      | 19.1                                      | 19.0                                      | 19.1                                      | 19.2                                      | 19.3                                      | 18.9                                      | 18.7                                      | 18.5                                      | 18.7                                      | 19.7                                      |
| Temp. mín. media (°C)                     | 13.2                                      | 13.3                                      | 13.6                                      | 13.8                                      | 13.8                                      | 12.8                                      | 12.0                                      | 12.0                                      | 12.4                                      | 13.4                                      | 13.8                                      | 13.7                                      | 12                                        |
| Temp. mín. abs. (°C)                      | 7.0                                       | 6.0                                       | 6.4                                       | 7.9                                       | 7.0                                       | 6.8                                       | 6.5                                       | 6.1                                       | 6.1                                       | 6.0                                       | 7.0                                       | 6.3                                       | 6                                         |
| Precipitación total (mm)                  | 201.5                                     | 181.3                                     | 220.6                                     | 202.7                                     | 166.2                                     | 81.8                                      | 52.4                                      | 61.9                                      | 124.7                                     | 247.6                                     | 329.9                                     | 250.9                                     | 2121.5                                    |
| Días de precipitaciones (≥ )              | 17.00                                     | 16.33                                     | 18.89                                     | 20.40                                     | 20.90                                     | 14.34                                     | 9.43                                      | 10.23                                     | 15.53                                     | 22.96                                     | 23.86                                     | 21.13                                     | 211                                       |
| Horas de sol                              | 157.7                                     | 125.3                                     | 125.0                                     | 105.7                                     | 111.4                                     | 146.8                                     | 172.7                                     | 166.6                                     | 126.6                                     | 114.0                                     | 119.0                                     | 140.9                                     | 1611.7                                    |
| Humedad relativa (%)                      | 80.00                                     | 80.37                                     | 79.73                                     | 81.12                                     | 80.80                                     | 77.45                                     | 71.00                                     | 70.21                                     | 75.36                                     | 79.87                                     | 83.00                                     | 82.57                                     | 78.5                                      |
| Fuente: Parámetros climáticos IDEAM       |                                           |                                           |                                           |                                           |                                           |                                           |                                           |                                           |                                           |                                           |                                           |                                           |                                           |

### Ecología

#### Flora
Las especies más comunes son roble (Quercus humboldtii), cucharo (Rapanea guianensis), cascarillo (Ladenbergia magnifolia), entre otras.
Los parques o reservas naturales del municipio de Popayán son: Reserva Natural de Sociedad Civil El Naranjal, Betania, El Jardín, San Pedro, El Recuerdo, La Montaña, La Palma, La Angostura, Santa Marta, El Manzano, El Caimo, El Jazmín, Los Laureles, Motilonal, San Antonio, La Cantera, La Laguna, Oasis, Recuerdo, El Retorno, Irlanda, San Ignacio, El Rincón, El Derrumbo, Alto, Las Veraneras, Belén, La Esperanza, La Aurora, Las Mercedes, Belencito, Altamira, El Palmichal, Arrayanales, Mirador el Consuelo, El Cabuyo, Puerta Dorada, La Palma, La Primavera, Monte Redondo, La Concepción, El Trébol, La Laguna, La Ceja, El Retiro, El Cerro Arrayán, La Pequeñita, El Pajonal y la Reserva Manantiales. Recientemente se registraron las Reservas de El Carmen, La Aurora II, La Fortaleza y Las Piedras.

#### Fauna

##### Aves
Las aves ofrecen una gran variedad de formas, con especies como las cerrajas o quinquinas (Cianocorax yncas), pájaro ardilla (Piaya cayana), carpintero (Melanerpes formicivorus), halcón cernícalo (Falco sparverius) y garrapatero (Milvago chimachima), entre muchas otras. Torcaza frijolera, torcaza morada, torcaza roja, pava cara azul, chorlo, periquito verde, perdiz, llauta, tres-tres, calaquinge, churrasquero, dormilón, garrapatero, halconcito, guaraguáu, gallinazo, garcita del ganado, morrocoy, gavilán coliblanco, gavilán, vencejo, vencejo tijereto, vencejo, chiguaco, flautero, chiguaquillo, gorrión, platanero – pisa, pisa, semillero, semillerito, semillerito negro, pacunguero, toreador, azulejo, mirla gris, cucarachero, fio copeton, fio, toreadorcito, colibrí cola de raqueta, carpintero, hormiguero, golondrina común, quinquina, chicao, chupaflor, paloma, azulejo.

##### Mamíferos
Los mamíferos reportados se restringen a ardillas (Sciurus granatensis), sin descartarse la probabilidad de encontrar ratones y conejos de campo, además de murciélagos (Quiroptera). Existe la posibilidad de encontrar también un marsupial (raposa o zarigüeya). Algunas especies observables en la zona son: chucha (Didelphys marsupialis), pecarí (Tayassu pecari), ardilla (Sciurus sp.), armadillo, murciélago, ratón gris, rata, conejo, zorro, chucuru, tigrillo erizo.

##### Anfibios y reptiles
Se han observado pocos de los primeros, y una relativa abundancia de los segundos (saurios y ofidios). Coral, falsa coral y cazadora.

##### Insectos
Presentan una gran diversidad, en especial lepidópteros (mariposas y polillas), himenópteros (hormigas, abejas y avispas), coleópteros (escarabajos), ortópteros (grillos y saltamontes), sin que existan documentos que lo sustenten. Los arácnidos tejedores se encuentran representados por varias familias, y probablemente ofrece nuevas especies para la ciencia.

## Historia

### Época prehispánica
El llamado Morro del Tulcán fue una pirámide construida en adobe durante la época precolombina, aproximadamente entre los años 500–1600 d. C., período que se conoce como "de las sociedades cacicales tardías". Allí fueron hallados caminos de piedra, tapizado de piedra en la parte superior de la pirámide, escalones y tumbas. También se encontraron conchas marinas y piedras preciosas de otros sitios de Colombia y de otras regiones del continente.
Antes de la llegada de los conquistadores estaba establecida, en la localización actual de Popayán, la población de Yauto, sede de la Confederación Pubenza, que incluía Kokonuco, Guambía, Zanzula, Malvasá, Polindara, Pisabarro, Totoró, Guanaca, Socomita, Chero, Chizatao, Timbío, Cajibío y Calosé.

### Conquista

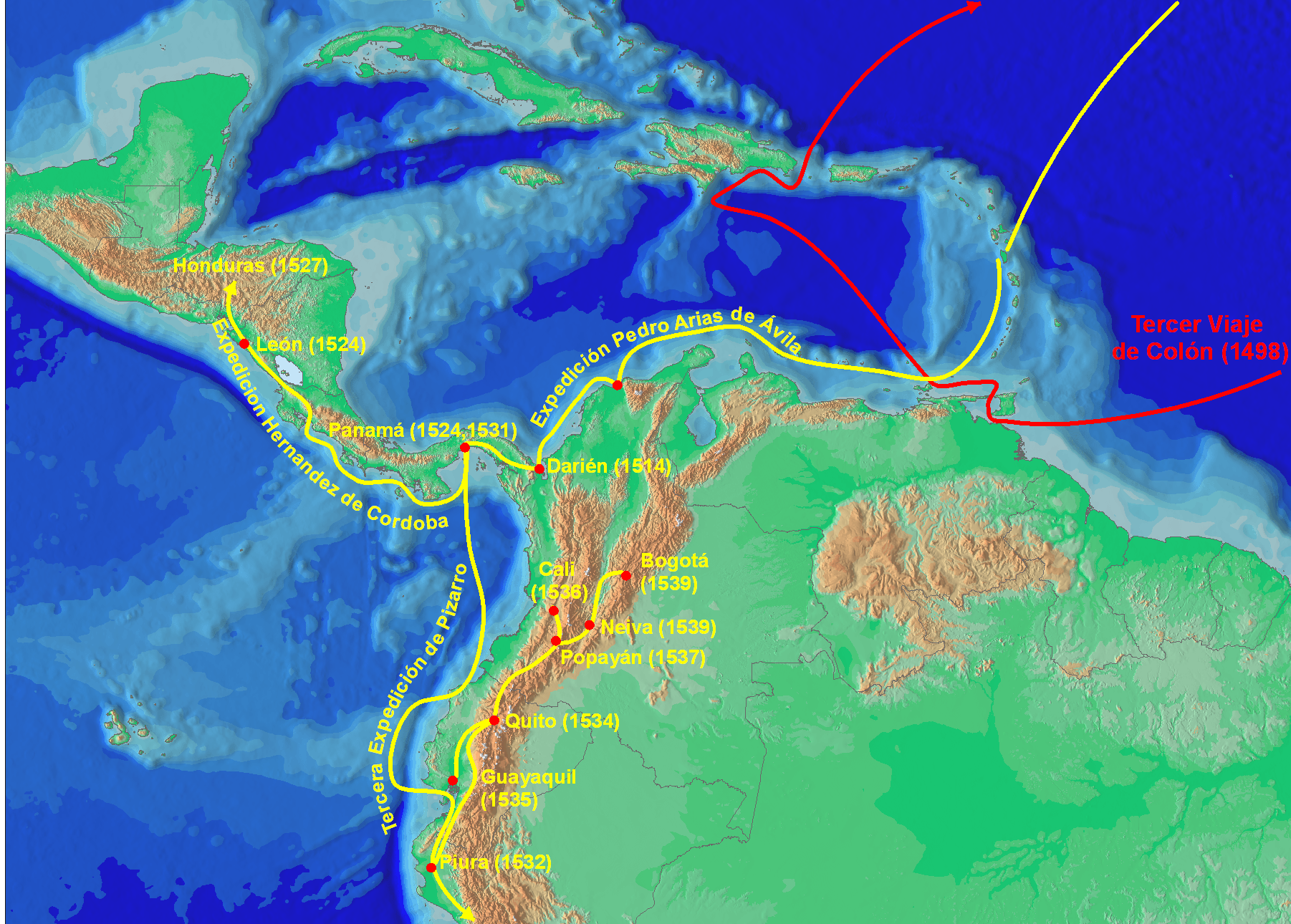
Ruta y conquista de Belalcázar.

El 24 de diciembre de 1536, el capitán Juan de Ampudia ocupó con sus soldados un sitio llamado la loma de El Azafate, donde habitaba el cacique o yasgüén, para que el Adelantado don Sebastián de Belalcázar fuese a fundar una nueva ciudad. Después de haber sometido a los nativos, Popayán se declaró fundada el 13 de enero de 1537 por Belalcázar, quien pasaba hacia el sur de la Nueva Granada en busca del mítico tesoro de El Dorado. Belalcázar fue también el fundador de otras ciudades importantes como San Francisco de Quito y Santiago de Cali. 

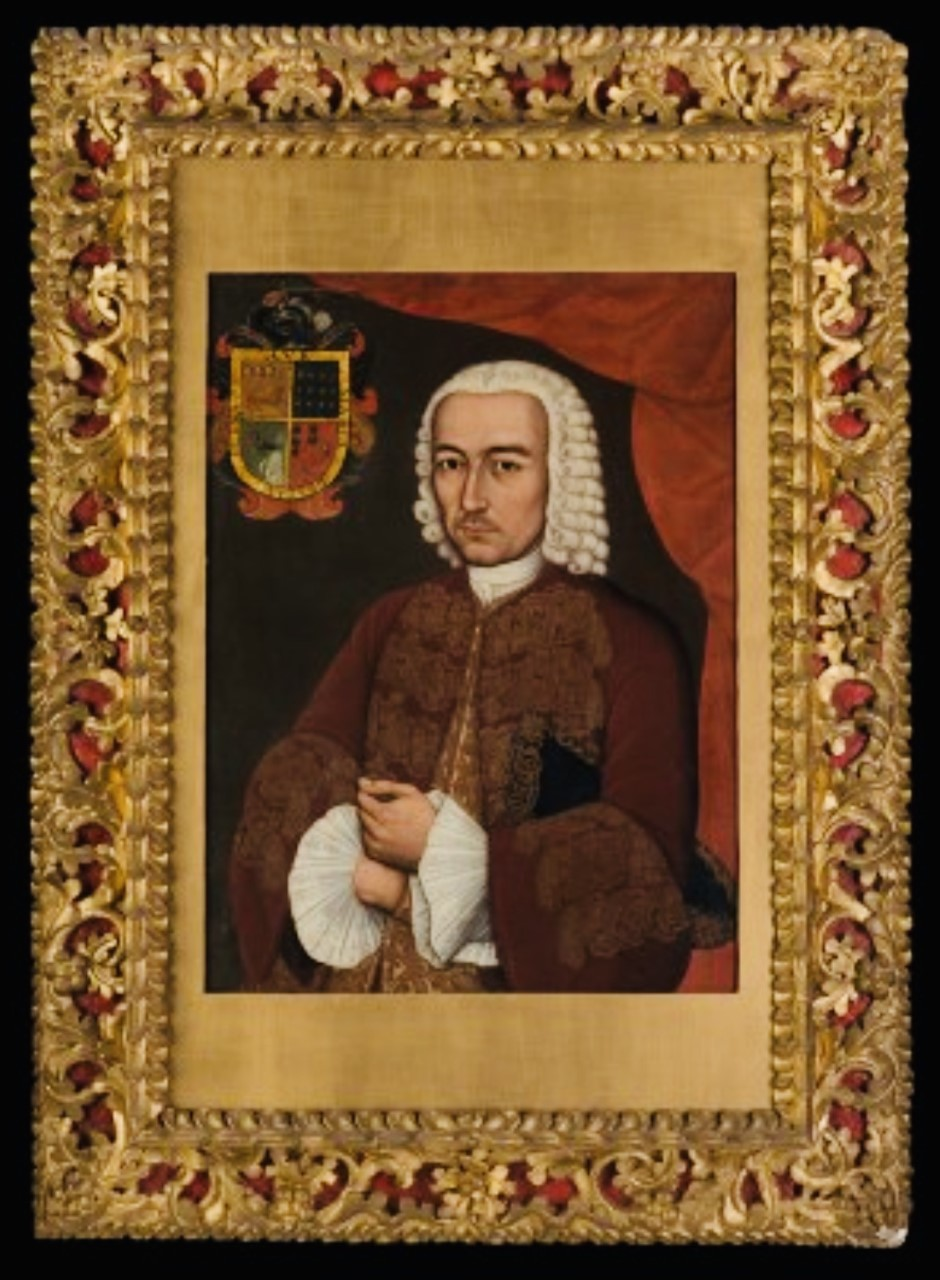
Pedro Agustín de Valencia, fundador y tesorero de la Casa de Moneda de Popayán (Museo Nacional Guillermo Valencia).

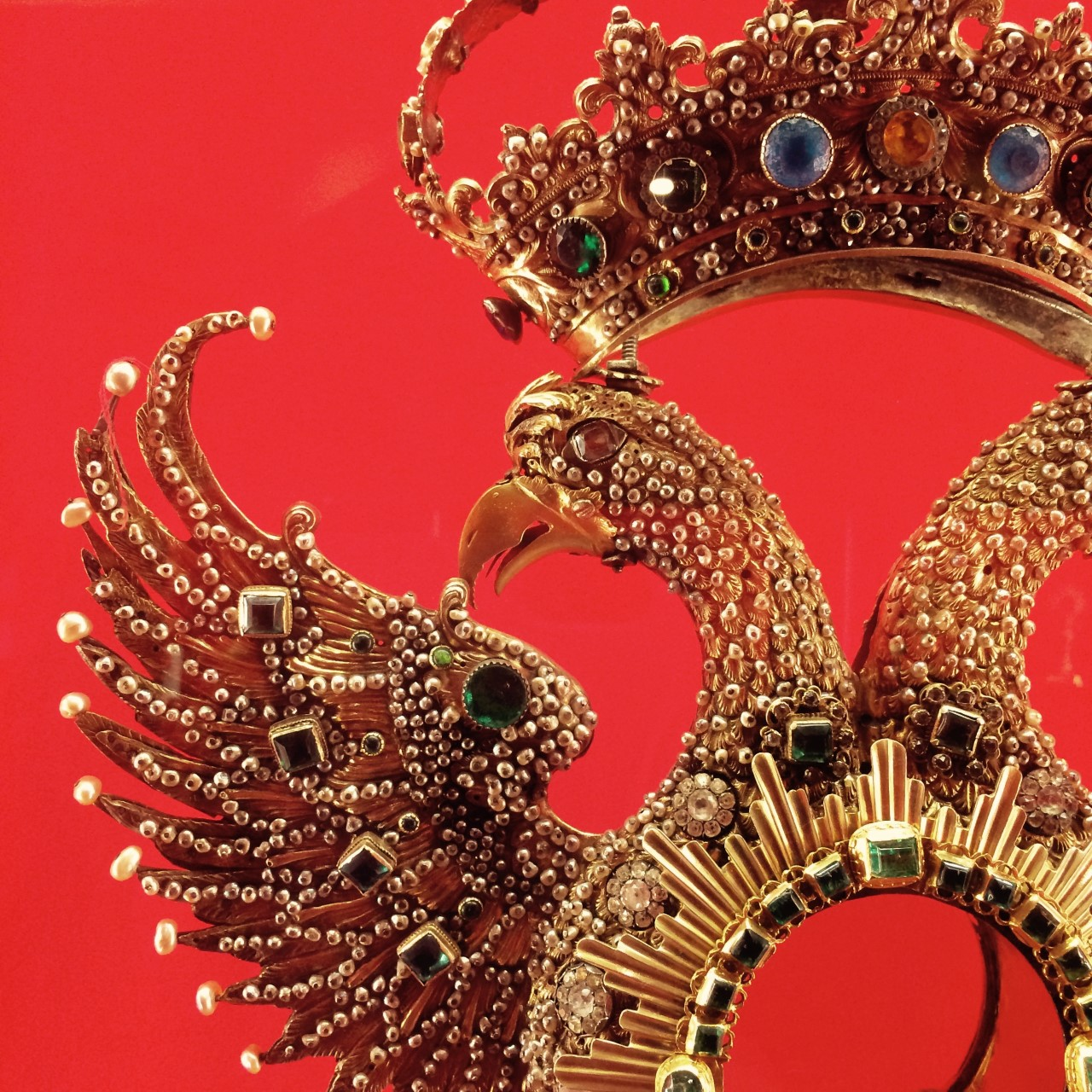
Detalle de la custodia de la iglesia de San Agustín, siglo XVIII (Museo Arquidiocesano de Arte Religioso).

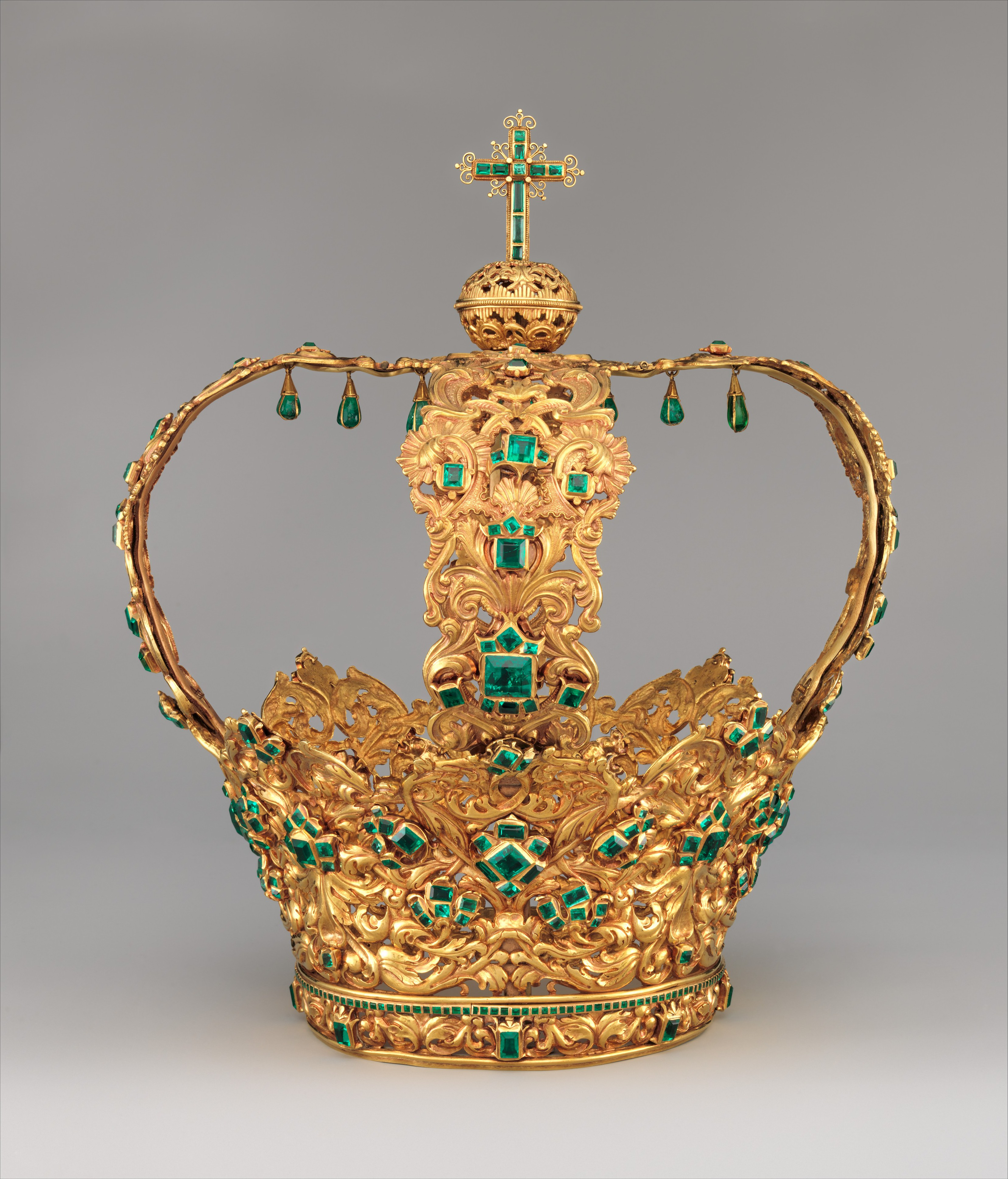
Corona de los Andes (Museo Metropolitano de Arte, Nueva York).

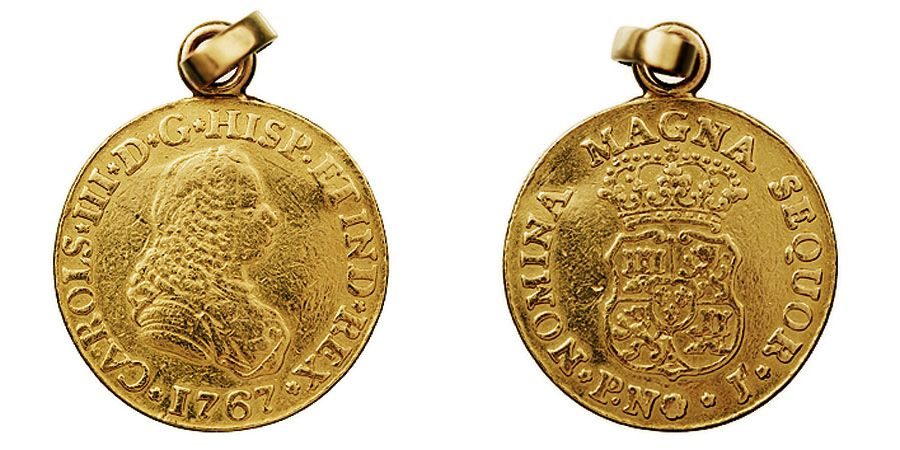
Moneda de oro con la efigie del rey Carlos III acuñada por la Casa de Moneda de Popayán en 1767.

El 15 de agosto de 1537, una vez alcanzada la conquista total de Popayán, se llevó a cabo la ceremonia de fundación solemne de "la nueva villa", conservando el nombre indígena de "Popayán" y anteponiendo el nombre de Asunción en honor a la Asunción de María festividad que se celebraba este día. La ceremonia consistió en una primera misa cantada por el presbítero García Sánchez, en un humilde templo levantado como Catedral sobre el costado sur de la futura plaza. En esta misma ocasión se instaló el primer Cabildo y Don Pedro de Velasco y Martínez de Revilla, compañero de Belalcázar, vistió por primera vez la túnica de la Hermandad de los Caballeros de San Juan de Calatayud, de aquí parte la tradición religiosa de Popayán.
Belalcázar había dejado en enero de 1537 como su primer teniente a don Juan de Ampudia y como primer alcalde a don Pedro de Añasco, según cuenta don Juan de Castellanos en sus crónicas. Según el libro del Cabildo, para el mes de abril fueron nombrados como alcaldes ordinarios el capitán don Juan de Ampudia y Francisco García de Tovar, y los señores Francisco de Ciessa y Luis Vejarano, Bartolomé Álvarez y Martín Alonso de Angulo, como regidores; y Juan de Sepúlveda como escribano público del concejo de esta ciudad, quienes se reunieron para señalar los solares donde habrían de construir sus primeras casas los españoles que hasta entonces habitaban las chozas de los pubenenses. El escudo de armas de Popayán fue concedido por la infanta Juana de Austria en nombre de su hermano, el rey Felipe II, por medio de la real cédula dada en Valladolid el 10 de noviembre de 1558.
En 1540, Sebastián de Belalcázar fue nombrado Primer Gobernador de Popayán. Desde ese momento se instauró el sistema político español en cada ciudad, que incluía Regidores del Cabildo, Alcaldes y Alguaciles y una participación permanente de la Iglesia a través de un clérigo o cura párroco. 
Belalcázar también se preocupó por dejar una huella duradera en los territorios conquistados, para lo cual trajo de España semillas de cebada, trigo, caña de azúcar, así como numerosos animales domésticos, especialmente ganado vacuno, caballar y porcino, herramientas y muchos elementos más. A Belalcázar le seguirían otros gobernadores como Gómez Serón de Moscoso, natural de Málaga, quien ocupó su cargo en 1561 y llegó a Colombia en compañía de su criado y cuñado Luis de Zapata.

### Época colonial
Después de 1550 se inició por Buenaventura la sistemática entrada de ganado vacuno y caballar, lo que contribuyó a que se formaran las haciendas de ganado en Popayán y alrededores. Prosiguió la conquista con el sometimiento de más comunidades indígenas, pero al mismo tiempo se estableció el sistema político que se tradujo en la instauración de una sociedad colonial basada en la explotación del oro, cuya posesión trajo consigo un enorme poder económico y político para las familias allí establecidas.

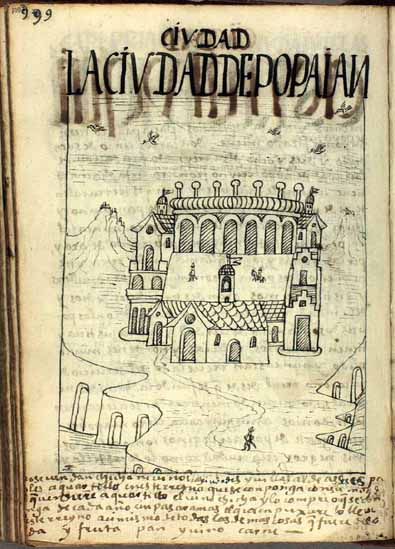
Dibujo de la ciudad de Popayán en el 1615, obra de Felipe Guamán Poma de Ayala.

El auge minero y comercial, así como la posterior llegada de familias españolas de linaje hicieron de Popayán una ciudad importante en el Virreinato de la Nueva Granada, de entre las personalidades nobles más importantes se encuentran los marqueses de San Miguel de la Vega, Baltasar-Carlos Pérez de Vivero y Dionisia Pérez Manrique y Camberos. En la ciudad residían los dueños de las minas de oro de Barbacoas y el Chocó, quienes acumularon cuantiosos bienes de fortuna. Conviene subrayar que la economía minera en la Nueva Granada se dio por ciclos. Tuvo un primer escenario en los distritos mineros antioqueños que entró en crisis de 1620-1630 con una recesión que se profundizó hasta 1680. Es aquí donde cobra importancia el escenario de la Gobernación de Popayán, que desde ese momento se convierte en el lugar en el que se amplía el fenómeno minero, con una importancia excepcional en el curso del siglo XVIII, y aún en gran parte del siglo XIX. El auge minero en Popayán creó una nueva dinámica a través del comercio de esclavos al punto que podría hablarse de la sociedad esclavista de Popayán, la cual tuvo un gran significado para la época. 
Sin embargo, diversos autores controvierten la posibilidad de reducir el fenómeno del esclavismo a una sola ciudad neogranadina. Cartagena de Indias, puerto principal del Virreinato sobre el Caribe, concentró también un número importante de transacciones de esclavos, y su mano de obra se empleó en la construcción de las diferentes muestras de arquitectura militar que aún hoy sobreviven en la ciudad. Además de Popayán y sus alrededores, las principales regiones mineras del territorio virreinal que también emplearon mano de obra de esclavos para la extracción de oro fueron: a) La región Cartago-Anserma; b) Las tierras bajas del litoral Pacífico; y c) La integración de la franja costera del Pacífico con la región del Chocó, uno de los asientos metalíferos más ricos del mundo.
La riqueza minera y la ubicación estratégica de la ciudad motivaron a la Corona española a establecer en Popayán una Casa de Moneda en 1748, por iniciativa del empresario y filántropo payanés Pedro Agustín de Valencia, quien fue su fundador y tesorero. Esta ceca y la de Santafé fueron las únicas que existieron en el Virreinato de la Nueva Granada. La decisión de abrir una Casa de Moneda en Popayán provocó una gran oposición en la capital, ya que, de acuerdo con la interpretación de la familia del fundador de la casa capitalina, solo a la de Santafé le había sido otorgado el privilegio de abrir una o más cecas en ese territorio. Tras largas tensiones y un prolongado cierre, la Casa de Moneda de Popayán fue incorporada a los bienes de la Corona y permaneció en funcionamiento hasta 1820.
Popayán compitió con ciudades como Cartagena, Bogotá, Mompox y Tunja en el número de nobles titulados domiciliados en ellas. La riqueza de las familias payanesas se reflejó en la erección de suntuosos templos y casas de hacienda. El arte religioso tuvo en Popayán uno de sus centros más importantes, como la Escuela Payanesa que dejó varios ejemplos destacados en orfebrería e imaginería como la Corona de los Andes, la Virgen del Apocalipsis de Legarda y las custodias de las iglesias, todo ello al interior de las cofradías erigidas por las familias locales en devoción a Jesucristo, alguna advocación de la Virgen María o de un santo en particular. Con lo anterior se explica en buena parte el esplendor que esta ciudad vivió durante la época colonial y los primeros asomos de República, todo ello añadido al orgullo genealógico de las familias fundadoras, que basaron la conservación de sus riquezas en una estructura endogámica muy propia de las élites en diferentes culturas y sociedades.

### Popayán en la Independencia
La ciudad fue epicentro de momentos determinantes en el proceso de emancipación de la Nueva Granada y durante su posterior nacimiento a la vida republicana. La Junta Suprema instalada en Popayán en 1810, conformada por varios patriotas que propugnaban por cambios sustanciales en el relacionamiento entre la península y los criollos, se constituyó en uno de los escenarios en donde el poder de la Corona española se vio más menguado a la luz de la crisis por la que atravesaba España tras la invasión francesa. La ciudad proclamó su independencia el 24 de marzo de 1814. Durante este período se libraron en inmediaciones de la ciudad batallas decisivas tales como las de La Ladera, Calibío y La Cuchilla del Tambo.
Popayán aportó una amplia lista de hijos ilustres que con su pensamiento, sus obras y sus acciones contribuyeron en grado superlativo a la causa de la Independencia, aún a costa de sus propias vidas, sacrificadas durante la Reconquista. Destacan en particular Camilo Torres Tenorio, el abogado más eminente de la Nueva Granada y considerado como El Verbo de la Revolución; Francisco José de Caldas, El Sabio, figura descollante en las ciencias, la astronomía, la botánica y la ingeniería militar; Miguel de Pombo, abogado de la Real Audiencia y miembro de la Expedición Botánica; Antonio Arboleda y Arrachea, naturalista y uno de los pioneros de la liberación de los esclavos; Santiago Arroyo y Valencia, El Prócer Civil de la Independencia, historiador, naturalista y apoyo intelectual para los patriotas, de quienes fue corresponsal; Manuel José Castrillón, El Estoico; y Marcelino Pérez de Arroyo, clérigo y arquitecto que, además de su apoyo a la Independencia, legó a la ciudad destacadas obras de arquitectura civil y religiosa.
Cabe subrayar que, mientras Popayán desempeñaba tan importante rol en el proceso independentista, otro hijo de la ciudad, Joaquín Mosquera y Figueroa, presidía en España el Consejo de Regencia de Cádiz, promulgando durante su mandato la Constitución española de 1812.

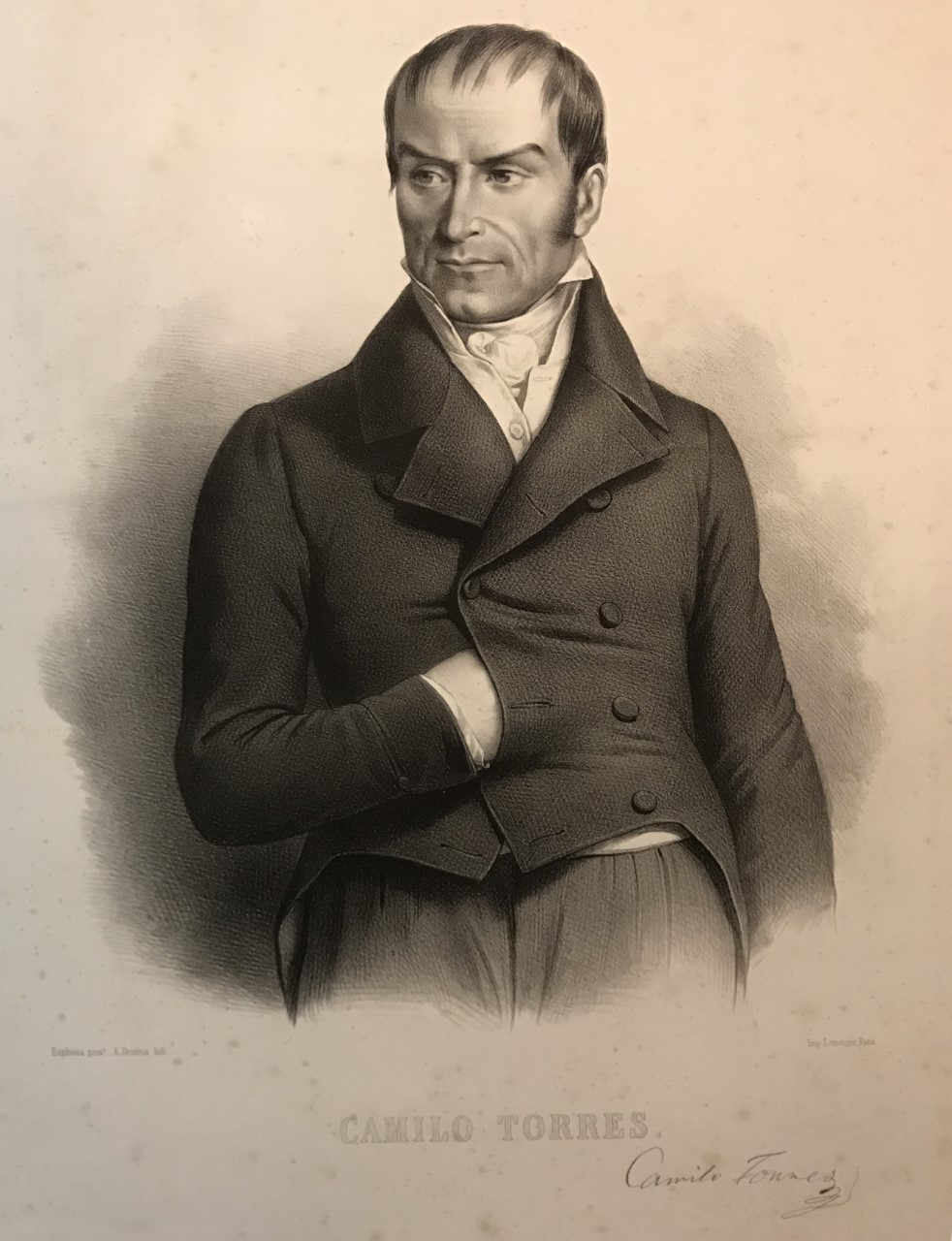
Camilo Torres
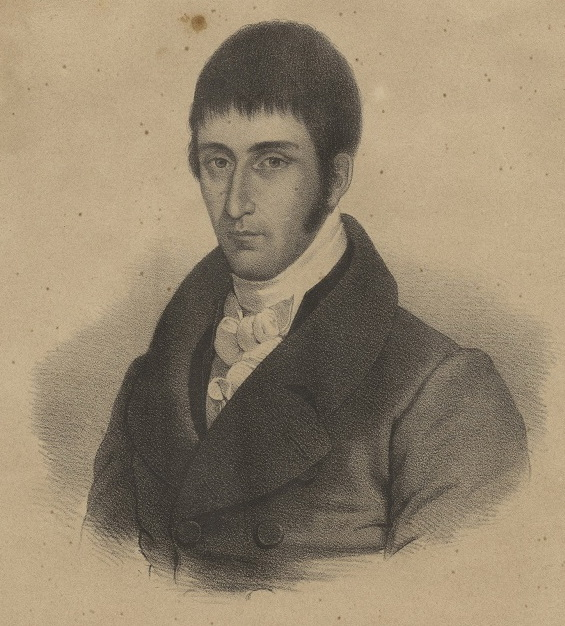
El Sabio Caldas
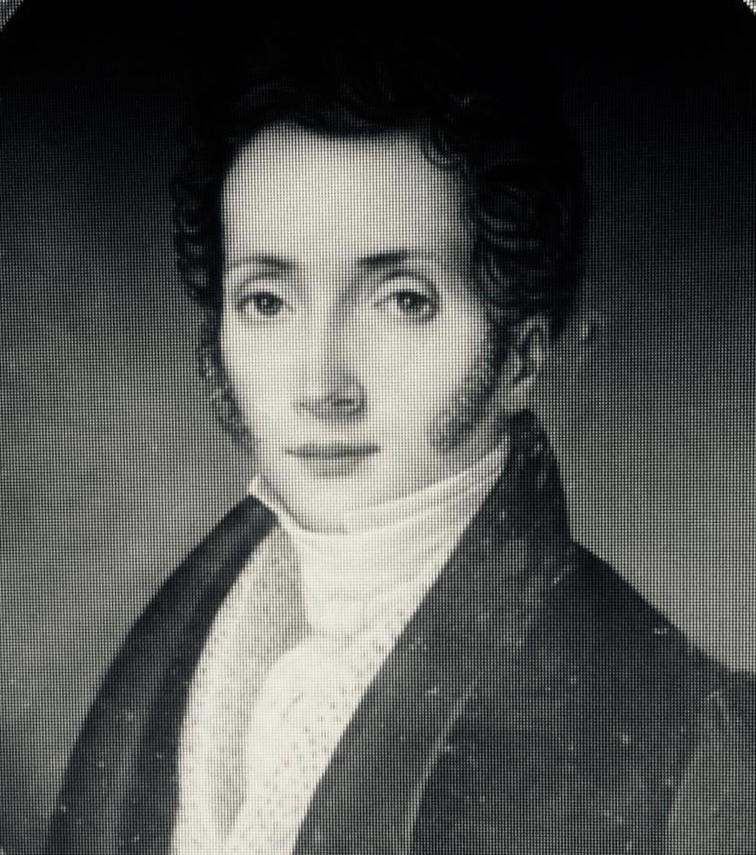
Antonio Arboleda y Arrachea
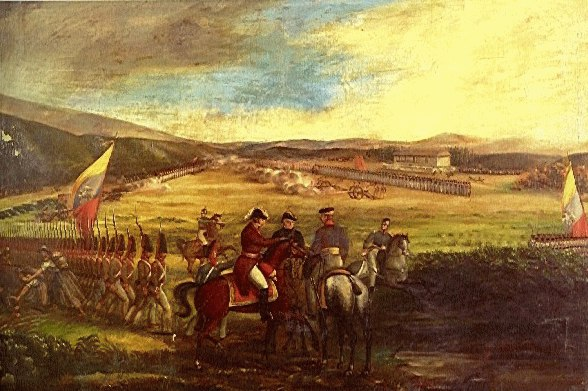
Batalla de Calibío
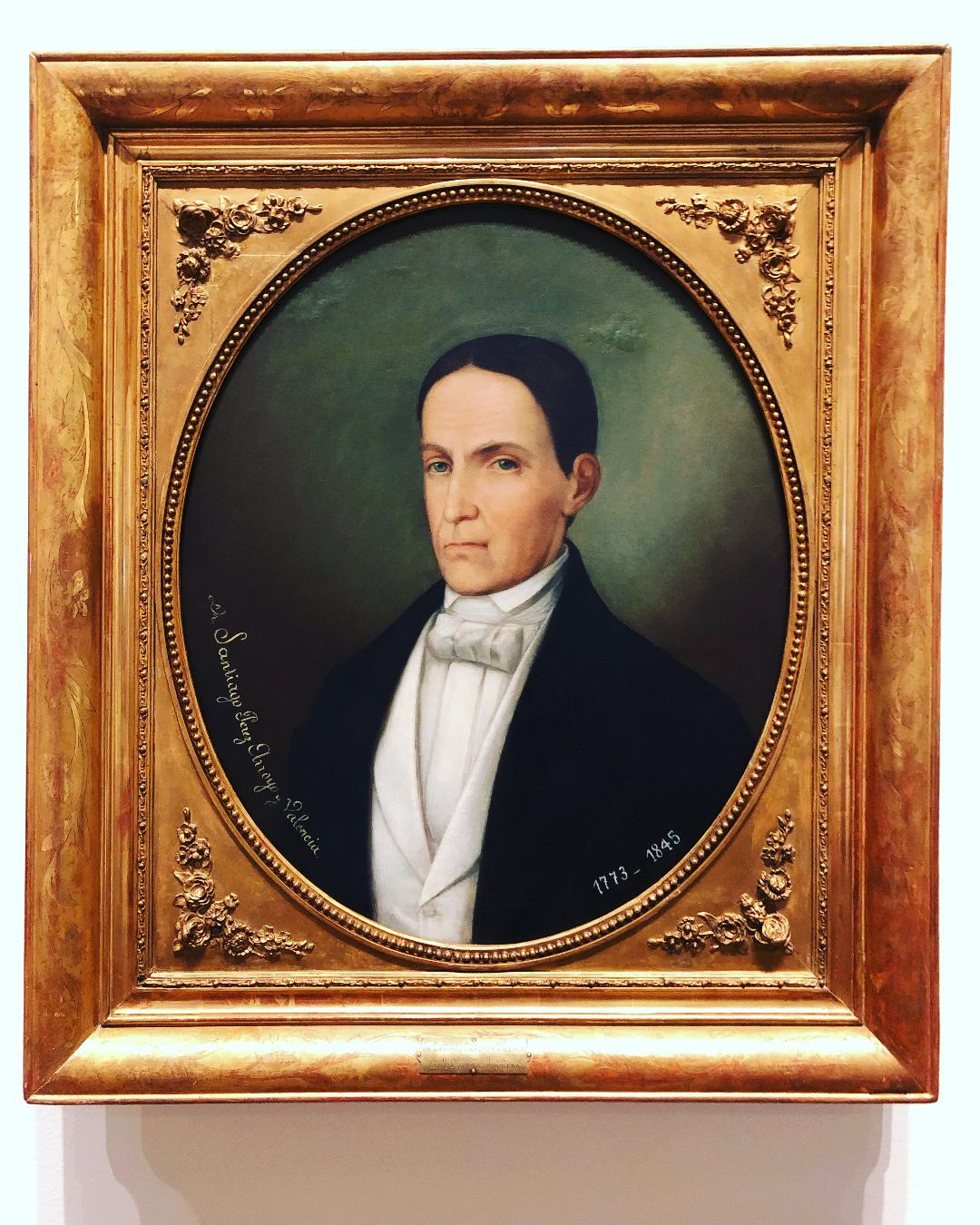
Santiago Arroyo y Valencia
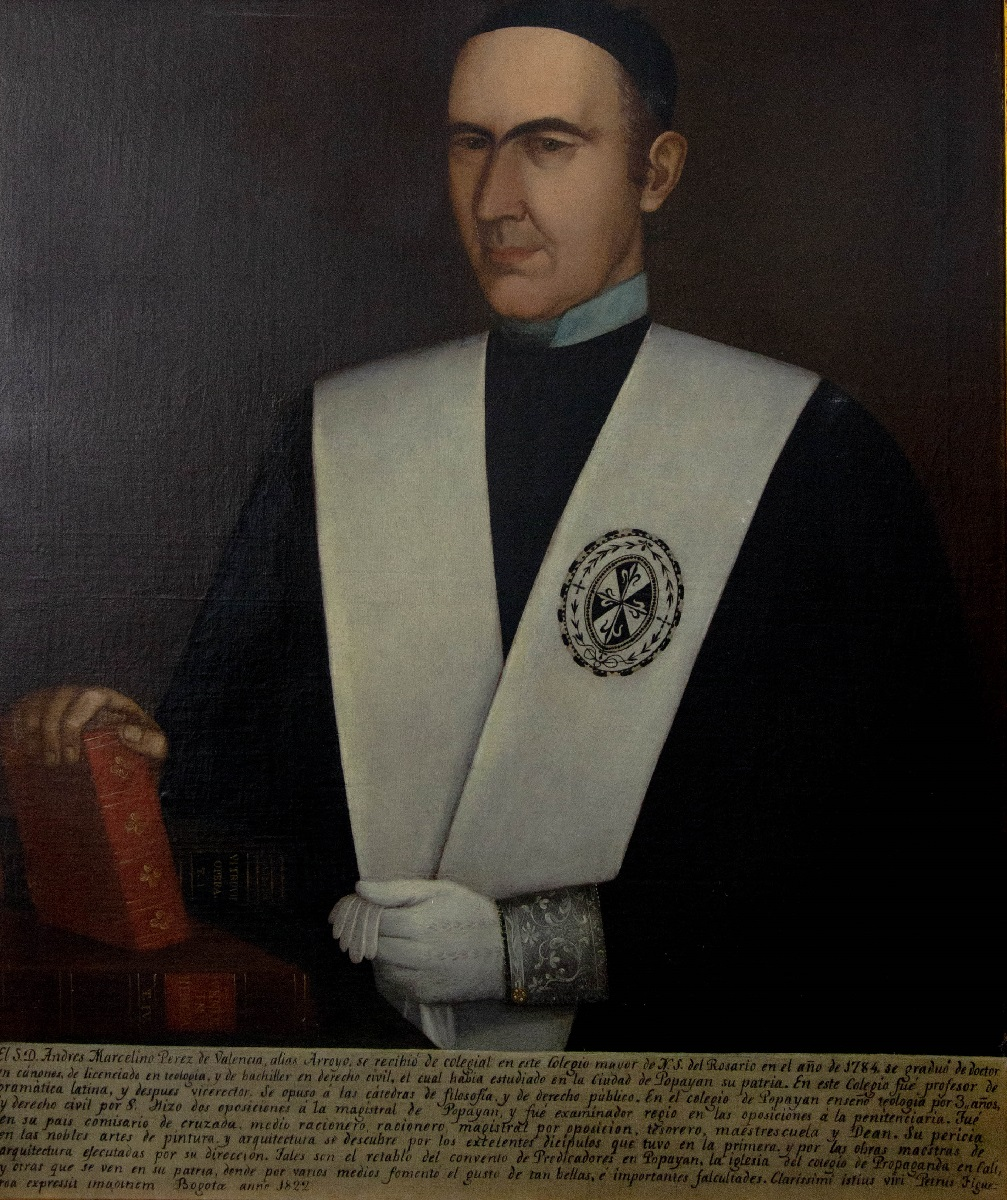
Marcelino Pérez de Arroyo
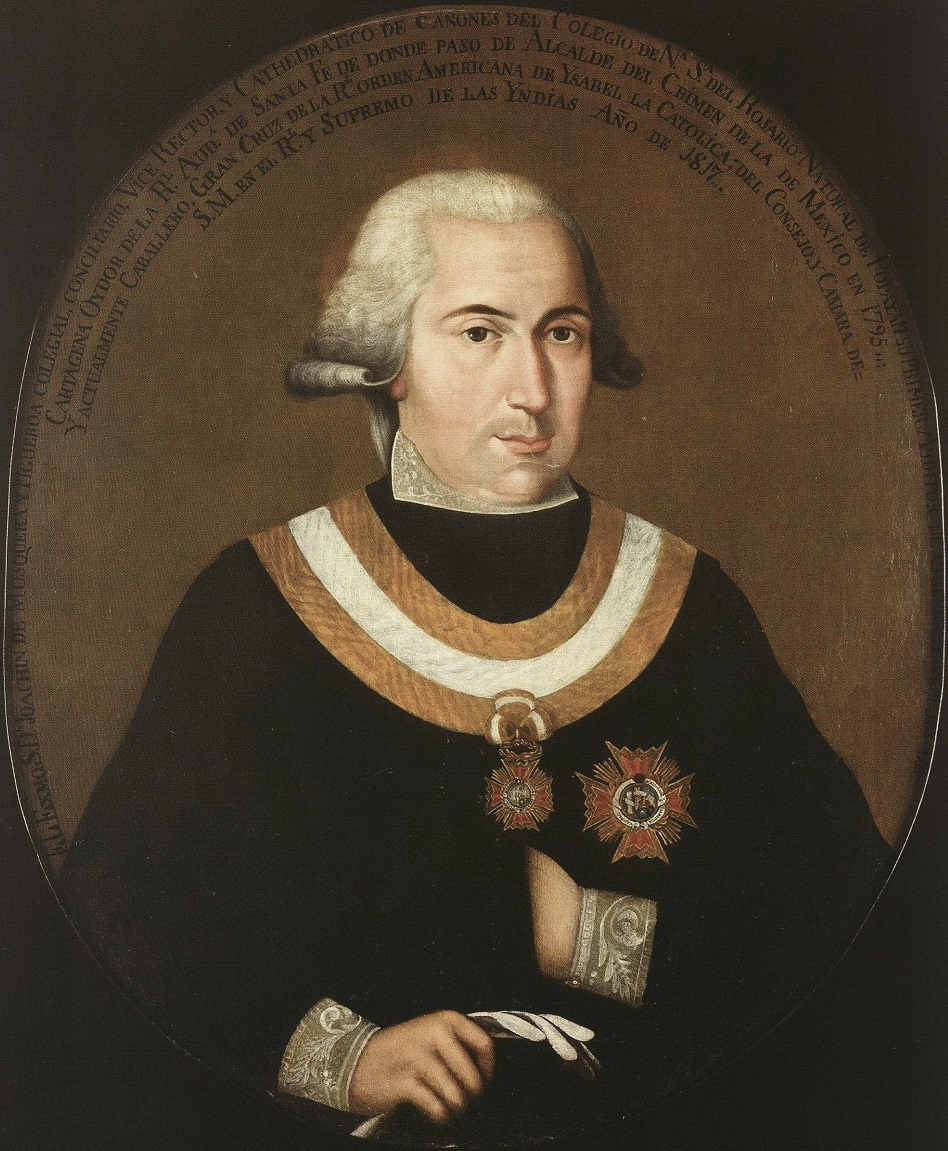
Joaquín Mosquera y Figueroa

### SigloXIX
El período posterior a la Independencia fue testigo de la hegemonía de Popayán en el proceso de toma de decisiones de la República, situación que perduró durante buena parte del siglo XIX y que vería su declive a partir de la abolición de la esclavitud. El dominio de la ciudad sobre una vasta extensión del territorio nacional –el Cauca era el estado más grande y rico de la nación– se sumó al acceso de numerosos payaneses a la primera magistratura y a otros altos cargos de poder en Colombia, concentrándose en ocasiones varios de esos cargos en una misma familia. 
La fundación de la Universidad del Cauca en 1827 trajo consigo el establecimiento de un centro educativo en cuyas aulas se formaron varios de los protagonistas de la historia nacional durante el siglo XIX. La lista de payaneses elegidos Presidentes de la República durante este período incluye, entre otros, a Joaquín Mosquera y Arboleda, José María Obando, Tomás Cipriano de Mosquera y Arboleda, Diego Euclides de Angulo, José Hilario López, Andrés Cerón, Julio Arboleda Pombo, Froilán Largacha y Julián Trujillo.

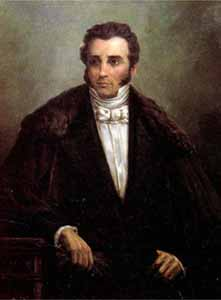
Joaquín Mosquera y Arboleda
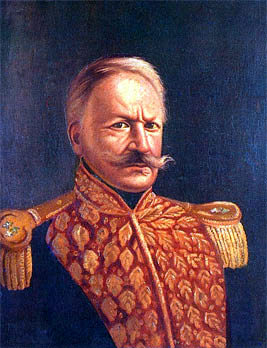
José María Obando
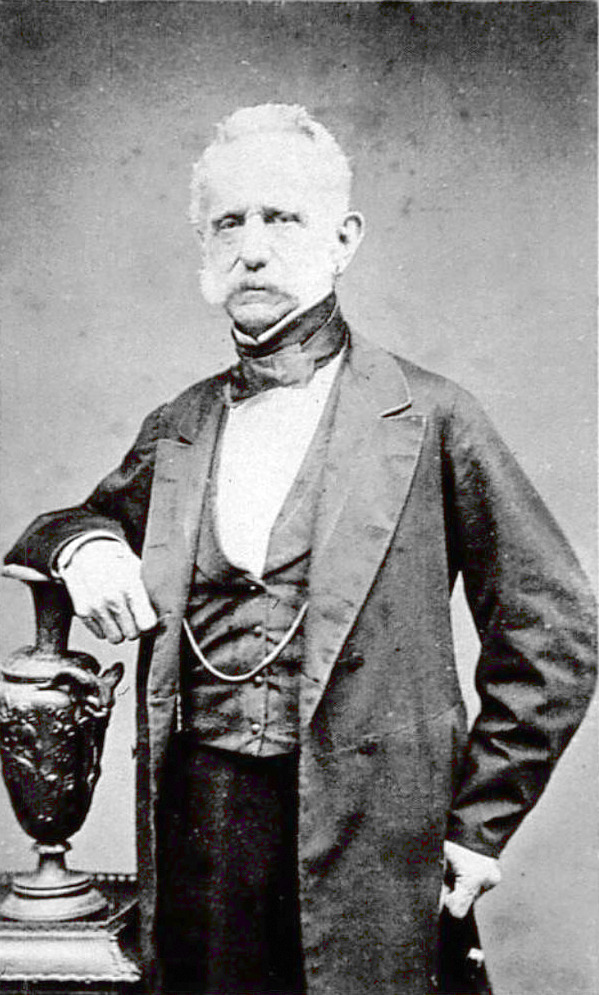
Tomás Cipriano de Mosquera y Arboleda
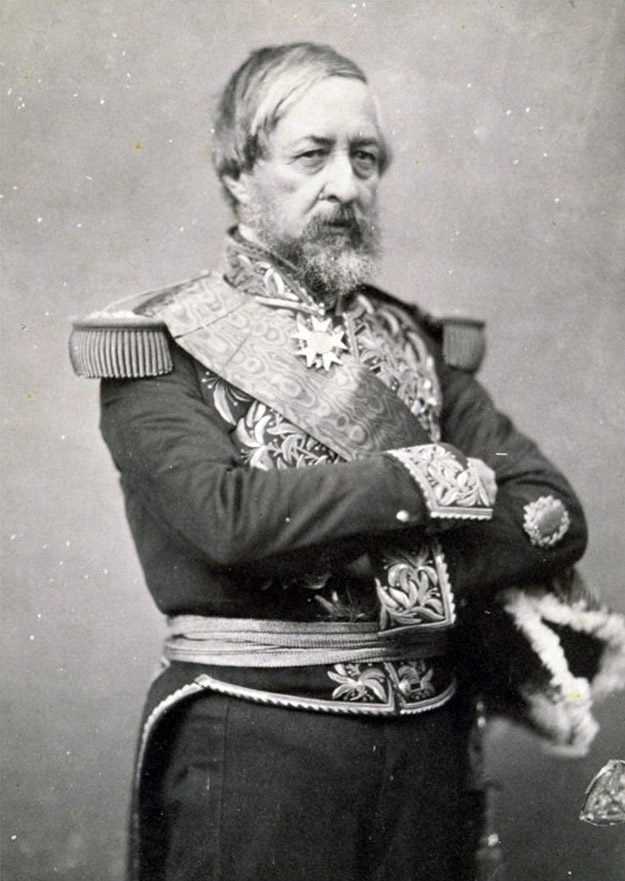
José Hilario López
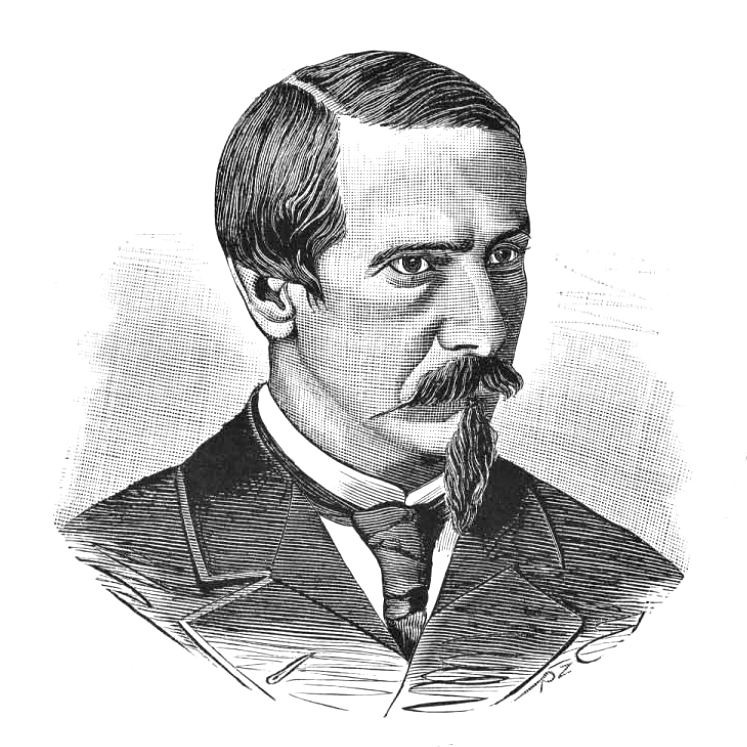
Julio Arboleda Pombo
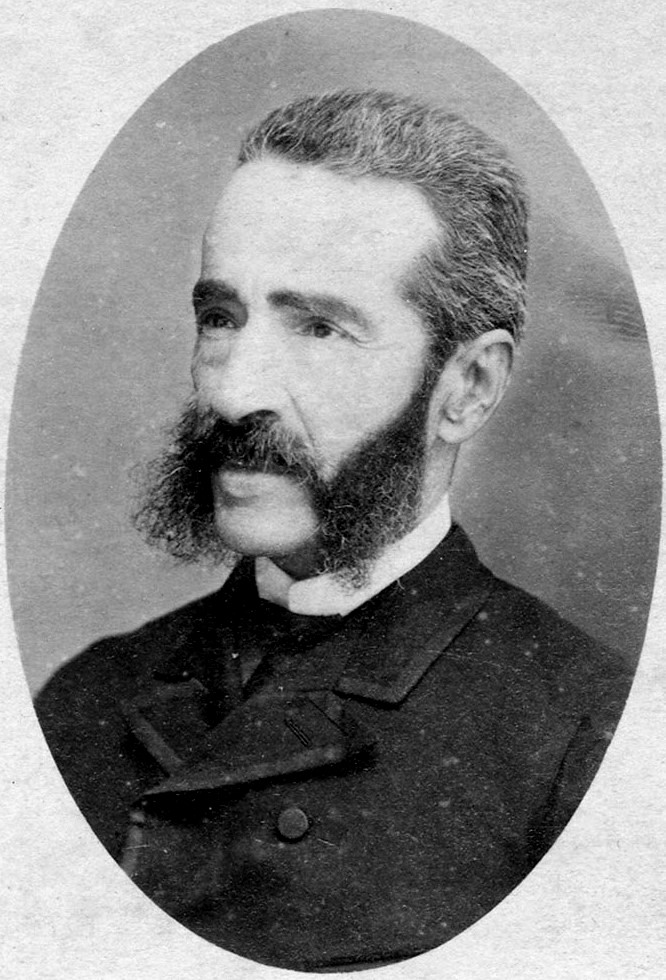
Froilán Largacha Hurtado
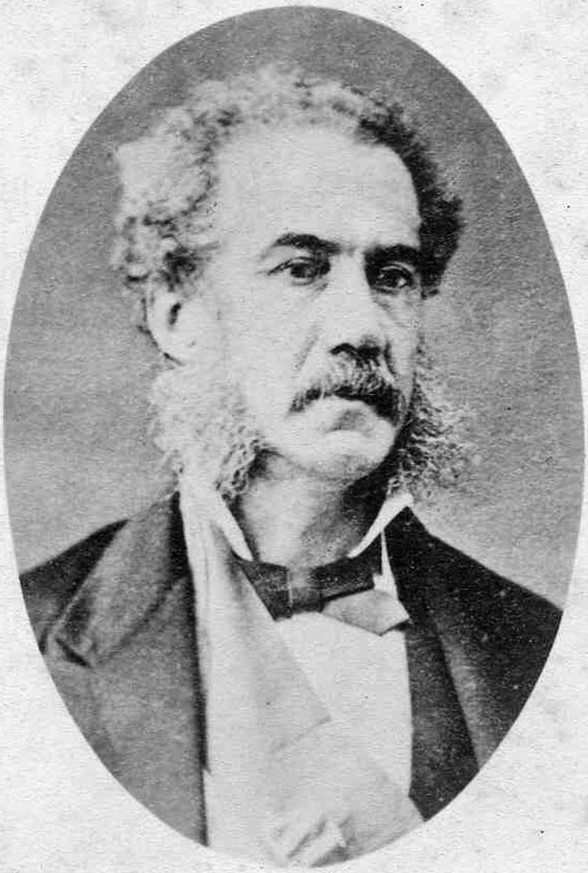
Julián Trujillo

La abolición de la esclavitud, que decretó el presidente payanés José Hilario López en 1851, supuso el comienzo del declive económico de la ciudad y de la región. Desprovistas de la mano de obra de los esclavos, las haciendas ganaderas y azucareras, así como las minas de oro, vieron considerablemente mermada su producción. Hacia 1890 ya empezaban a surgir nuevos polos de desarrollo como Cali y, para el cambio de siglo, Popayán presenciaba con consternación el ocaso de su época de oro y el inicio de un período convulsionado, caracterizado por enormes desafíos económicos y sociales.
El siglo XIX significó también para Popayán una gran inestabilidad derivada de las guerras civiles en el país. En su obra Emigración de Popayán en 1877 y 1878, Margarita Diez-Colunje y Pombo hace una relación detallada de los casi 200 miembros de familias payanesas –incluida la suya propia– que se vieron forzados a emigrar a Bogotá, Quito o Lima en razón de la convulsa situación política reinante en ese período. 

### SigloXX
Tras la guerra de los Mil Días, el Gobierno nacional inició a partir de 1903 un reordenamiento territorial que significó el desmembramiento paulatino del antiguo Estado Soberano del Cauca en nuevas divisiones políticas: Nariño, Caquetá, Caldas, Chocó, Valle del Cauca y Cauca. Como un reconocimiento a su preeminencia histórica, el obispado de Popayán fue elevado a la categoría de arzobispado por el papa León XIII en 1900. La conmemoración del primer centenario de la Independencia en 1910 y la llegada del Ferrocarril del Pacífico en 1926 trajeron consigo momentos de júbilo y celebración para la ciudad, pero la economía acusaba ya un gran estancamiento y, como se indicó anteriormente, otras ciudades comenzaron a asumir el papel protagónico que Popayán había desempeñado hasta hacía poco. 

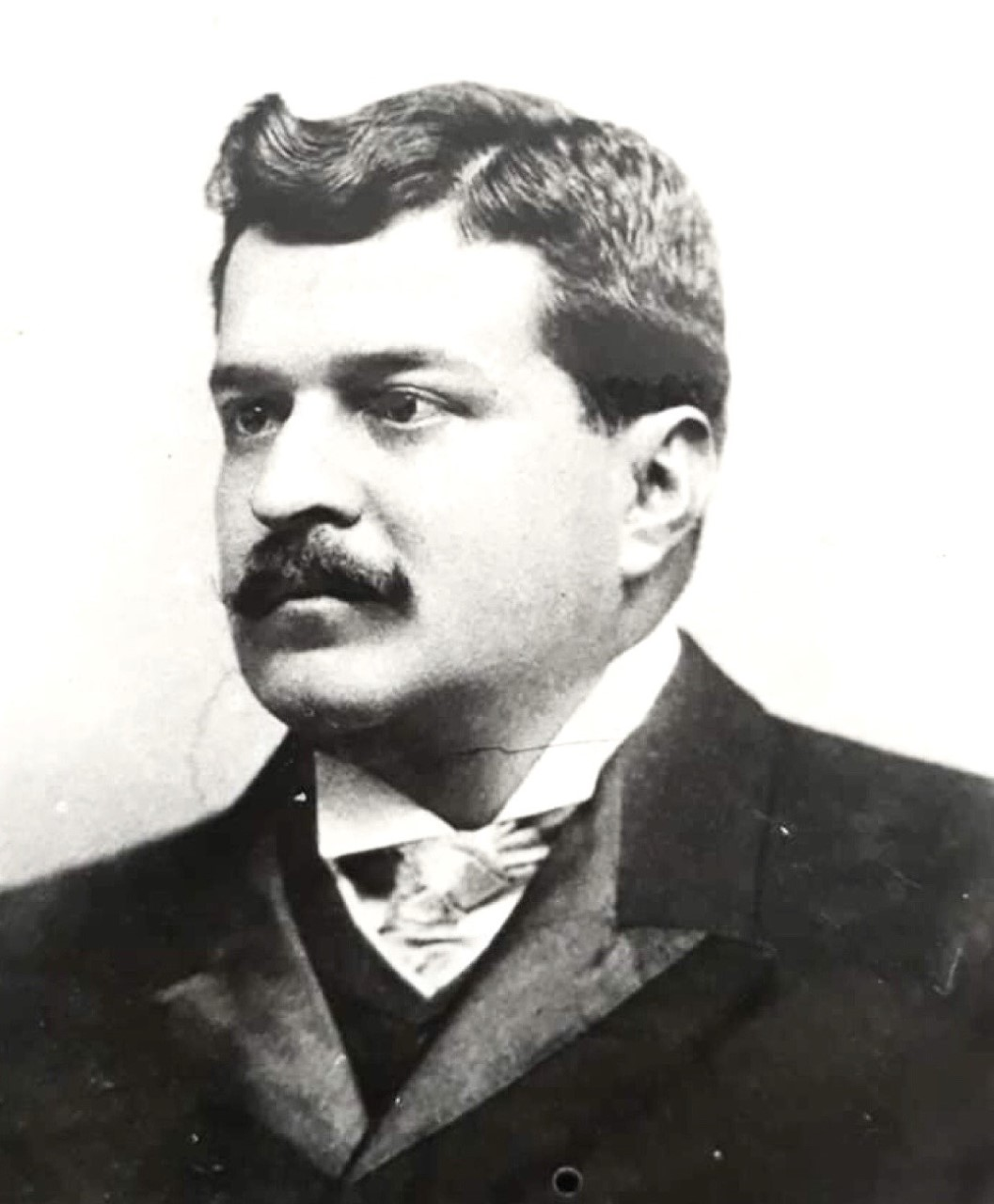
Arcesio Aragón Holguín
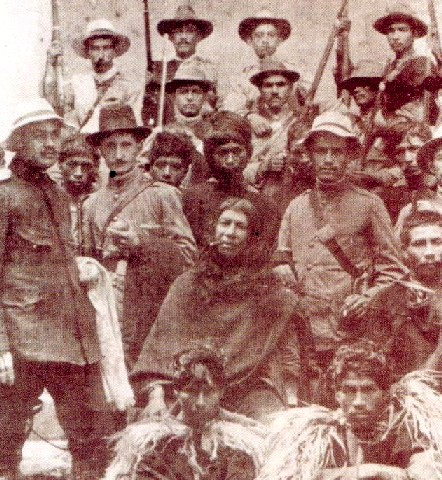
Quintín Lame
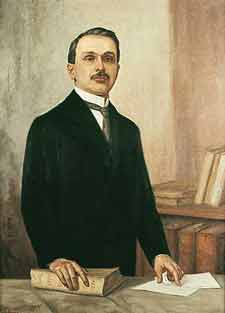
Gustavo Arboleda
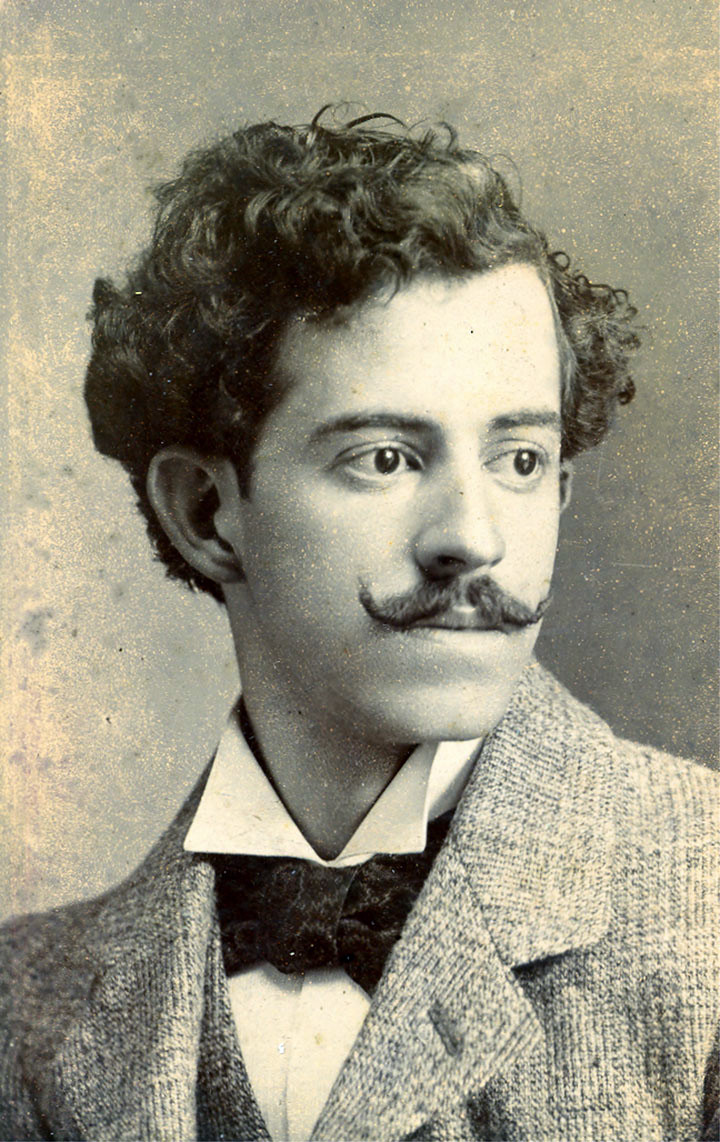
Guillermo Valencia
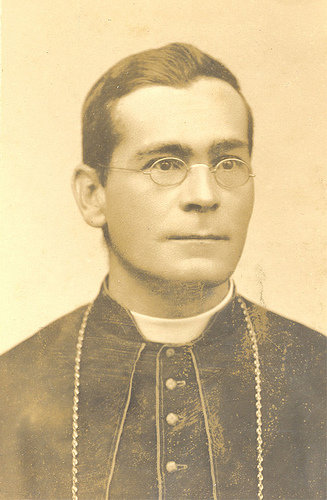
Manuel Antonio Arboleda Scarpetta
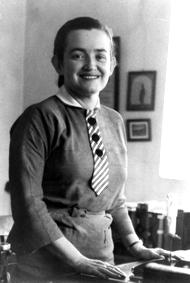
Josefina Valencia de Hubach
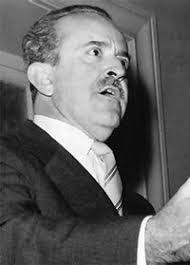
Guillermo León Valencia

No obstante las circunstancias adversas, Popayán continuó destacándose en la primera mitad del siglo XX en varios campos. Sus hombres de letras le dieron auge al periodismo local, con periódicos y semanarios como La Razón, Sursum y Época, así como el diario El Liberal, decano de los periódicos payaneses a lo largo del siglo XX, fundado por Mario Iragorri Díez y Paulo Emilio Bravo. La revista Popayán, fundada en 1907, impulsó durante varias décadas el periodismo cultural y sirvió como tribuna para divulgar la herencia histórica y cultural de la ciudad.  La intelectualidad tuvo en el Maestro Guillermo Valencia y en Rafael Maya a dos de sus más destacados exponentes que dieron lustre al pensamiento y a las letras, mientras que Jaime Paredes Pardo, autor de numerosos libros, se destacó como director por varios años del suplemento dominical del diario bogotano El Tiempo, el más importante de su género. Los historiadores Gustavo Arboleda, Miguel Arroyo Diez, Antonino Olano, Arcesio Aragón y Diego Castrillón Arboleda legaron al país una vasta obra de gran valor para entender la historia colonial y republicana de Colombia, mientras que José María Arboleda Llorente llevó a cabo durante buena parte de su vida la identificación y catalogación de los fondos documentales más antiguos de la ciudad, lo que aseguró la consolidación y creación del Archivo Central del Cauca, uno de los más importantes de Colombia y América Latina por el número, la variedad y la antigüedad de los documentos originales, actas, impresos y manuscritos que conserva. Con su ensayo El Cauca es así, publicado en 1953, Miguel Antonio Arroyo Arboleda abrió el debate público sobre las circunstancias cambiantes de la región y el impacto de las decisiones políticas en el estancamiento económico de la misma.

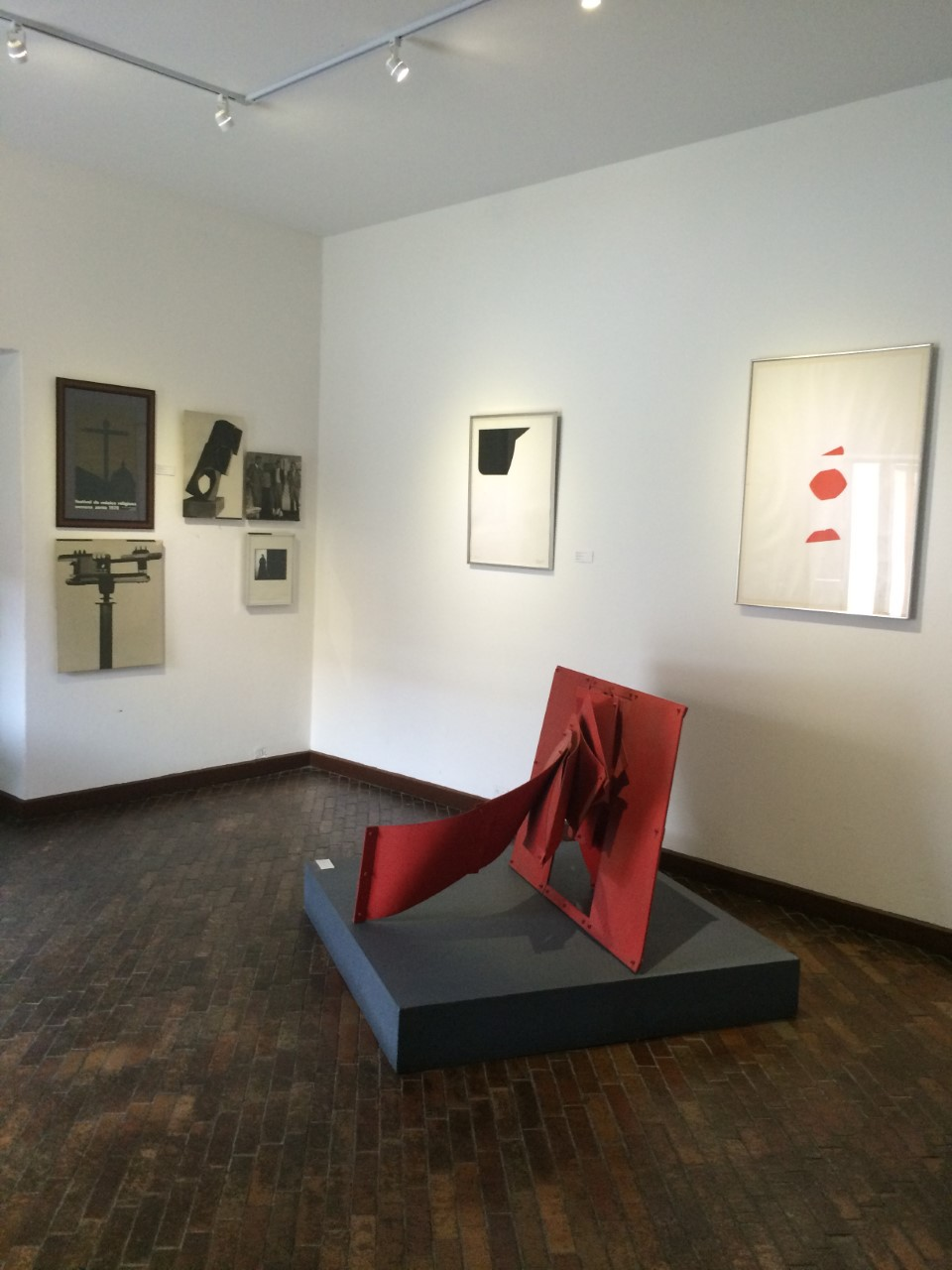
Obras de Édgar Negret en el Museo Iberoamericano de Arte Moderno, Popayán.

En la política, Francisco José Urrutia, Miguel Arroyo Diez, Manuel Antonio "Matoño" Arboleda, Francisco José Chaux, Aurelio Caicedo Ayerbe, Juan Jacobo Muñoz Delgado, Aurelio Iragorri Hormaza y Guillermo Alberto González Mosquera, entre otros, alcanzaron varias de las más altas dignidades en las diferentes ramas del poder público, mientras que en el campo militar sobresalieron Gerardo Ayerbe Chaux y Héctor Fabio Velasco Chávez, ambos generales de la República. La larga galería de jefes de Estado oriundos de la ciudad se vio ampliada durante la segunda mitad del siglo XX con Guillermo León Valencia, quien resultó elegido para desempeñar la primera magistratura entre 1962 y 1966. Otros dos payaneses, Víctor Mosquera Chaux y Carlos Lemos Simmonds, ejercieron el cargo temporalmente en reemplazo de los gobernantes titulares. 
En el plano religioso Manuel Antonio Arboleda Scarpetta se convirtió en el primer caucano en ser designado arzobispo metropolitano de Popayán en 1907, y el pueblo payanés consagró a Toribio Maya como El apóstol de la caridad hacia los pobres, motivando la apertura de su causa de canonización en la Iglesia católica pocos años después de su muerte. En 1973, Álvaro Ulcué Chocué pasó a la historia como el primer indígena en ser ordenado sacerdote católico en Colombia. Una amplia casona en el centro histórico de la ciudad fue adquirida por la Curia y acondicionada para un nuevo uso como sede del Museo Arquidiocesano de Arte Religioso, fundado en 1977 y cuyas colecciones de arte sacro, pintura de caballete e imaginería religiosa se cuentan entre las más amplias y valiosas del país. El papa Juan Pablo II fue el primer pontífice en visitar Popayán, durante su visita apostólica a Colombia realizada en 1986. 
Por su parte, la mujer se convirtió en símbolo nacional por sus logros. Destacaron entre ellas Josefina Valencia de Hubach, sufragista, gobernadora y ministra de Estado; Esmeralda Arboleda, una de las primeras mujeres en acceder a la educación superior, la primera en graduarse como abogada de la Universidad del Cauca, la primera senadora de la República y la primera en desempeñarse como embajadora; y Josefina Angulo de Garrido, la primera mujer en desempeñarse como alcaldesa en Colombia. 
Las artes también sirvieron como caldo de cultivo para el surgimiento de grandes nombres. Artistas de talla mundial, como los hermanos Juan y Santiago Cárdenas Arroyo en la pintura y Édgar Negret en la escultura, llevaron el arte a una nueva etapa de la modernidad con sus expresiones artísticas. Por su parte, Efraím Martínez trajo consigo de Europa su formación academicista y la aplicó en el arte del retrato y en su monumental óleo La Apoteosis de Popayán, uno de los símbolos de la ciudad.
El siglo XX fue, así mismo, testigo de grandes cambios sociales: el líder indígena Quintín Lame desafió en las primeras décadas del siglo los convencionalismos de su época y llevó la lucha social hasta límites insospechados, poniendo sobre la mesa postulados políticos que habían sido tradicionalmente invisibilizados y obteniendo logros en defensa de las comunidades indígenas. 

#### Terremoto de Popayán de 1983
La mañana del Jueves Santo 31 de marzo de 1983, a las 8:15 de la mañana, la ciudad sufrió un sismo de magnitud 5,5 en la escala de Richter y variaciones de grados VI y IX en la escala de Mercalli. La cifra de muertos se calculó en trescientos y más de diez mil personas quedaron sin techo. El total de construcciones derruidas fue de 2470 viviendas construidas en ladrillo, pertenecientes a familias de bajos ingresos, mientras que otras 6680 sufrieron daños considerables. La ciudadanía y las autoridades locales y regionales aunaron esfuerzos para la reconstrucción de la ciudad y, con el apoyo de la cooperación internacional, especialmente los gobiernos de España y Alemania, se logró en una década devolverle su esplendor al casco antiguo de Popayán.

## Demografía
Según el Departamento Administrativo Nacional de Estadística (DANE) con datos obtenidos por el censo del año 2018, proyectados a 2025, Popayán tiene 346 403 habitantes, con distribución de población 83,06 % urbana y 16,94 % rural, siendo el 51,93 % de sus habitantes de sexo femenino y 48,07 % del sexo masculino.
| Evolución demográfica de Popayán desde 1938 |
|                                             |
| Fuente:DANE                                 |

### Composición étnica
Según las cifras presentadas por el DANE del censo 2005, la composición etnográfica de la ciudad es:
- Blancos y mestizos (94,2 %)
- Afrocolombianos (2,9 %)
- Indígenas (2,9 %)

## Cultura y patrimonio

### Gastronomía
Desde 2003, en el mes de septiembre se celebra el Congreso Nacional Gastronómico de Popayán, por lo que en 2005 la Unesco declaró a Popayán Ciudad Gastronómica de la Humanidad, único lugar de América Latina con esta distinción, como patrimonio cultural perteneciente a la red de ciudades creativas de las Naciones Unidas.
Los platos típicos de la ciudad son un legado de la interacción cultural española e indígena, integrando componentes propios de la región con frutos traídos de España, entre los que se destacan: La carantanta, el aplanchado y bebidas como la aloja, gaseosa Queen (la popular "Reinita"), champús, lulada, salpicón payanés, raspao, cholao y kumis.

### Semana Santa
La Semana Santa de Popayán es la celebración religiosa en la ciudad de Popayán, Colombia de la pasión, muerte y Resurrección de Jesucristo. El evento se caracteriza por sus procesiones que se realizan de forma ininterrumpida desde el siglo XVI, entre las noches del Viernes de Dolores y el sábado santo.
Las procesiones de Semana Santa de Popayán fueron inscritas en la lista representativa del Patrimonio Cultural Inmaterial de la Humanidad por la UNESCO en septiembre de 2009 y declaradas patrimonio cultural de la nación mediante la Ley 891 de 2004.

### Sección Colonia del Archivo Central del Cauca
El Antiguo Archivo Central del Cauca, actualmente preservado en el Centro de Investigaciones Históricas ''José María Arboleda Llorente'' perteneciente a la Universidad del Cauca, es la colección de registros historiográficos más valiosa de la región, además de ser el segundo en importancia en el país por detrás del Archivo General de la Nación. El acervo de la documentación va desde los siglos XVI con la creación de la provincia de Popayán por el emperador Carlos V hasta la actual República de Colombia.
Concretamente, la sección colonia resguarda todo escrito desde la década de los 1540 hasta el fin del Virreinato de la Nueva Granada hacia 1810, llegando a almacenar el que se considera el documento más antiguo de toda Colombia fechado el 12 de marzo de 1541; inclusive contando con incunables del siglo XV provenientes del Viejo Continente. Contando también en su haber con los libros de cuentas de la desaparecida Casa de Moneda, los registros de la Real Hacienda de Popayán, correspondencia de personajes ilustres de la ciudad, la región o el continente, entre otros.
Con todo este rico patrimonio preservado de la historia de la Sudamérica española, se declaró al archivo en general como Bien de Interés Cultural del Carácter Documental Archivístico de los Colombianos en el año 2019 y en la XXIII Reunión del Comité Regional de América Latina y el Caribe del Programa Memoria del Mundo de la UNESCO (MoWLAC) celebrada en Santiago de Chile en noviembre de 2023, fue inscrita en el Registro del Programa Memoria del Mundo de la Unesco.

### Eventos culturales

#### Carnavales de Pubenza
A partir del año 2012, las tradicionales Fiestas de Pubenza pasaron a ser los Carnavales de Pubenza, mérito que obtuvieron tras conocerse la nueva programación para este año; su duración es de 7 días: del 4 al 9 de enero, y el día 13 será la clausura oficial del itinerario en homenaje a la fundación de la ciudad. Históricamente, el carnaval está ligado a la popular celebración sur occidental de Negros y Blancos, que originariamente nació en Popayán durante la época esclavista como válvula de escape para la dura segregación imperante en el momento.
Y a partir del 2016, con la Administración municipal de 'El cambio para Popayán' que encabeza el alcalde César Cristian Gómez Castro pasaron a llamarse Fiesta de Reyes con el objetivo de revivir una antigua tradición que en su mejor momento llegó a tener más acogida e importancia que la misma Semana Santa.
Otros eventos importantes realizados en la ciudad incluyen el Festival de Música Religiosa, el Congreso Nacional Gastronómico y el Festival de Cine Corto de Popayán.

#### Fiesta Patronal del Santo Ecce Homo
Ideada a partir de 1938, derivó en el establecimiento de la Junta Pro Culto al Santo Ecce-Homo de Popayán, la cual fue y es la encargada que desde 1945 saliera la primera procesión en homenaje al considerado Patrono de la ciudad, constituyéndose el primero de mayo (día internacional del trabajo) como la fecha central de todas las festividades, empezando desde el 16 de abril con el quincenario, incluye varios eventos culturales y piadosos como la Procesión de Bajada desde el Santuario de Belén hasta la iglesia de San Francisco que tradicionalmente ha estado en manos de las mujeres payanesas, varios conciertos de música autóctona (chirimía) además de clásica y las vísperas el 30 de abril. 
Pero sin duda el acontecimiento más importante de todos es la Monumental Procesión de Subida a cargo de los hombres y el sector obrero que parte desde el Templo de San Francisco hacia Belén después de una solemne eucaristía presidida por el arzobispo de Popayán, este suceso se ha convertido en el más multitudinario de entre todos los eventos llevados a cabo en la ciudad alrededor de todo el año (llegando a reunir a miles de personas en el centro histórico), pero solo siendo superado en importancia por la Semana Santa. Durante el recorrido se puede evidenciar la inmensa fe aunado con el gran cariño que tiene la comunidad patoja y colombiana ante el Santo Ecce Homo, ofreciendo sus intenciones personales a su intercesión.
Esta festividad a ocasionado que Popayán sea la única ciudad en todo el mundo que celebra el día del trabajo con una multitudinaria procesión religiosa en vez de conmemorarlo con protestas y marchas (como sí sucede en la gran mayoría de naciones que tienen el 1 de mayo como festivo).[cita requerida]

#### Festividad Anual de Nuestra Señora de Belén

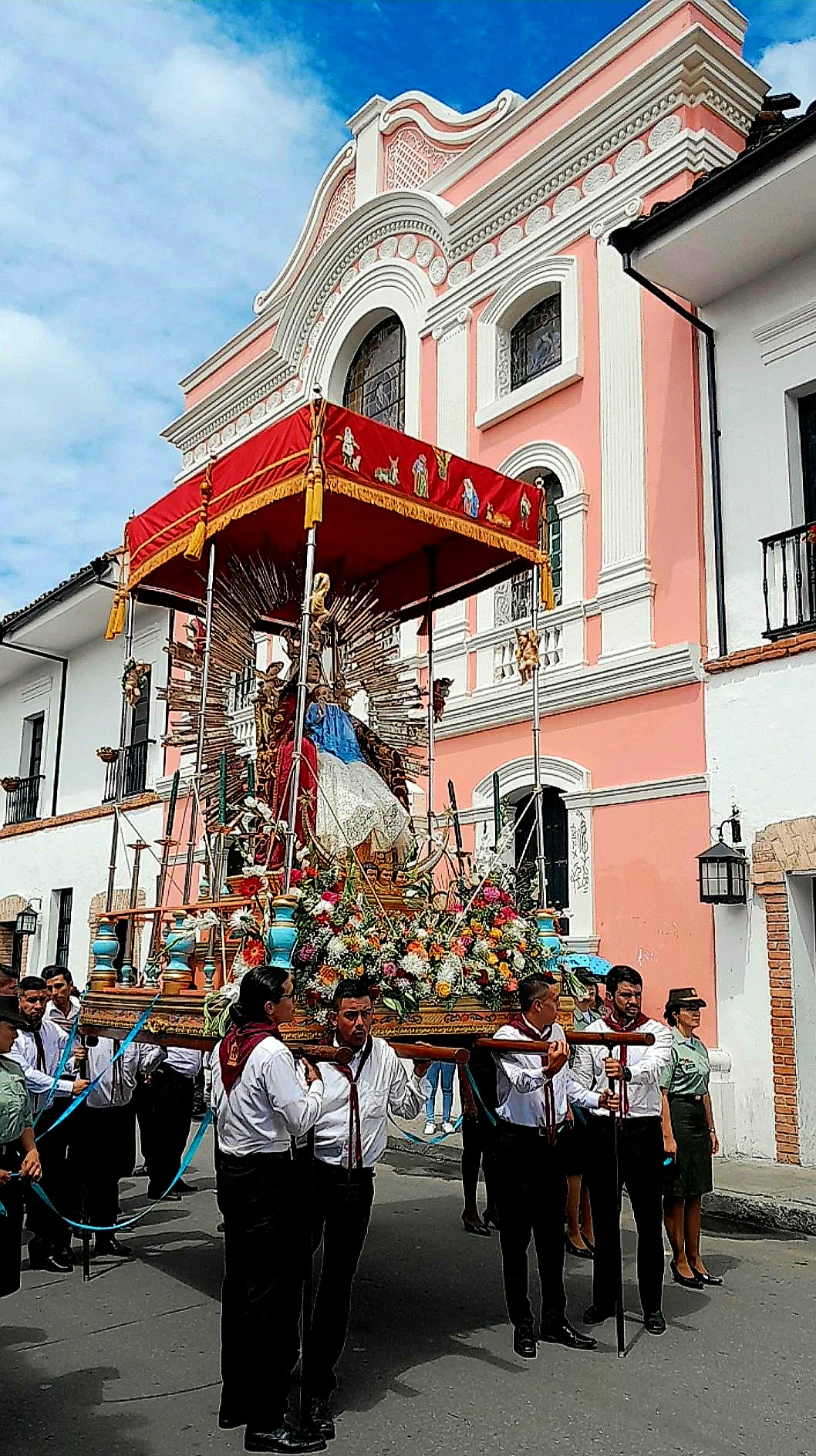
Procesión de subida de la Virgen de Belén

Celebrada en el mes de diciembre, la fiesta con 337 años de existencia es considerada como el segundo evento religioso más antiguo de la ciudad blanca que aún se , solo por detrás de la Semana Santa (que cuenta con más de 468 años), además es uno de los acontecimientos más importantes de Popayán, llegando a reunir a cientos de personas de toda la región que demuestran su fervor a María, congregándose alrededor del Centro Histórico de Popayán.
Desde el mes de noviembre la feligresía se prepara para la fiesta patronal por medio de celebraciones litúrgicas en el Santuario de Belén, conmemorando momentos de la vida de la Virgen María como su presentación en el templo y sus desposorios con José.
Iniciando como tal la festividad anual en honor a Nuestra Señora de Belén, la cual desde se viene realizando desde el siglo XVII hasta el día de hoy, su procesión de bajada, la cual inicia en el Santuario de Belén y termina en la Iglesia de San Francisco. Se realiza usualmente la primera el 2° domingo del mes de diciembre; en el cual la virgen desciende desde su casa acompañada de su esposo San José (ataviados con vestimentas de peregrinos), los arcángeles y sus parientes bíblicos, amenizado por la música de las chirimías tradicionales y muestras de fervor de la población
El punto central de la festividad patronal es la procesión de subida, la cual parte de la Iglesia de San Francisco. y terminando en el Santuario de Belén. Se realiza usualmente el último domingo del mes de diciembre antes de navidad y la virgen sale a procesionar con su hijo recién nacido en el regazo y engalanada con una corona imperial obra de Rafael Paz del siglo XVII. También retornan al santuario todos los pasos que previamente descendieron en la bajada.

#### Fiesta del Corpus Christi

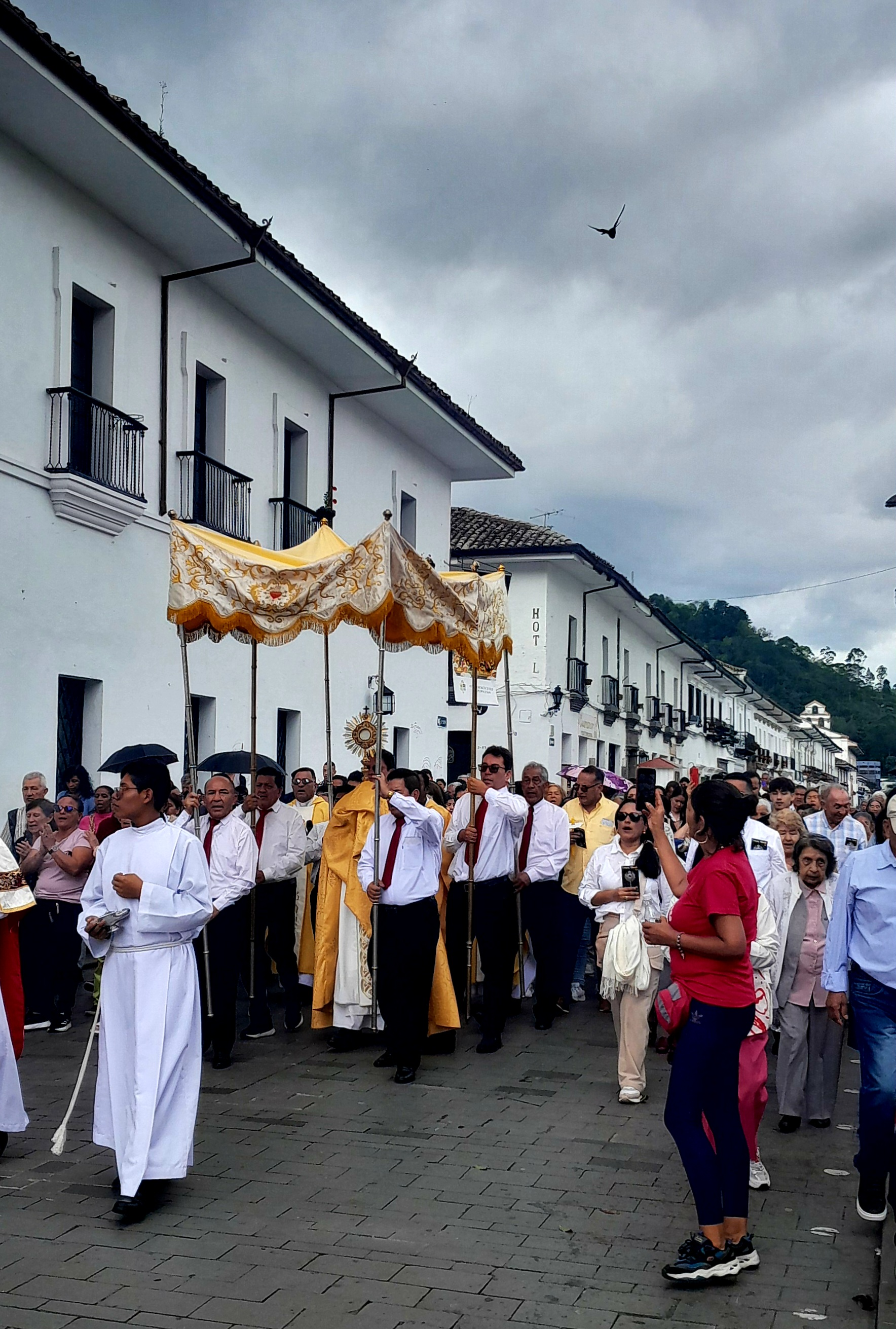
Procesión del Corpus Christi 2025, en el Parque Caldas, Popayán

Datada de tiempos coloniales, es una de las solemnidades católicas más tradicionales de la ciudad, celebrada el domingo posterior del Pentecostés y tras 60 días después del Domingo de Resurrección, caracterizada por ser uno de los exponentes del esplendor de la orfebrería de la escuela payanesa.
Con la fundación de Popayán en 1537, por lo que a la ciudad también llegaron varias de las más tradicionales celebraciones católicas, entre ellas la solemnidad del Cuerpo y la Sangre de Cristo. Desde sus inicios, la fiesta se caracterizó por su carácter dual, combinando elementos religiosos católicos con componentes indígenas. Como lo es, la procesión del Corpus Christi, con la Custodia portada en andas, era el acto central de la celebración. Pero a su alrededor se desarrollaba un rico programa de actividades culturales que atraía a la población. Cada año se promovía la elaboración de altares por donde pasaba la procesión con el santísimo sacramento. Estos retablos, estaban cargados de simbolismo, buscaban reflejar el poder religioso y reforzar los mensajes religiosos. Textos de los siglos XVII y XVIII describen con detalle estas decoraciones efímeras que se distribuían por las calles de la ciudad.
Entre el siglo XVII y XVIII, se consolidó la rama orfebre en Popayán, con la participación de varios artista que en su mayoría pertenecieron al taller de enseñanza localizado en la Casa de Moneda de Popayán, no obstante con la independencia, varias custodias fueron robadas por orden de Antonio Nariño para costear la causa. 
Hoy en día, las custodias que sobrevivieron al saqueo del siglo XIX, se encuentran resguardadas en la bóveda del Museo Arquidiocesano de Arte Religioso de Popayán, y es exhibida únicamente durante la Semana Santa. No obstante, durante la solemnidad del Corpus Christi, algunas de estas piezas suelen ser prestadas para las actividades litúrgicas.
El punto central de la festividad se da en la Catedral basílica de Nuestra Señora de la Asunción con la solemne eucaristía de Corpus y la posterior procesión alrededor del Parque Caldas, donde se detienen en estaciones con altares elaborados por las cuatro principales parroquias del centro.

## Organización territorial y urbanismo
La ciudad de Popayán está dividida en 295 barrios agrupados en 9 comunas en el sector urbano, 79 veredas agrupadas en 23 corregimientos en el sector rural.

### Sector histórico
Popayán es una de las ciudades más antiguas y mejor conservadas de América, lo que se ve reflejado en su arquitectura y en sus tradiciones religiosas, así como en el cuidado de las fachadas. El casco antiguo de la ciudad se extiende por varias manzanas de sector histórico, localizado en el centro de la ciudad. 
El trazado urbano original de Popayán es uno de los mejores ejemplos de trama ortogonal en la Nueva Granada, muy anterior a la promulgación de las Leyes de Indias. El centro histórico de la ciudad fue declarado Monumento Nacional el 30 de diciembre de 1959.

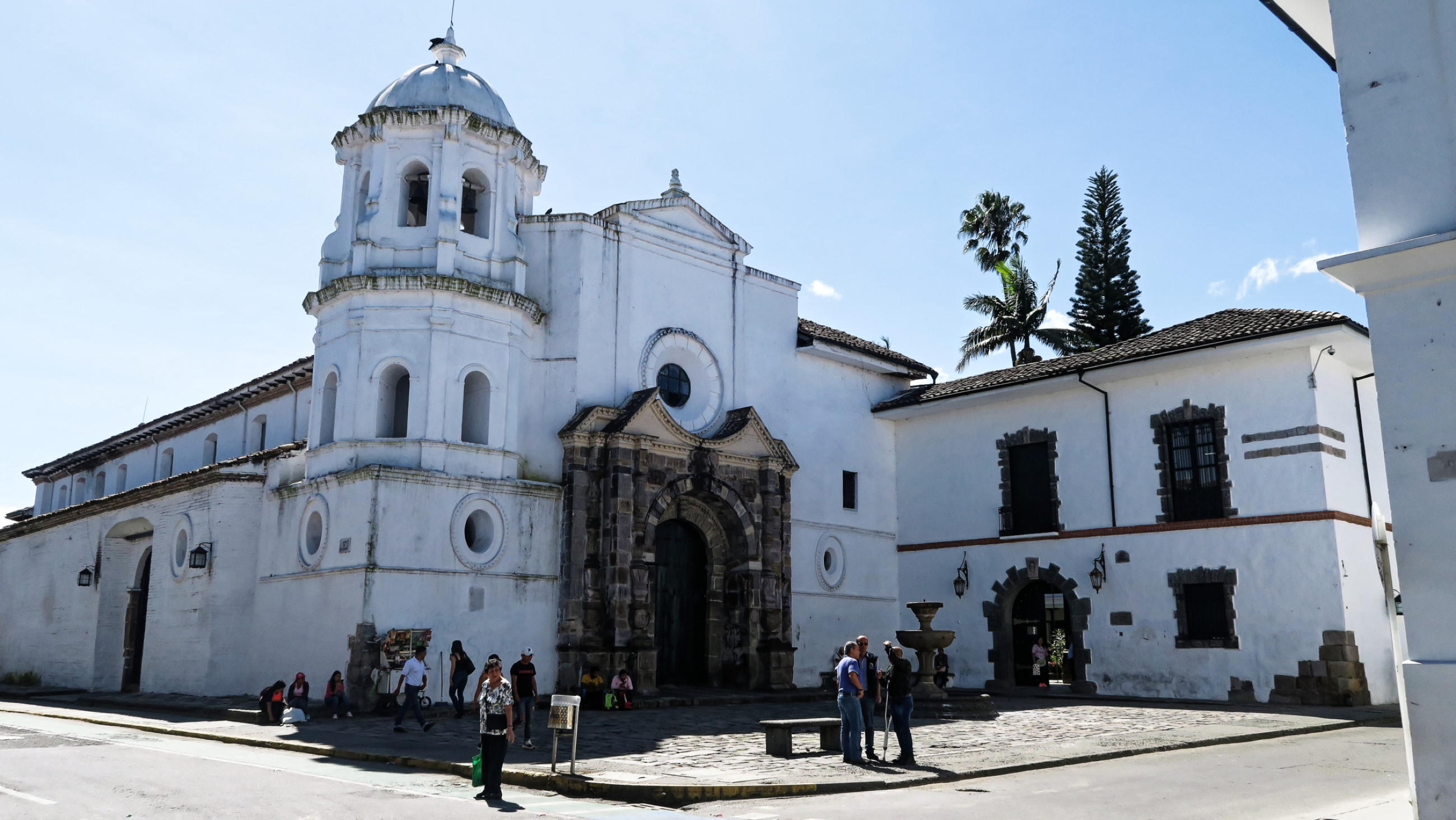
Iglesia de Santo Domingo
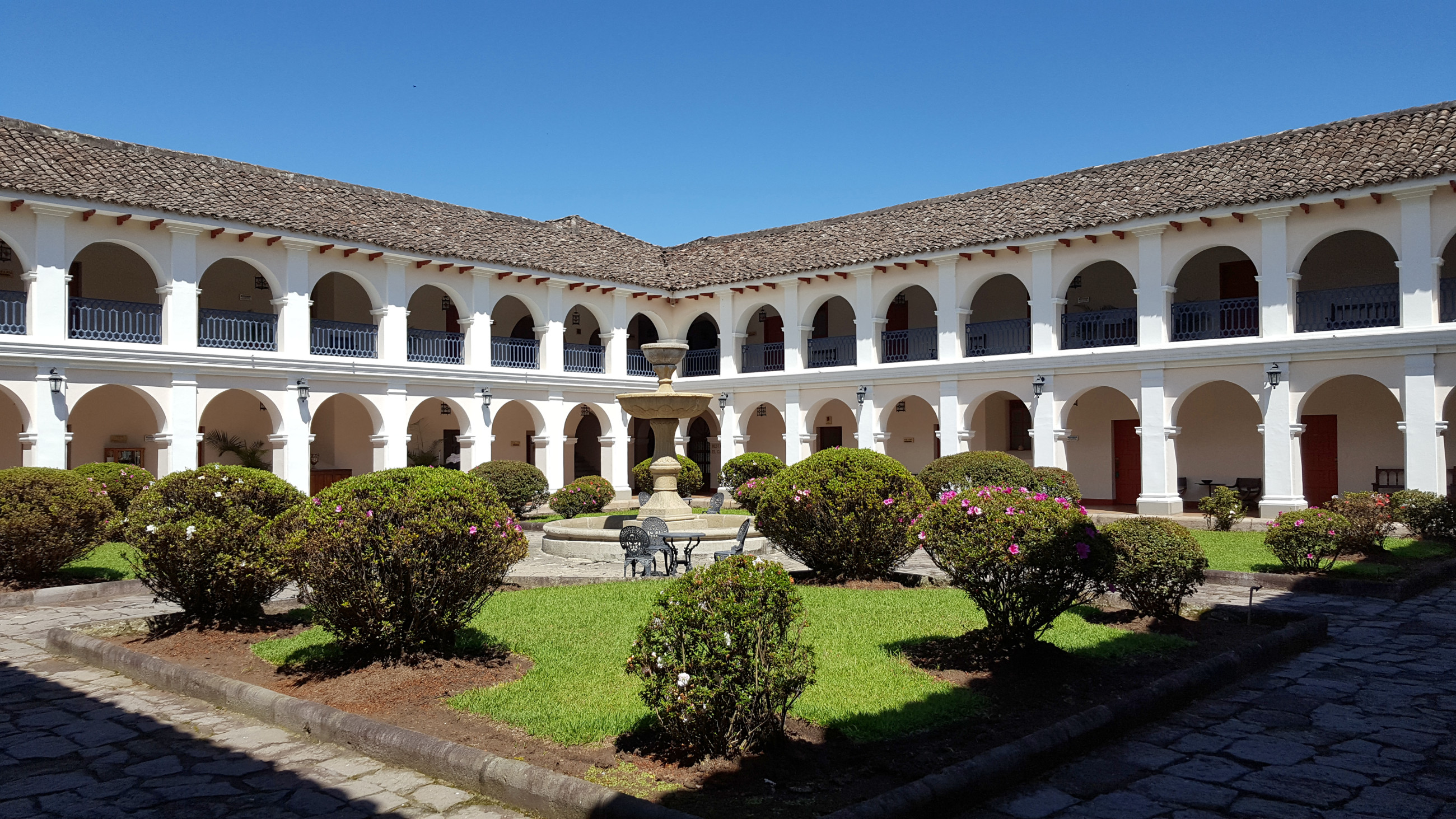
Hotel Monasterio
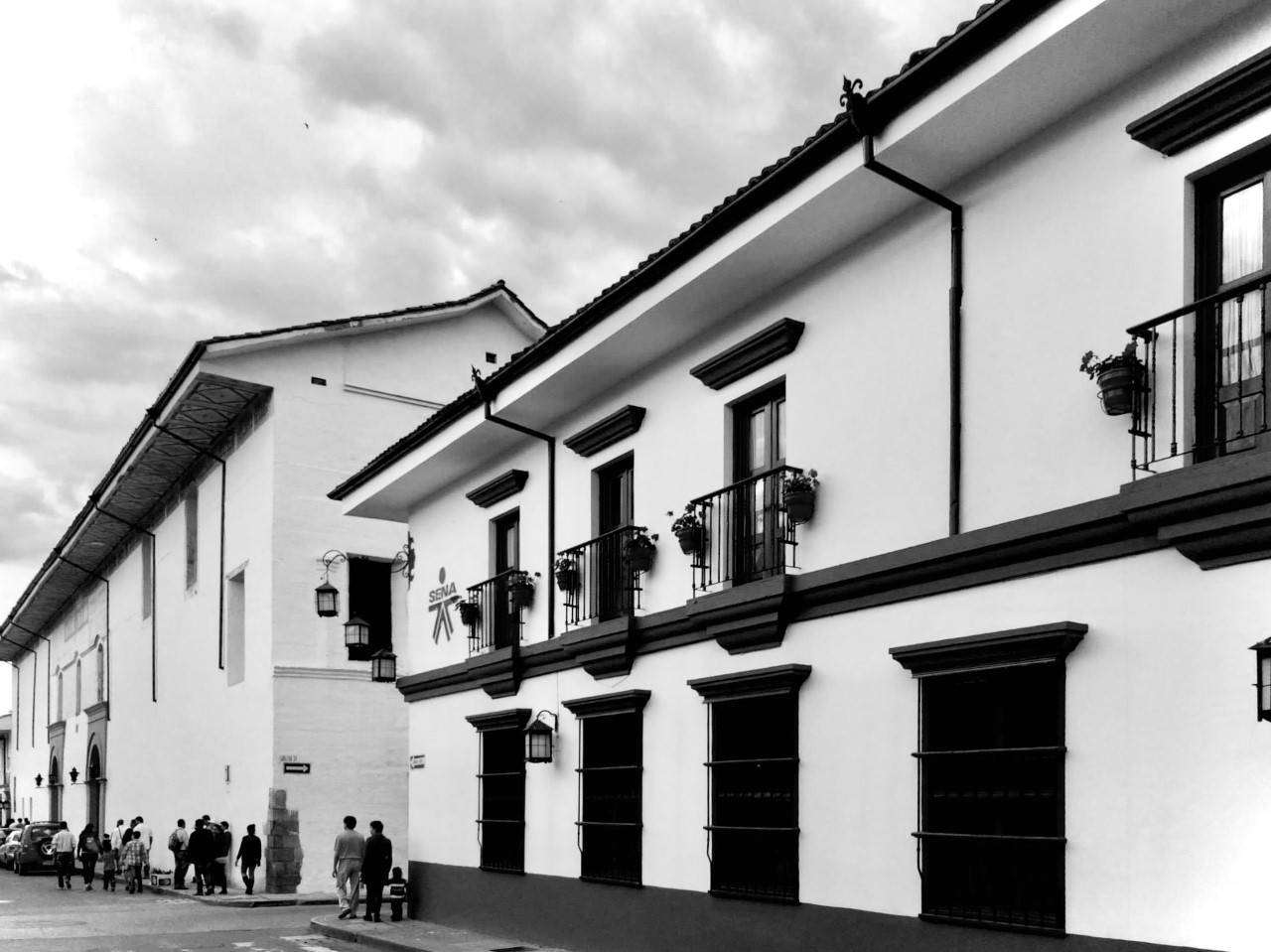
Casa Arroyo, sede del SENA Cauca
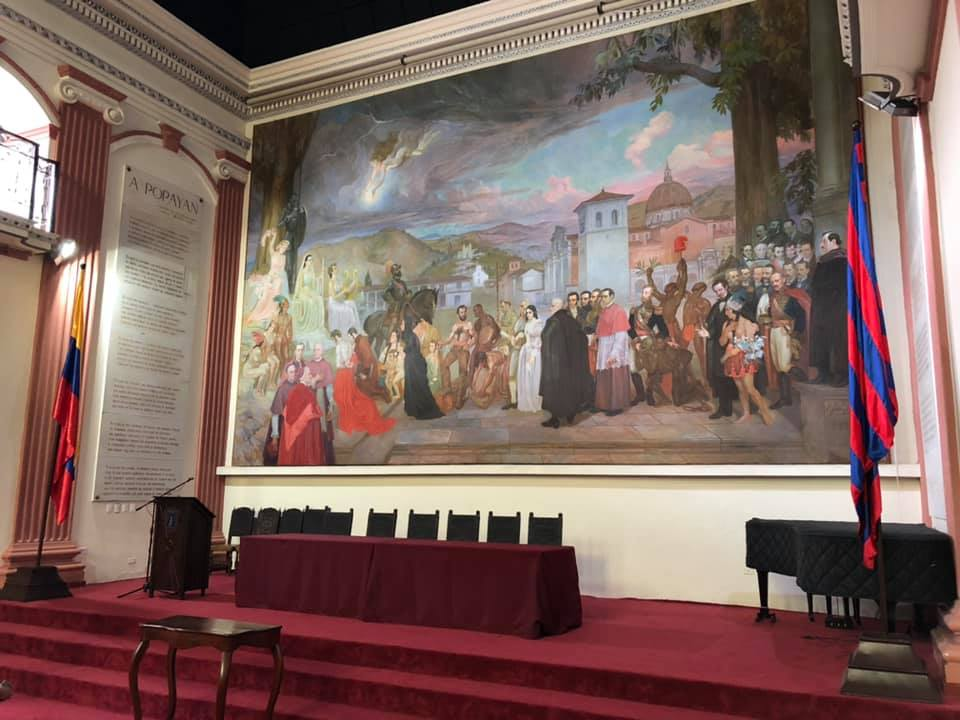
Paraninfo de la Universidad del Cauca
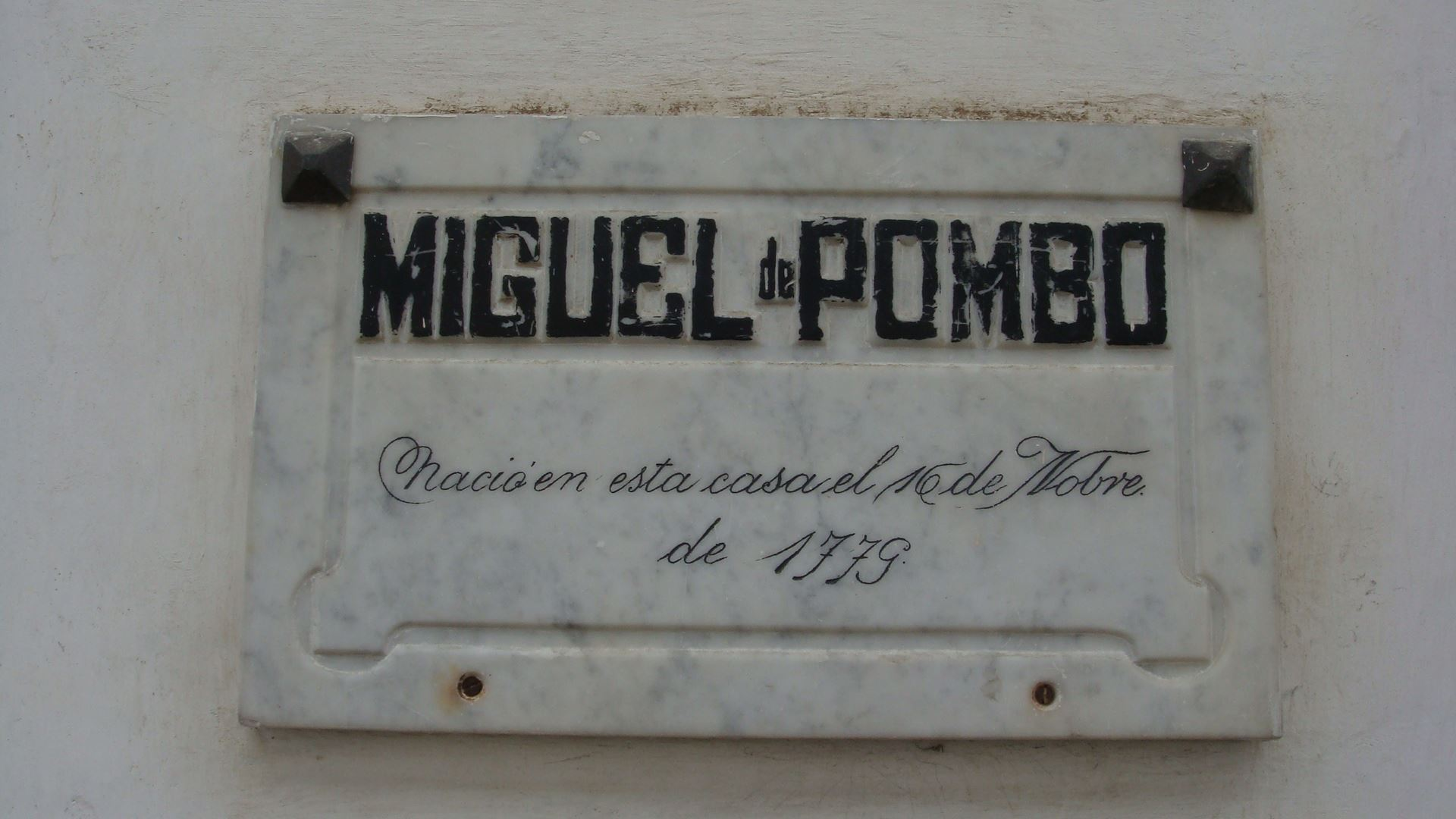
Casa natal de Miguel de Pombo
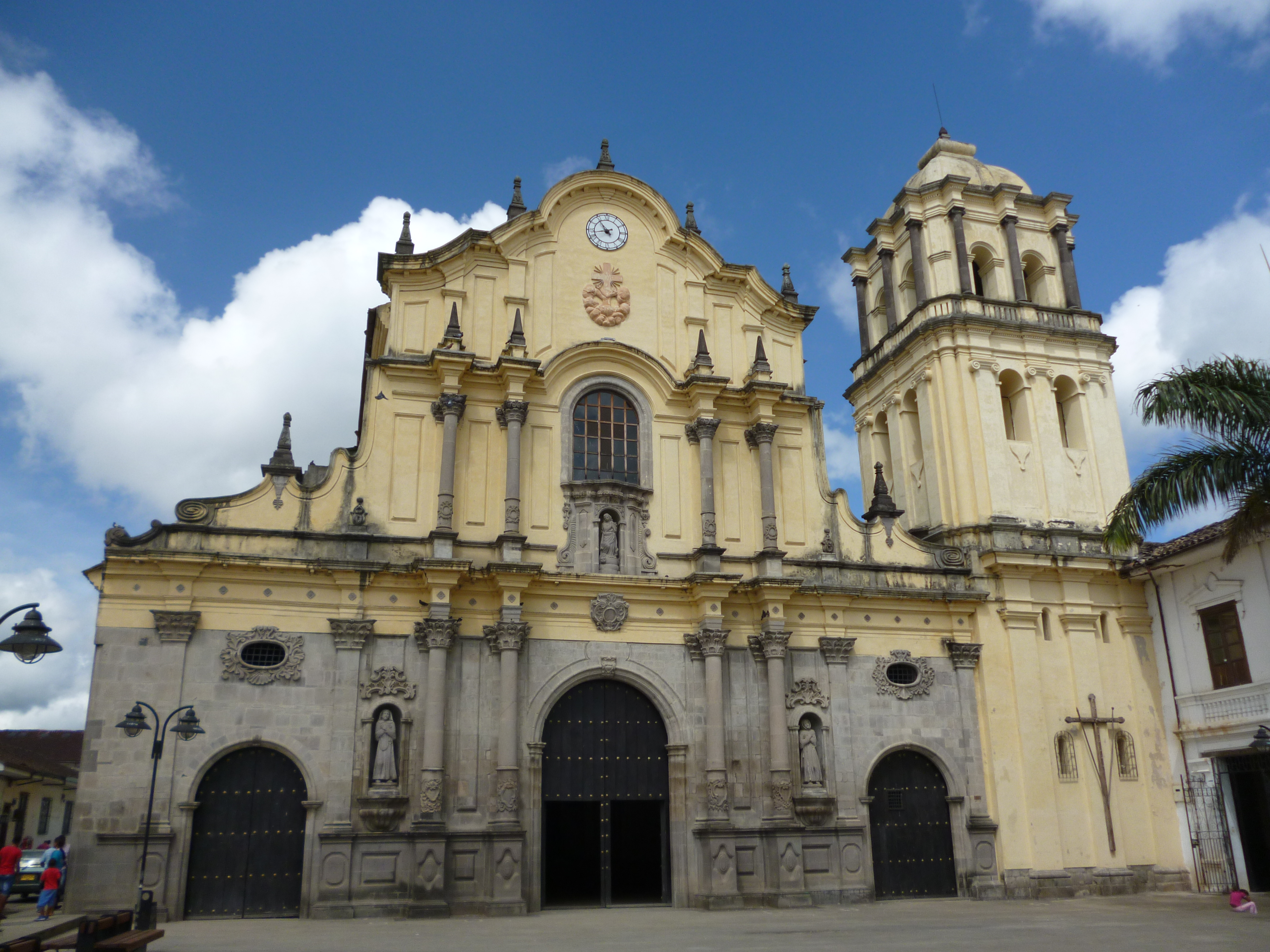
Iglesia de San Francisco
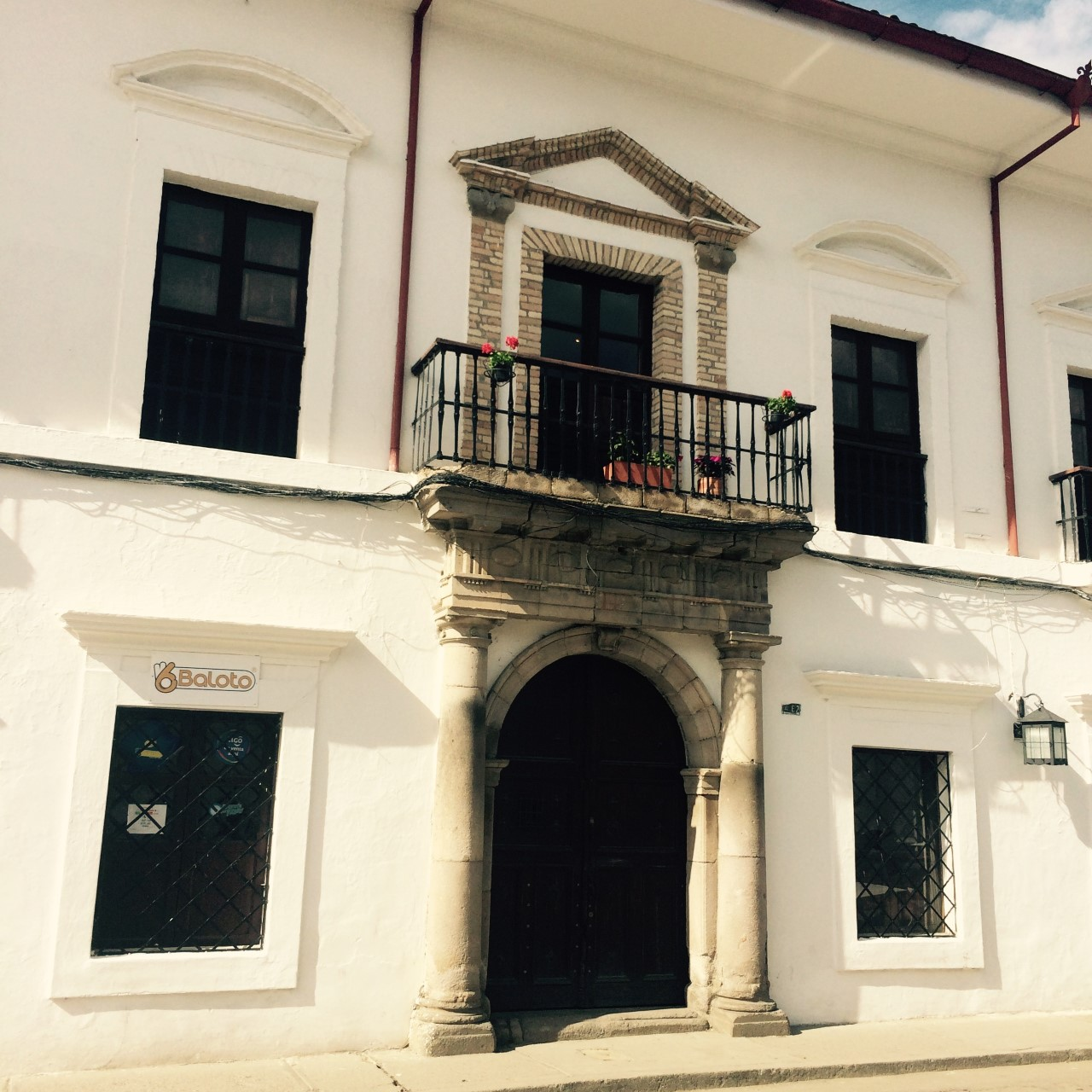
Museo Arquidiocesano de Arte Religioso
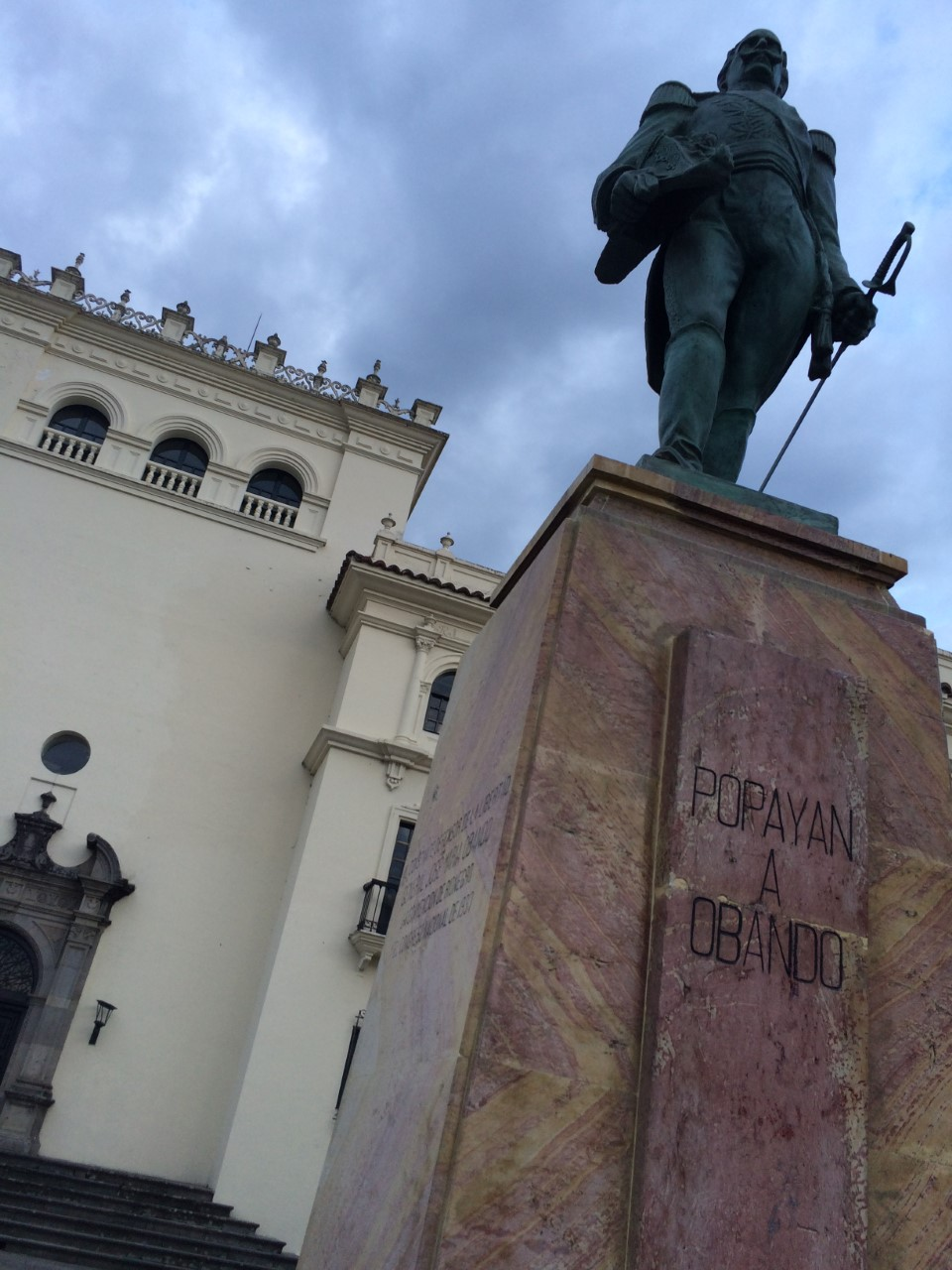
Monumento a José María Obando
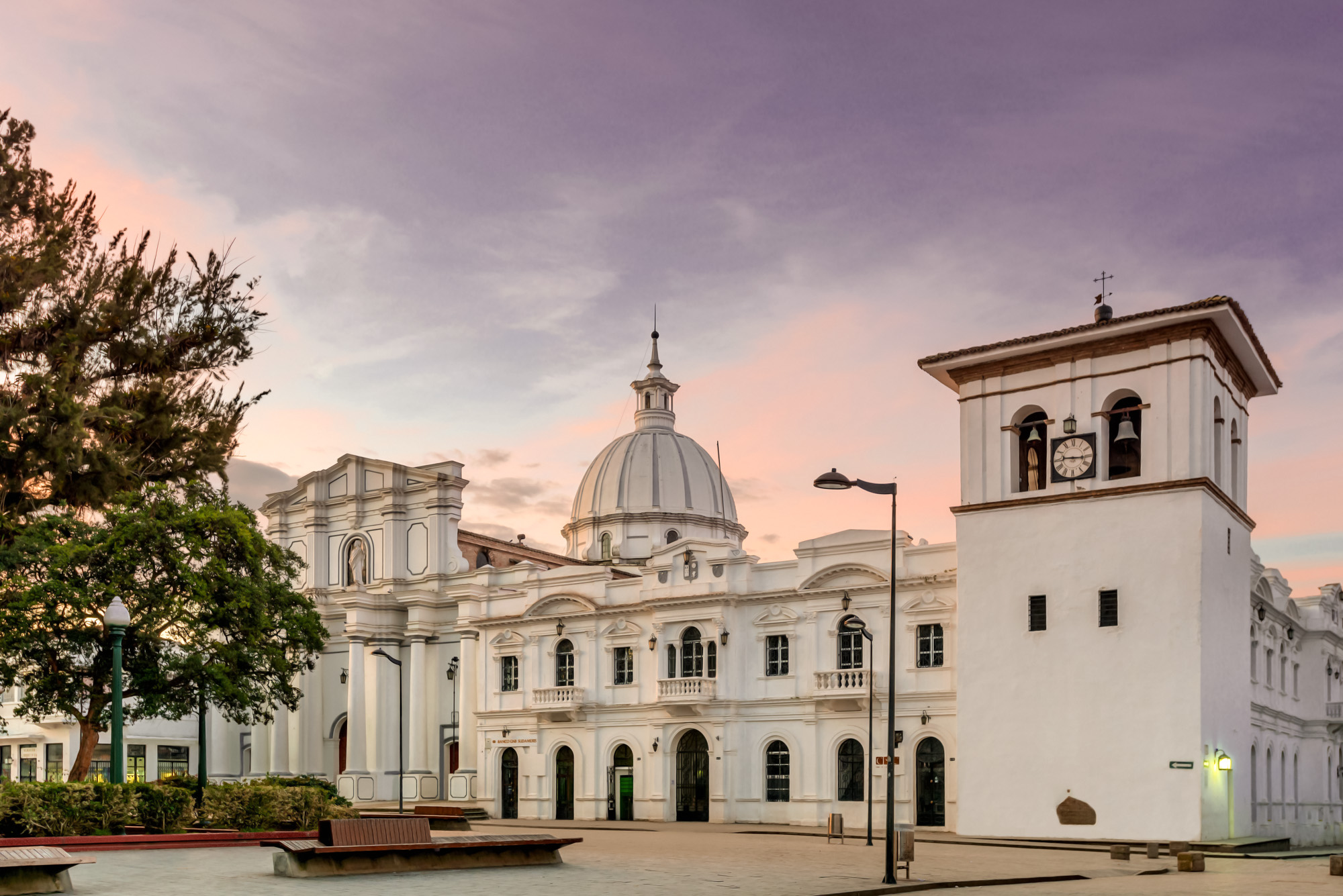
Catedral y Torre del Reloj
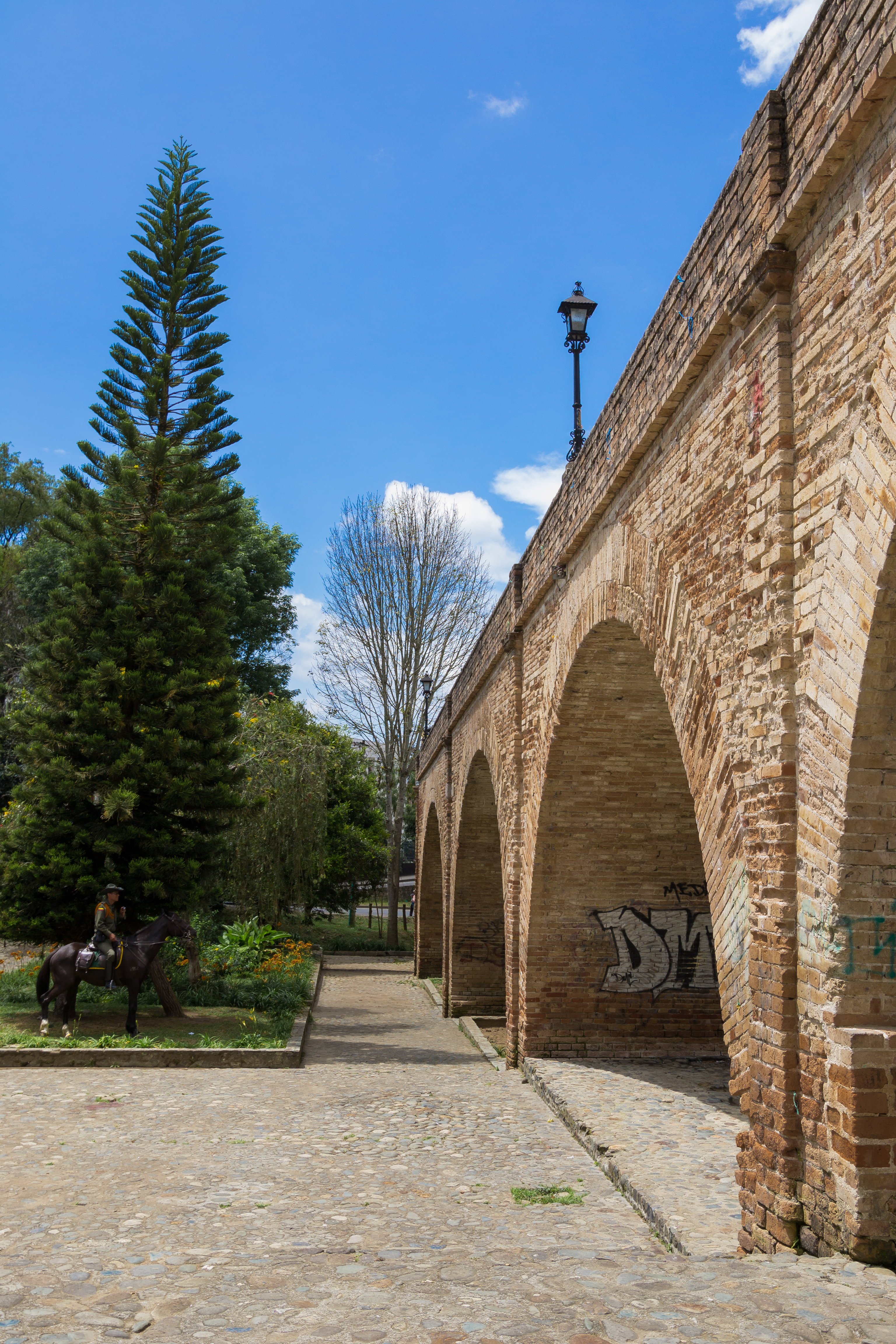
Puente del Humilladero

### División administrativa

- Comunas

| Comunas  | Barrios |
| Comuna 1 | Modelo, Loma linda, Prados del Norte, La Cabaña, Santa Clara, Casas Fiscales, Nueva Granada, Machangara, La Playa, Campamento, Puerta de Hierro, Catay, Antonio Nariño, Villa Paola, Campobello, El Recuerdo, La Villa, Bloques de Pubenza, Belalcázar, Los Laureles, Los Rosales, Alcalá, Monte Rosales, Fancal Capri, María Alejandra, Navarra, Cerritos de la Paz. 643ha |
| Comuna 2 | Villa Melisa, Esperanza, Canterbury, La Arboleda, El Uvo, San Ignacio, Bella Vista, El Bambú, Cruz Roja, Río Vista, Bello Horizonte, El Placer, Villa del Norte, La Primavera, Rinconcito Primaveral, La Florida, Barrio González, El Tablazo, Morinda, Destechados, Santiago de Cali, Zuldemaida, María Paz, Balcón Norte, Pino Pardo, Matamoros, Chamizal, Tóez, Villa Claudia, Guayacanes del Río, Pinar, Los Cámbulos, Luna Blanca, Cordillera, Villa del Viento, Pinares Canal de Brujas, Los Ángeles, Galilea, Atardeceres de la Pradera, Pinos Llano, Nueva Alianza, Pinares del Río, Nuevo Tequendama, Rincón de la Aldea, Trece de Octubre, San Gerardo, Bosques del Pinar, Quintas de José Miguel, Minuto de Dios, Divino Niño, Álamos del Norte, Villa Diana, Renacer, El Encanto, San Fernando, Rincón de Comfacauca, Rinconcito Primaveral II, Capri, Gran Bretaña 701,49 ha |

| Comuna 3 | Bolívar, Ciudad Jardín, Periodistas, Sotará, Deportistas, Los Hoyos, Yambitará, Villa Mercedes, Yanaconas, La Ximena, Palacé, Pueblillo, Vega de Prieto, José Antonio Galán, Tres Margaritas, Torres del Río, Galicia, Nuevo Yambitará, La Virginia, Rincón de la Estancia, Moravia, Aida Lucía, Alicante, Acacias, Ucrania, Rincón del Río, Chicalá, La Estancia, Rincón de la Ximena, Recodo del Río, Urbanización Yanaconas, Altos del Río, Poblados de San Miguel, Portales del Norte, Rincón de Yambitará, Arcos de Yanaconas, La Floresta, Portón de Palacé, Molinos de la Estancia, Villa Alicia, Portal de la Vega, Portón de la Hacienda, La Cristina, Poblado de San Esteban, Real Independencia, El Recuerdo I, Villa del Prado. 243,17 ha |
| Comuna 4 | Cadillal, Valencia, El Achiral, Las Américas, Colombia I Etapa, Argentina, San Camilo, El Empedrado, Hernando Lora, Moscopán, Obrero, Santa Inés, Fucha, Loma de Cartagena, La Pamba, El Liceo, Caldas, El Refugio, San Rafael, Los Álamos, Centro, Siglo XX, El Prado, Vásquez Cobo, Santa Teresita, Pomona, Bosques de Pomona, Portales del Río, Santa Catalina, Belén, Villa Helena, Fundecur, Provitec II Etapa 273,28 ha |
| Comuna 5 | Avelino Ull, Los Braseros, El Lago, Berlín, Suizo, Las Ferias, La Campiña, María Oriente, Los Sauces, Santa Mónica, La Floresta, Los Andes, Colgate Palmolive, Alameda, Plateado, Poblado Alto, Alto de Pubenza, Villa Oriente. 76,25 ha |
| Comuna 6 | Nueva Granada, San Rafael, Samuel Silverio, Camino Real, Nuevo Deán, El Salvador, Santa Rita, San José de los Tejares, Pajonal, Santa Fe, La Ladera, José Hilario López, Valparaíso, Primero de Mayo, Los Comuneros, Loma de la Virgen, Sindical II, Alfonso López, Calicanto, Gabriel García Márquez, El Boquerón, Jorge Eliécer Gaitán, El Limonar, La Paz Sur, La Gran Victoria, Versalles II, La Ladera, Villa del Carmen, Colina, Nuevo Japón, Nuevo País, Tejares de Otón, Veraneras, Villareal, Villa del Sur, Palermo, Villa Hermosa, Nueva Frontera, El Recuerdo, Colinas de Calicanto 203,12 ha |
| Comuna 7 | Nazareth, Isabela, Las Palmas I y II, Colombia II Etapa, Campos, Treinta y Uno de Marzo, El Mirador, Tomas Cipriano de Mosquera, Las Vegas, Solidaridad, Chapinero, Retiro Alto, Nuevo Popayán, La Unión, La Libertad, La Conquista, Las Brisas, Independencia, Santa Librada, Villa del Carmen, Corsocial, La Heroica, Nuevo Hogar, Santo Domingo Sabio I, Villas del Palmar, Villa Occidente, Santo Domingo Sabio II, Villa España, San Fernando, Panamericano, Nuevo Milenio, Los Álamos de Occidente, Múnich, La Campiña. 167,98 ha |
| Comuna 8 | Camilo Torres, Junín, Santa Elena, Popular, Canadá, Llano Largo, José María Obando, Minuto de Dios, Guayabal, Esmeralda, Libertador, Pandiguando, La Isla, El Triunfo, Esperanza Sur, La Isla II, Perpetuo Socorro, Junín II Etapa 132,27 ha |
| Comuna 9 | Los Naranjos, María Occidente, Cinco de Abril, Nuevo Hogar, Carlos Primero, La Sombrilla, San José, Kennedy, San Antonio de Padua, Capitana, Mis Ranchitos, Lomas de Granada, Nuevo San José, El Edén 284,58 ha |

- Centros poblados y veredas

| Centros poblados     | Veredas |
| Los Cerillos         | Los Cerillos y La Yunga |
| La Mercedes          | Las Mercedes y La Calera |
| La Meseta            | La Meseta y El Bajo Gualimbio                                                                                                   |
| San Rafael           | San Rafael |
| Santa Rosa           | Santa Rosa, Morinda, San Antonio, La Tetilla, La Laja y La Mota                                                                 |
| La Rejoya            | La Rejoya y Villanueva |
| Julumito             | Julumito, Julumito Alto y Los Tendidos                                                                                          |
| San Bernardino       | San Bernardino |
| Calibio              | Sabana, La Cabuyera, Real Palacé y Río Blanco                                                                                   |
| La Yunga             | La Yunga y Río Hondo |
| El Tablón            | El Tablón |
| El Charco            | El Charco, Cajamarca, La Mota, La Mulata, La Colina y Santa Rosa                                                                |
| Cajete               | Cajete, Santa Ana y Las Chozas                                                                                                  |
| Figueroa             | Figueroa |
| Vereda de Torres     | Vereda de Torres y La Playa |
| San Juan de Puelenje | Puelenje (Alto Puelenje, Bajo Puelenje, Crucero de Puelenje y Centro de Puelenje), El Túnel y Samuel Silverio Buitrago          |
| El Sendero           | El Sendero, Pueblillo Alto, Las Tres Cruces y El Arenal                                                                         |
| Samanga              | Samanga, El Salvador, Los Dos Brazos, Montebello, La Paila, Samanga Bajo, Barro Plateado y Siloé                                |
| Santa Bárbara        | Santa Bárbara, El Hogar, La Claridad, El Paraíso, Pisojé Alto, La Unión, Santa Helena, Pisojé Bajo, Altos Pesares y San Alfonso |
| Poblazón             | Poblazón |
| El Canelo            | El Canelo |
| Las Piedras          | Lame, El Cabuyo, Clarete, Los Llanos, Las Guacas y San Isidro                                                                   |
| Quintana             | Quintana, Parcelación San Ignacio, Parcelación El Canelo, San Juan y San Ignacio.                                               |

### Área metropolitana

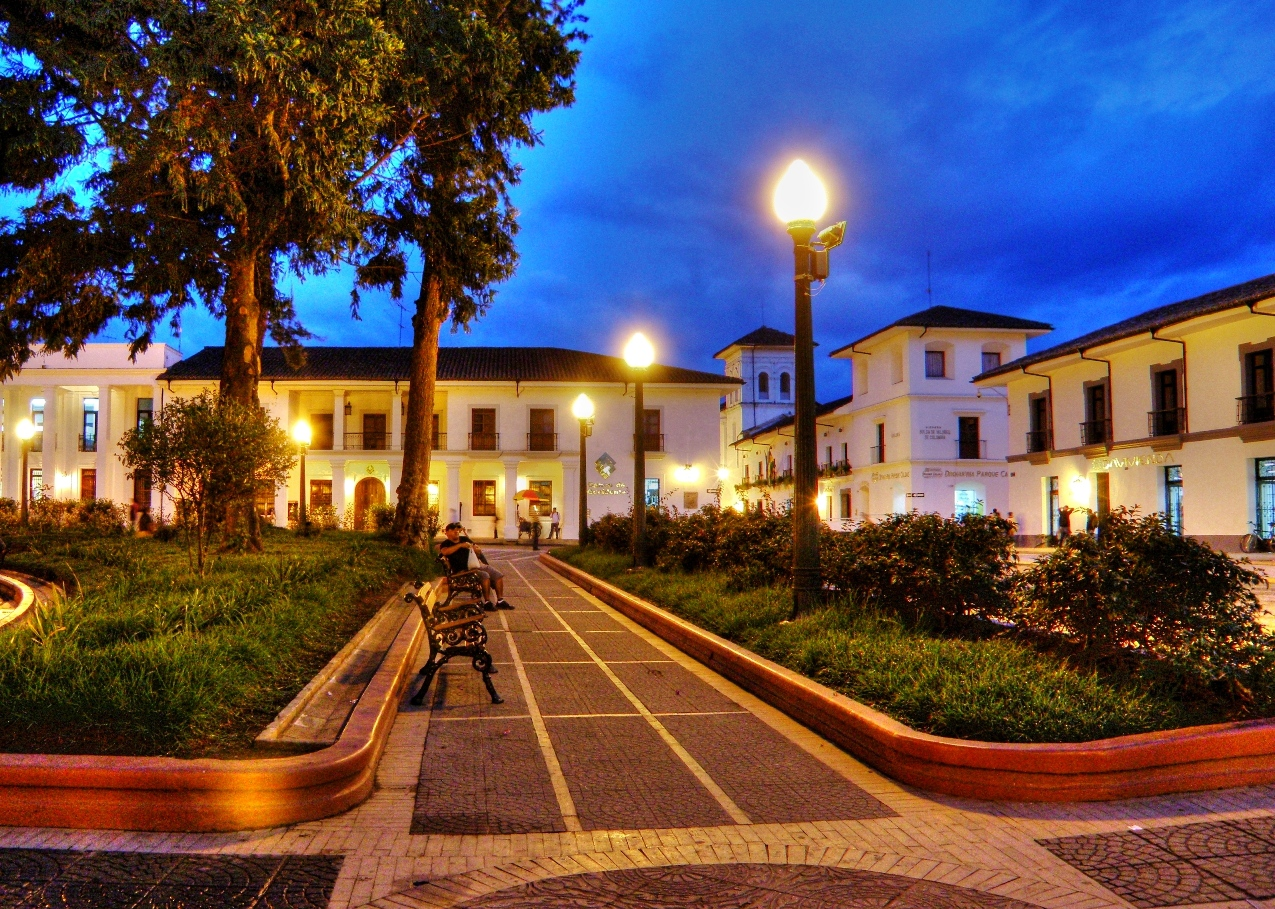
Parque Caldas, en el centro de Popayán

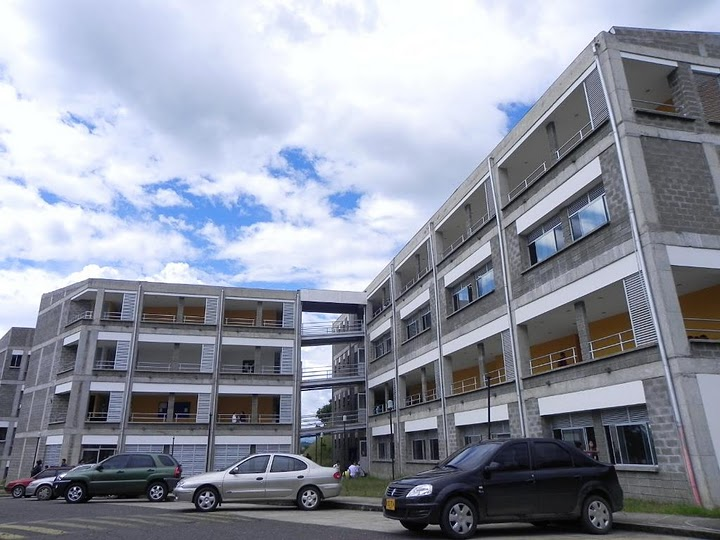
Facultad de Ciencias Contables, Universidad del Cauca

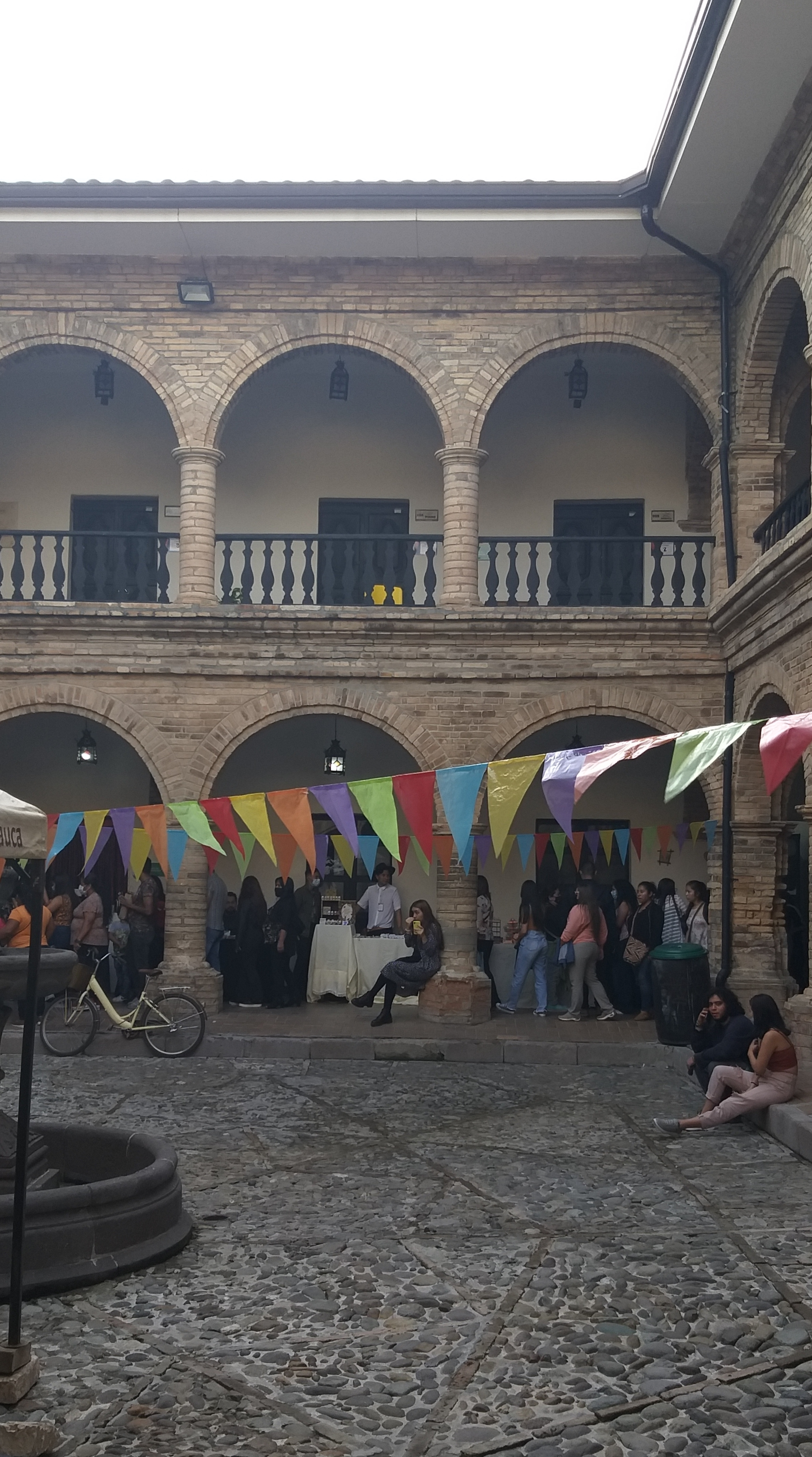
Casa Torres Tenorio, Facultad de Artes, Universidad del Cauca

El área metropolitana de Popayán está conformada por la ciudad de Popayán y los municipios de El Tambo, Timbío, Cajibío y Piendamó, reuniendo así un total de 447 820 habitantes según proyección del DANE para el 2017.

### Urbanismo
El casco antiguo o centro histórico de Popayán está considerado uno de los más bellos y mejor conservados de Colombia y América Latina. La ciudad ha logrado conservar su escala urbana y la armonía de su carácter colonial durante más de cuatro siglos, atractivo que seduce a numerosos visitantes nacionales y extranjeros. Las calles empedradas fueron asfaltadas casi en su totalidad en 1937. Sin embargo, se encuentran en curso proyectos tendientes a recuperar este aspecto encantador de la ciudad original y devolver a la zona antigua de Popayán un carácter más peatonal. La Ciudad rápidamente se ha expandido hacia sectores como el norte y suroccidente, como consecuencia al crecimiento poblacional post-terremoto de 1983. Es por ello, que por obvias razones, ha sido necesario mejorar la malla vial; en ese sentido, se han intervenido varios tramos, y están en ejecución importantes proyectos de infraestructura urbana que harán de Popayán una ciudad más competitiva, sobresaliente y con mejores condiciones de vida para sus habitantes.
La arquitectura colonial de Popayán es uno de sus principales atractivos. Las hermosas casonas que por varios siglos ocuparon las familias más destacadas de la ciudad, han sido rehabilitadas en su mayoría para diferentes usos. Existe, igualmente, una gran profusión de templos coloniales, lo que recuerda el papel protagónico de la Iglesia católica en la formación de la ciudad a lo largo de su historia. Para conmemorar los 400 años de la fundación de la ciudad, en 1937 se inauguró en la cima de El Morro un monumento en honor del fundador de la ciudad, con una estatua ecuestre elaborada por el artista español Victorio Macho. Reliquias republicanas, como el Puente del Humilladero, confieren un carácter único a la ciudad. Los vestigios del papel protagónico desempeñado por Popayán en la historia nacional se evidencian en las numerosas placas conmemorativas que ornan las fachadas coloniales, evocando efemérides, nacimientos y grandes nombres.

## Educación

### Colegios
En la ciudad se encuentran variedad de colegios de educación preescolar, educación básica, y educación media, ofreciéndose el título académico o técnico en algunos colegios.

### Universidades
La ciudad tiene una marcada vocación universitaria. Cuenta con múltiples universidades, entre ellas están:
- Universidad del Cauca
- Universidad del Tolima
- Universidad Antonio Nariño
- Universidad Cooperativa de Colombia
- Universidad Autónoma Indígena Intercultural
- Fundación Universitaria María Cano
- Institución Universitaria Colegio Mayor del Cauca
- Corporación Universitaria Comfacauca
- Fundación Universitaria de Popayán
- Corporación Universitaria Autónoma del Cauca
- Corporación Universitaria Remington
- Escuela Superior de Administración Pública
- INSTEL La Universidad de la voz

Dentro de los Institutos que existen en Popayán se encuentran:
- Fundación Escuela Taller de Popayán
- Escuela de Capacitación de la Gobernación del Cauca (ECGC)
- Escuela Industrial Automotriz del Cauca
- Forensis
- System Plus
- Escuela de Salud del Cauca ESACAUCA
- Inade
- Servicio Nacional de Aprendizaje SENA

## Bibliotecas
- Biblioteca Pública Departamental Rafael Maya

La biblioteca Pública departamental Rafael Maya, posibilita la capacidad de desarrollar tu creatividad, mejorar tus habilidades artísticas y lecto-escritoras.
- Biblioteca Luis Ángel Arango de Popayán, Banco de la República

En este lugar se llevan a cabo exposiciones, recitales, además de los servicios básicos de biblioteca, con libros de todas las áreas tanto para estudiantes como para amantes de la lectura.
- Biblioteca Parque Informático de Ciencia, Arte y Tecnología Carlos Albán

El parque informático de Ciencia, Arte y Tecnología Carlos Albán, se encamina a propiciar espacios donde la población infantil y juvenil de la ciudad de Popayán, Colombia encuentren recursos adecuados y herramientas tecnológicas para los niveles de crecimiento personal, intelectual y técnico, que les abra caminos a la imaginación, a la interpretación y a la expresión por medio de la tecnología, la ciencia, la música, el teatro, la pintura, y la comunicación con la posibilidad de aprender a través de la lúdica como eje fundamental del proyecto.
- Red de Bibliotecas Universidad del Cauca

La Universidad del Cauca cuenta con un total de 6 bibliotecas ubicadas en distintos lugares de Popayán, en donde los integrantes de la comunidad universitaria y el público en general pueden consultar distintas obras de carácter bibliográfico, textos, tesis, partituras, mapas, periódicos y revistas, entre otros documentos.

## Transporte

### Transporte aéreo
El Aeropuerto Guillermo León Valencia (antiguamente Machángara) opera en la ciudad de Popayán con vuelos diarios desde y hacia Bogotá. 

### Transporte terrestre
La carretera Panamericana cruza por en medio de la ciudad de norte a sur, convirtiéndola en la avenida de más alto flujo de la ciudad.
La ciudad está dotada de una terminal de transportes terrestres desde donde se pueden tomar buses hacia casi todas los municipios del Departamento y del País. Existe una buena carretera hacia las poblaciones turísticas de Silvia, Piendamó y Santander de Quilichao.
La ciudad cuenta con un sistema de transporte colectivo urbano y taxis los cuales cuentan con taxímetro. Actualmente la ciudad se encuentra en el programa de ciudades amables, por lo cual se implementa el sistema estratégico de transporte de pasajeros de Popayán SETP por la empresa Movilidad Futura S.A.S, por lo cual se hacen arreglos y adecuaciones en avenidas y troncales principales por donde va a funcionar el sistema, también se contará con flota nueva y moderna, con todos los aspectos como ascensor para discapacitados, sistema audiovisual etc, estos buses serán de 36 pasajeros máximo y 24 pasajeros mínimo para cubrir rutas de menor demanda, el modo de pago podrá ser por medio de tarjeta inteligente pero se cree que puede ser mixto, es decir,  por medio de tarjeta inteligente y en efectivo.

## Deportes

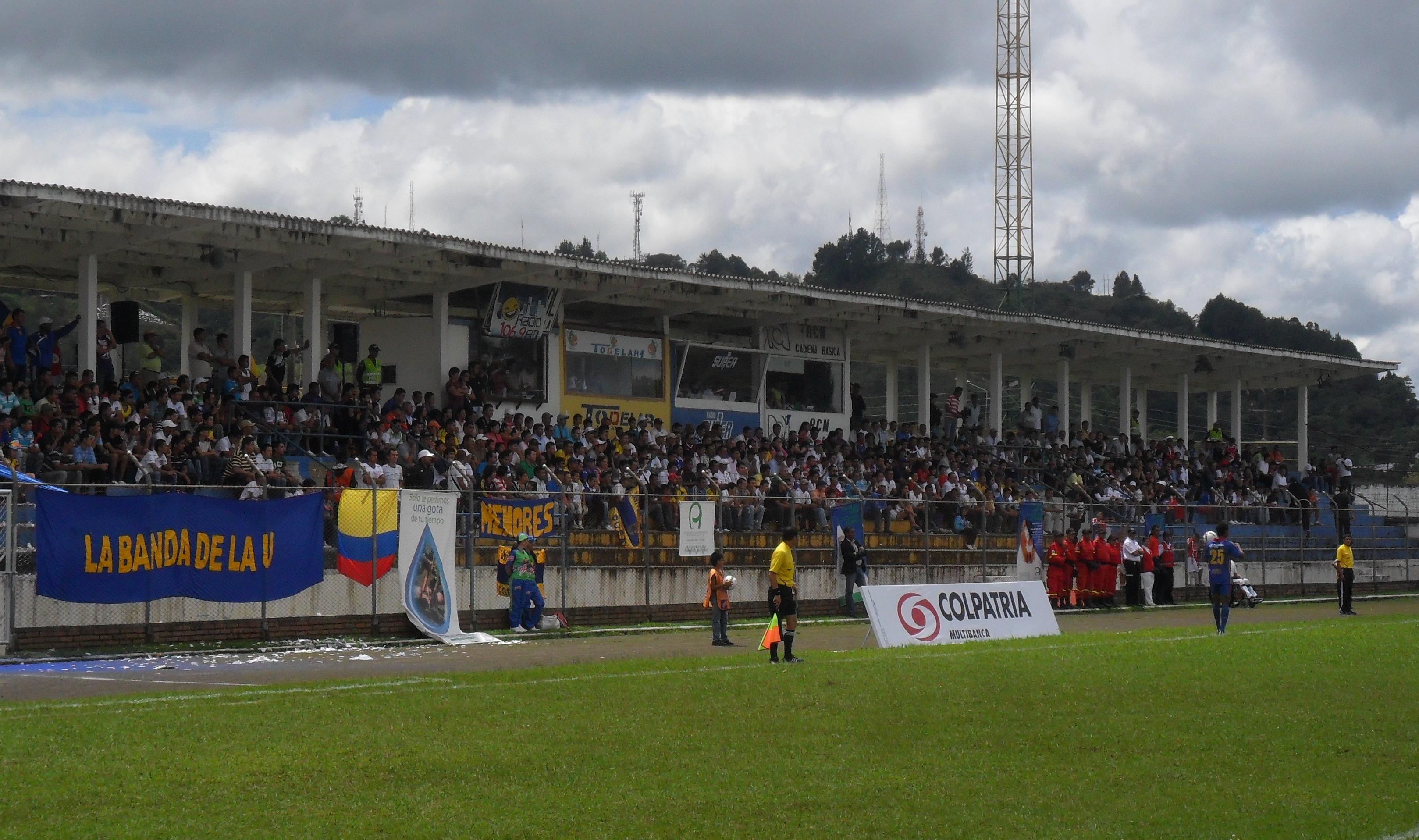
Estadio Ciro López.

El primer equipo de fútbol profesional en la capital del Cauca fue el Deportivo Independiente Popayán en la década del noventa. Tras su desaparición, viene el Atlético Popayán que juega solo un año y el Dimerco Popayán, tercer equipo de la ciudad en jugar la categoría Primera B del fútbol en Colombia.
Tras la desaparición del Dimerco en 2003, La ciudad blanca cuenta a partir del segundo semestre de 2011 con un equipo en la Primera B del fútbol profesional colombiano, la ficha era la perteneciente al Centauros de Villavicencio, denominándose ahora Universitario de Popayán. El equipo juega en el estadio Ciro López, que cuenta con aforo para 3000 espectadores.
La ciudad con sus escenarios deportivos fue subsede de los Juegos Deportivos Nacionales de 2012. La clausura del evento multideportivo fue en el Coliseo Mayor de la ciudad.
En el microfutbol profesional su representante en la rama femenina es el equipo Patojas de Popayán.

### Escenarios deportivos
- Complejo Deportivo Manuel Antonio Muñoz Aragón

Alberga: El Coliseo Mayor Jorge Sair Naranjo, El Coliseo Menor Felipe Fabián Orozco y El Complejo Acuático Carmen Klinger.
- Unidad Deportiva La Villa Olímpica Comfacauca
- Coliseo La Estancia
- Estadio Ciro López
- Campus Deportivo de Tulcan, Universidad del Cauca
- Centro Recreativo Pisojé Comfacauca
- Corporación Club Campestre de Popayán
- Centro Recreativo Provitec

Además en la ciudad se construirá un patinódromo y un nuevo estadio.

## Salud
En la ciudad se encuentran los hospitales y clínicas de nivel 1, 2, y 3-4 para cubrir la demanda de medicina interna, cirugía, pediatría, obstetricia, partos y psiquiatría básicamente entre otros. Entre los establecimientos podemos encontrar:
- Hospital Universitario San José
- Clínica La Estancia
- Hospital Susana López de Valencia
- Centro de Alta Especialidad Ciudad Blanca
- Centro Médico Quirúrgico Los Andes
- Centro de Especialistas Valle de Pubenza
- Clínica de Cirugía Especializada Los Palmares
- Unidad Vascular de Popayán
- Clínica de Alta Complejidad Reina Victoria
- Clínica Santa Gracia Dumian
- Clínica Saludcoop
- Clínica de Occidente
- Hospital Norte (Toribio Maya)
- Hospital María Occidente
- Integra Centro Médico
- Centro de salud La Esmeralda
- Clínica de Salud Mental Moravia

## Servicios públicos
La ciudad cuenta con toda la cobertura de servicios públicos mediante la Empresa de Acueducto y Alcantarillado de Popayán S.A.E.S.P, Compañía Energética de Occidente S.A.E.S.P, Alcanos de Colombia S.A.E.S.P, y Urbaser Popayán S.A.E.S.P.
Acueducto y Alcantarillado
La Empresa de Acueducto y Alcantarillado de Popayán S.A. E.S.P., comprometida con el mejoramiento continuo, garantiza la prestación eficiente y eficaz de los servicios públicos de acueducto y alcantarillado en términos de calidad, continuidad, oportunidad y mejoramiento ambiental, con recurso humano competente y la adopción de mejores prácticas empresariales que satisfagan los requerimientos del cliente.
La Empresa de Acueducto y Alcantarillado de Popayán S.A.E.S.P, cuenta con las siguientes plantas de tratamiento
- Planta de Tulcán

Se inicia a construir en 1920, se finaliza en 1928 cuando entonces se beneficiaban de esta planta aproximadamente 55 000 usuarios la zona urbana y rural de la ciudad y se optimiza en 1987 aportando el 10 % del total del sistema de agua tratada para Popayán y trabaja para su parte zona baja.En la planta, popularmente conocida en Popayán como “el acueducto de Tulcán” y abastecida por el Río Molino, se realizan diferentes procesos de potabilización del agua (tamizado, aireación, floculación, decantación, filtración y desinfección) que le permiten a la Empresa de Acueducto y Alcantarillado de Popayán S.A. E.S.P. producir una de las mejores aguas del país apta para el consumo humano.Los cambios físicos químicos y bacteriológicos necesarios para que el agua sea potable se realizan en esta planta gracias a la infraestructura, tanto física como humana, con la que se cuenta en esta sede de la Empresa pues se debe entregar agua en cantidad y calidad suficientes.
- Planta de El Tablazo

Este sistema que fue dado al servicio en 1958 y optimizado en 1988 y que aporta el 90 % del total del sistema de agua tratada, tiene como principales fuentes de abastecimiento a los ríos Piedras, Pisojé y Cauca y trabaja por gravedad para la zona baja y para la zona norte de la ciudad mediante los sistemas de bombeo y rebombeo. Después del sismo de 1983 esta planta fue optimizada en 1998 para tratar un caudal hasta de 1050 l/s.
- Planta de Palacé

La planta inicia su construcción en el año 2002 cuando la Corporación Autónoma Regional del Cauca, CRC, realiza la primera inversión adquiriendo el lote donde se construiría la planta y realizando los movimientos de tierra necesarios y algo de las obras civiles, en el 2008 la Empresa de Acueducto y Alcantarillado de Popayán S.A. E.S.P. retomara las actividades para terminar completamente el proyecto. Cuando llevaba seis meses de funcionamiento en diciembre del año 2011 se presentó un deslizamiento en la línea de conducción por lo que el primer semestre de 2012 se tuvo sin funcionamiento, el 10 de julio del mismo año la planta retoma actividades y actualmente presta el servicio de manera normal.
Con un tanque de almacenamiento de 2500 metros cúbicos surte al norte de la ciudad en donde atiende aproximadamente a veinte mil usuarios a quienes les brinda agua apta para el consumo humano luego de ser captada del río Palacé para tratar un promedio de 250 L/s. De acuerdo a las proyecciones de la Empresa se espera cubrir también la demanda de las veredas sur orientales de la ciudad. Se estima que la planta de Palacé garantice el abastecimiento de agua potable para cincuenta años teniendo en cuenta el crecimiento de la ciudad hacia el norte y las veredas que la circunda en ese sector.
Energía Eléctrica
La Compañía Energética de Occidente asumió el 28 de junio de 2010 la gestión administrativa, operativa, técnica y comercial, la inversión, ampliación de coberturas, rehabilitación y mantenimiento preventivo y correctivo de la infraestructura y demás actividades necesarias para la prestación de los servicios de distribución y comercialización de energía eléctrica en el Departamento del Cauca. La ejecución del Contrato de Gestión inició el primero de agosto de 2010 con un término de duración de 25 años.
Gas Natural
Alcanos de Colombia S.A.E.S.P, es una empresa de servicios públicos, dedicada a distribuir y comercializar gas natural, asociada a la construcción de instalaciones, con alto nivel de efectividad, calidad, seguridad y protección del medio ambiente, y que propende por el mejoramiento del bienestar de la comunidad, la creciente rentabilidad de sus accionistas y el continuo desarrollo de su talento humano.
Basuras y Aseo
Serviaseo Popayán S.A.E.S.P, es una empresa privada que brinda soluciones integrales en la prestación de servicios públicos y complementarios, con altos estándares de calidad y eficiencia, ofreciendo bienestar y condiciones de trabajo adecuadas a nuestros colaboradores, logrando la satisfacción de los usuarios y las demás partes interesadas, promoviendo siempre el cuidado y preservación del medio ambiente.

## Medios de comunicación

### Telecomunicaciones
Popayán dispone de la mayoría de los servicios de comunicaciones existentes. Se pueden encontrar desde teléfonos públicos hasta redes wi-fi, como también redes de telefonía móvil GSM con tecnología EDGE de Tercera generación 3.5G, cuarta generación 4G LTE, centros de navegación o cibercafés comúnmente llamados Cafés Internet. En la ciudad se pueden encontrar diferentes puntos de acceso a internet inalámbrico gratuito.
El principal proveedor del servicio de telefonía fija es la Empresa de Telecomunicaciones de Popayán (EMTEL); también están presentes Movistar y Caucatel. Hay tres operadores de telefonía móvil todos con cobertura nacional y con tecnología GSM y 4G LTE, Claro Colombia (de América Móvil) Banda: 1900 MHz, Movistar (de Telefónica) Banda: 1900 MHz y Tigo (de Millicom International) Banda: 1900 MHz NGN, también está disponible la red de Avantel.

### Televisión
La ciudad cuenta con proveedores de televisión por cable como Cable Cauca, Claro y Tigo con el servicio de televisión digital por red bidireccional (HFC) con transmisión digital DVB-C, y Emtel TV, además de las señales analógica VHF y de TDT de los cinco canales nacionales (los tres privados Caracol Televisión, Canal 1 y Canal RCN, los dos públicos Canal Institucional y Señal Colombia y el regional Telepacífico). Es posible la recepción de servicios de televisión satelital como Claro, Movistar y DirecTV, con una oferta de centenares de canales de video y audio internacional.

### Periódico
Cuenta también con varios periódicos entre los que se destacan: El Nuevo Liberal, Extra y Diario del Cauca.

### Radio
En materia de radio están establecidas las emisoras locales de las grandes cadenas radiales del país en las bandas de AM y FM.

## Economía

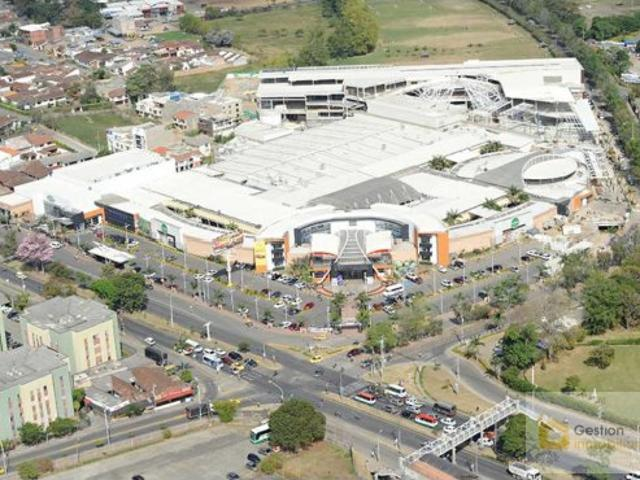
Centro Comercial Campanario

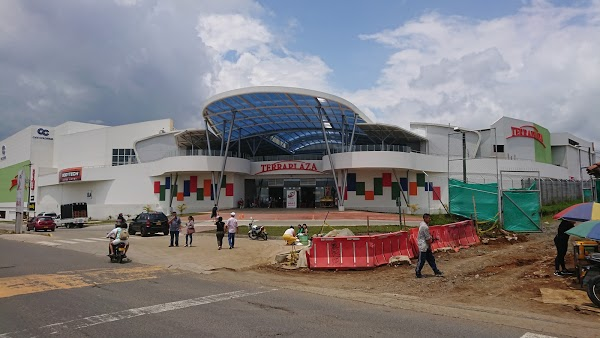
Centro Comercial Terra Plaza

### Comercio
Popayán cuenta con tres grandes centros comerciales, los cuales son: Centro Comercial Campanario, ubicado junto a la intersección de la avenida papal con Panamericana. Centro Comercial Plaza Colonial, que hace parte del sector histórico. Y el Centro Comercial Terra Plaza, este último, inaugurado hace poco al norte de la ciudad.

## Ciudades hermanadas
| Escudo de armas | Ciudad                 | País          |
| --------------- | ---------------------- | ------------- |
|                 | Málaga                 | España        |
|                 | Sevilla                | España        |
|                 | Valencia               | España        |
|                 | Murcia                 | España        |
|                 | Caltanissetta          | Italia        |
|                 | San Juan de Pasto      | Colombia      |
|                 | Loja, Ecuador          | Ecuador       |
|                 | Ibarra, Ecuador        | Ecuador       |
|                 | Santiago de Compostela | España        |
|                 | Östersund              | Suecia        |
|                 | Jeonju                 | Corea del Sur |
|                 | Arequipa               | Perú          |

## Galería

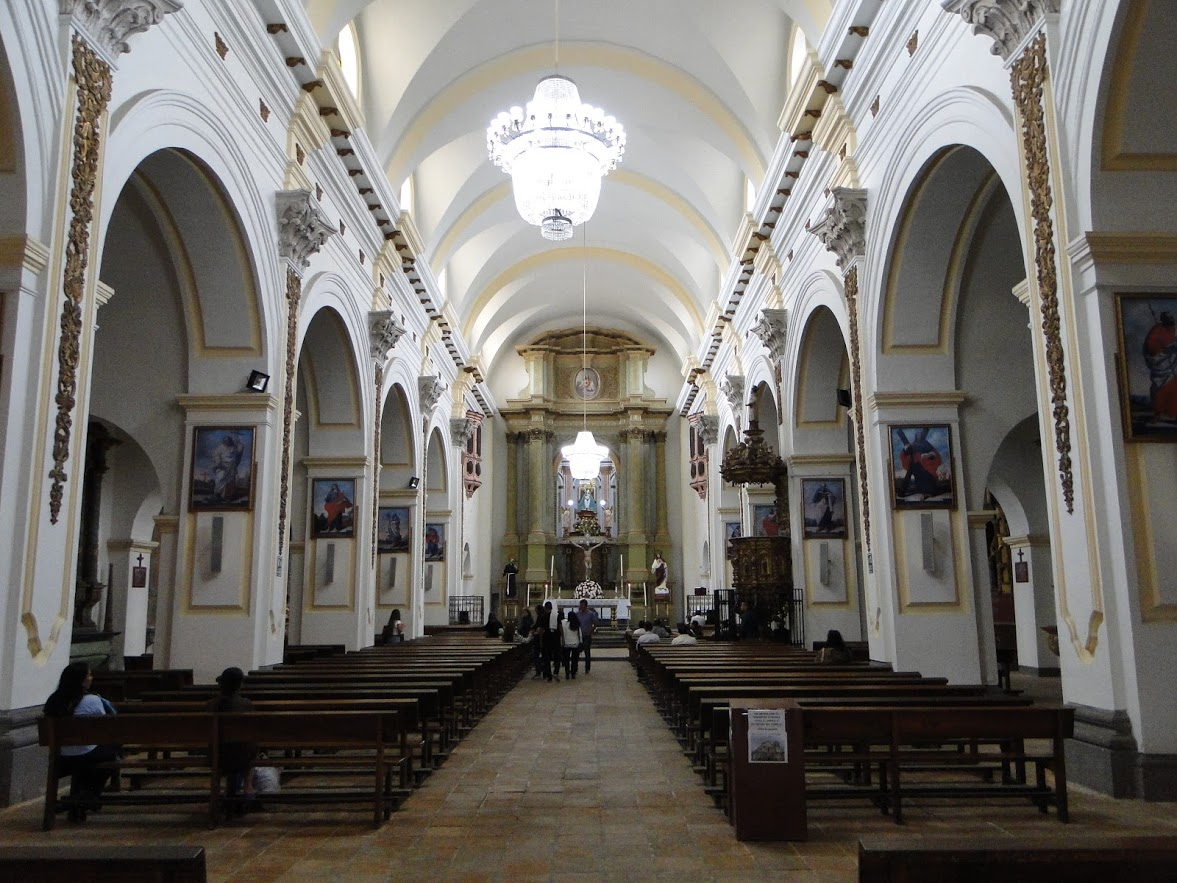
Iglesia de San Francisco (vista interior)
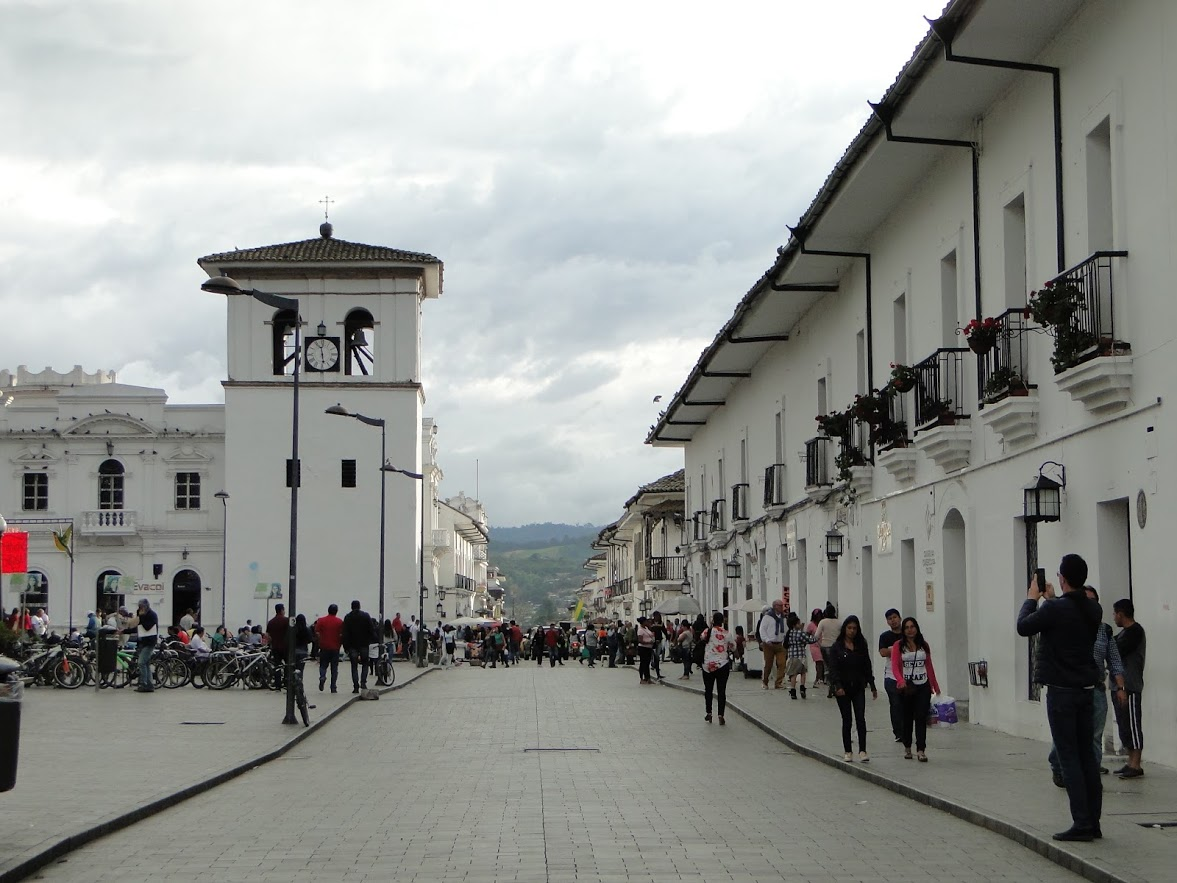
La torre del reloj
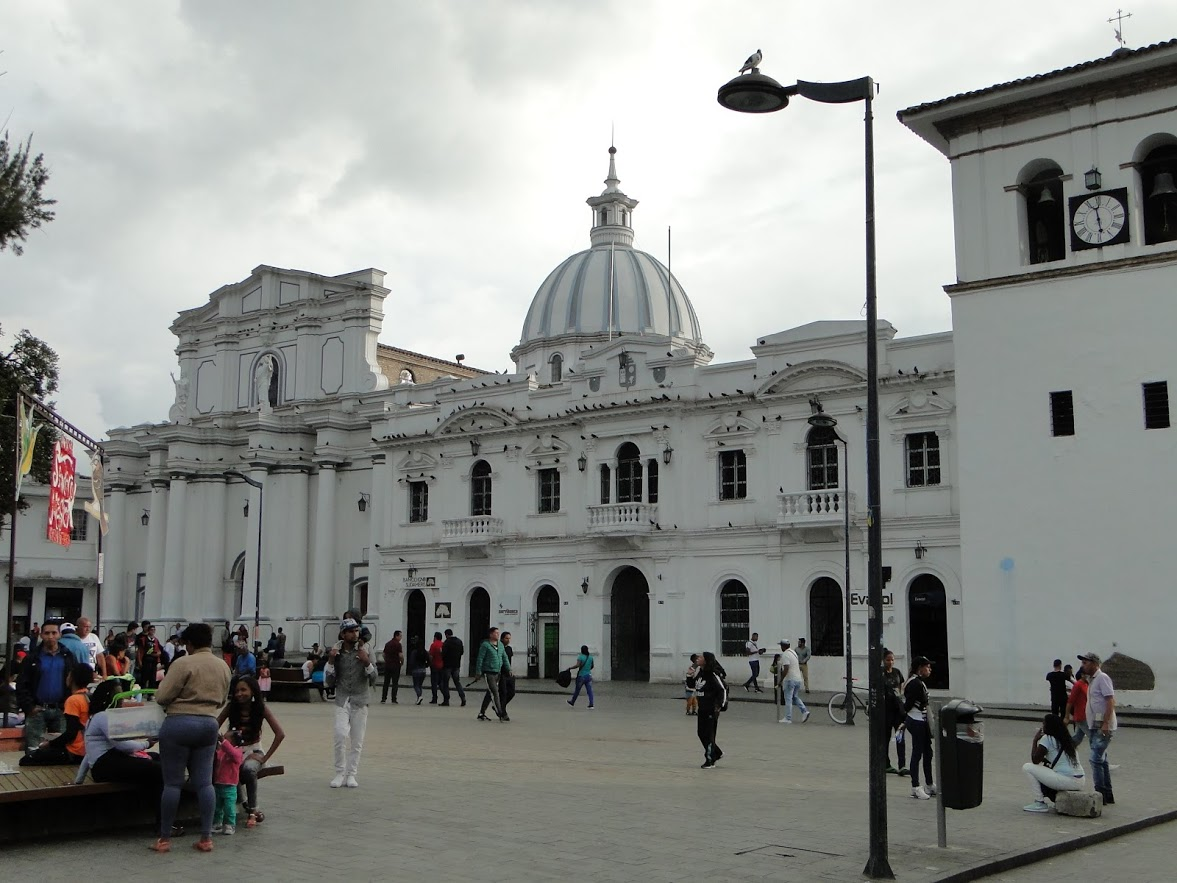
La catedral
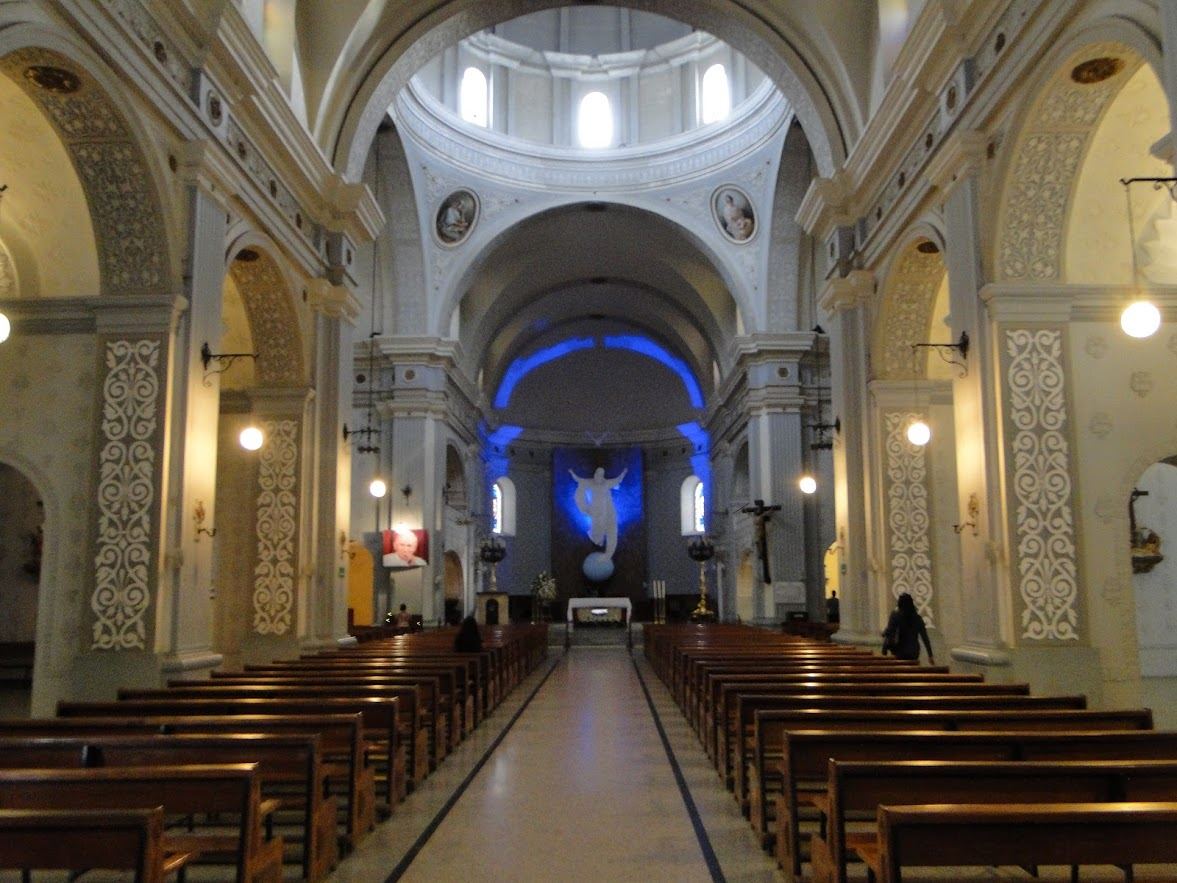
La catedral (vista interior)
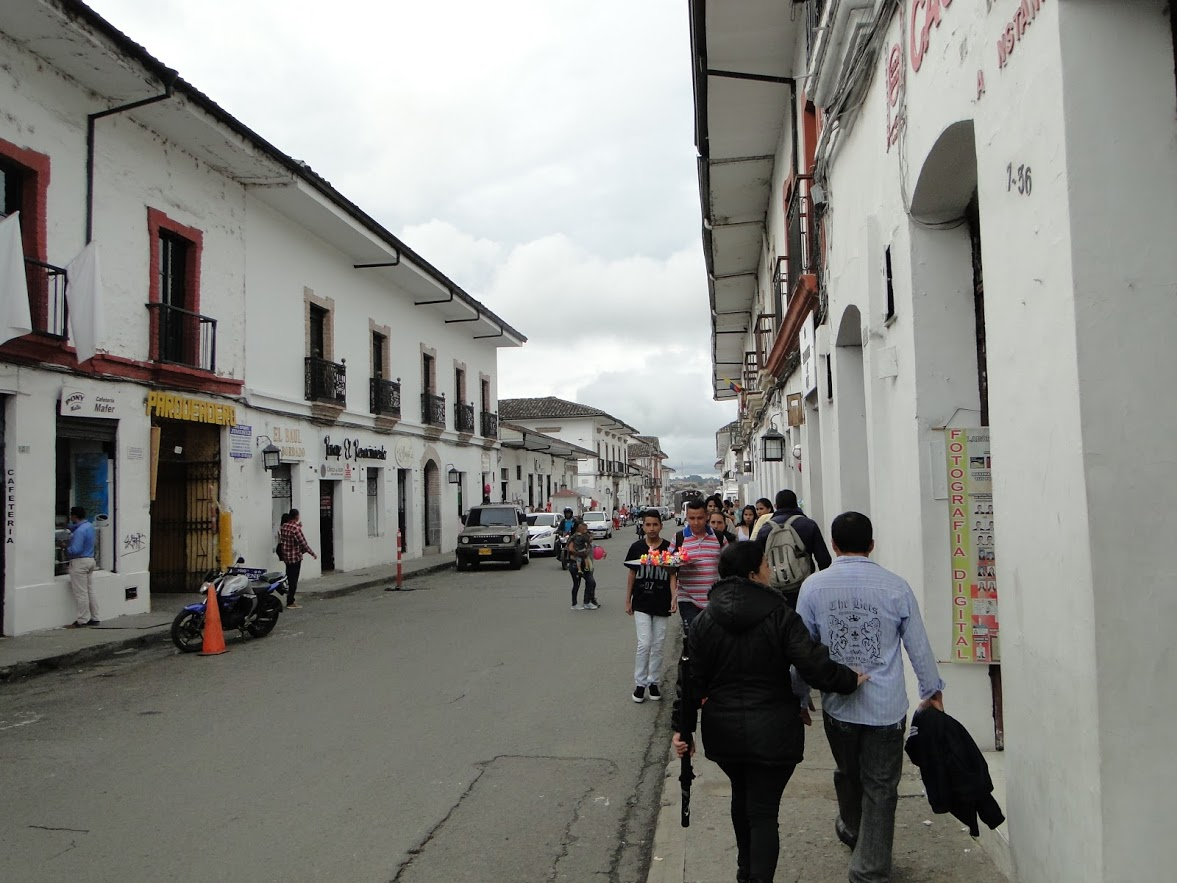
Vista callejera
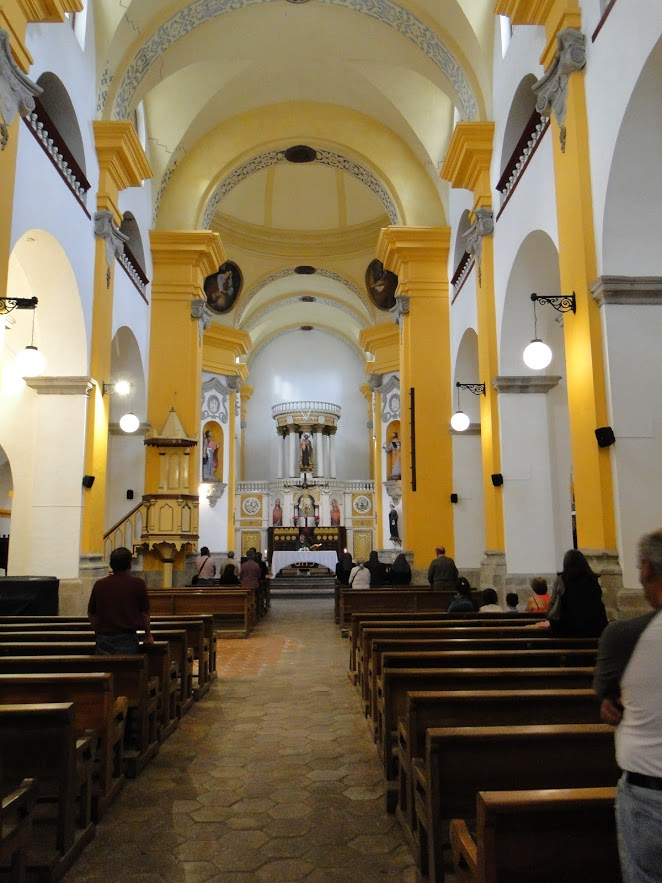
La iglesia de San José (vista interior)
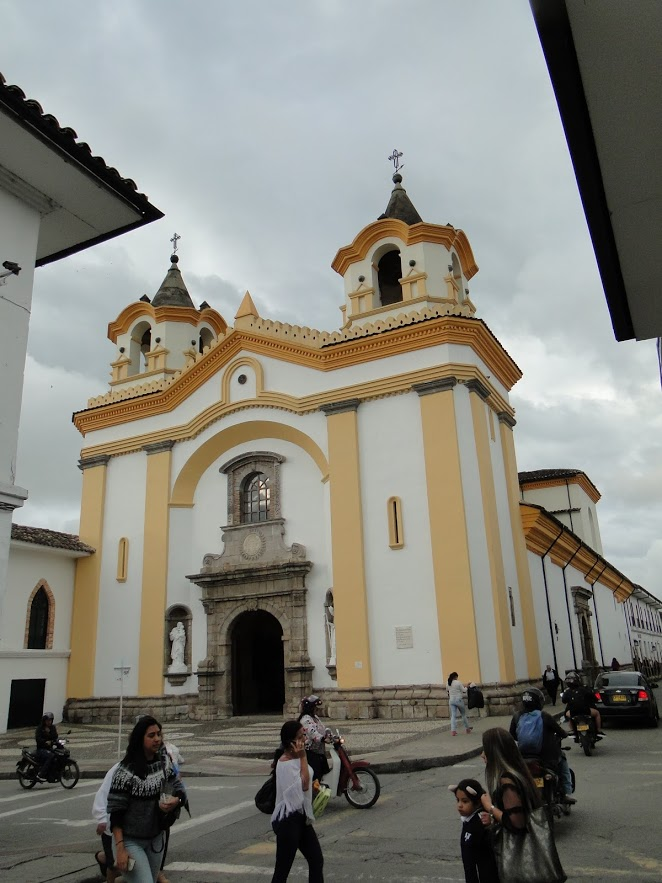
La iglesia de San José
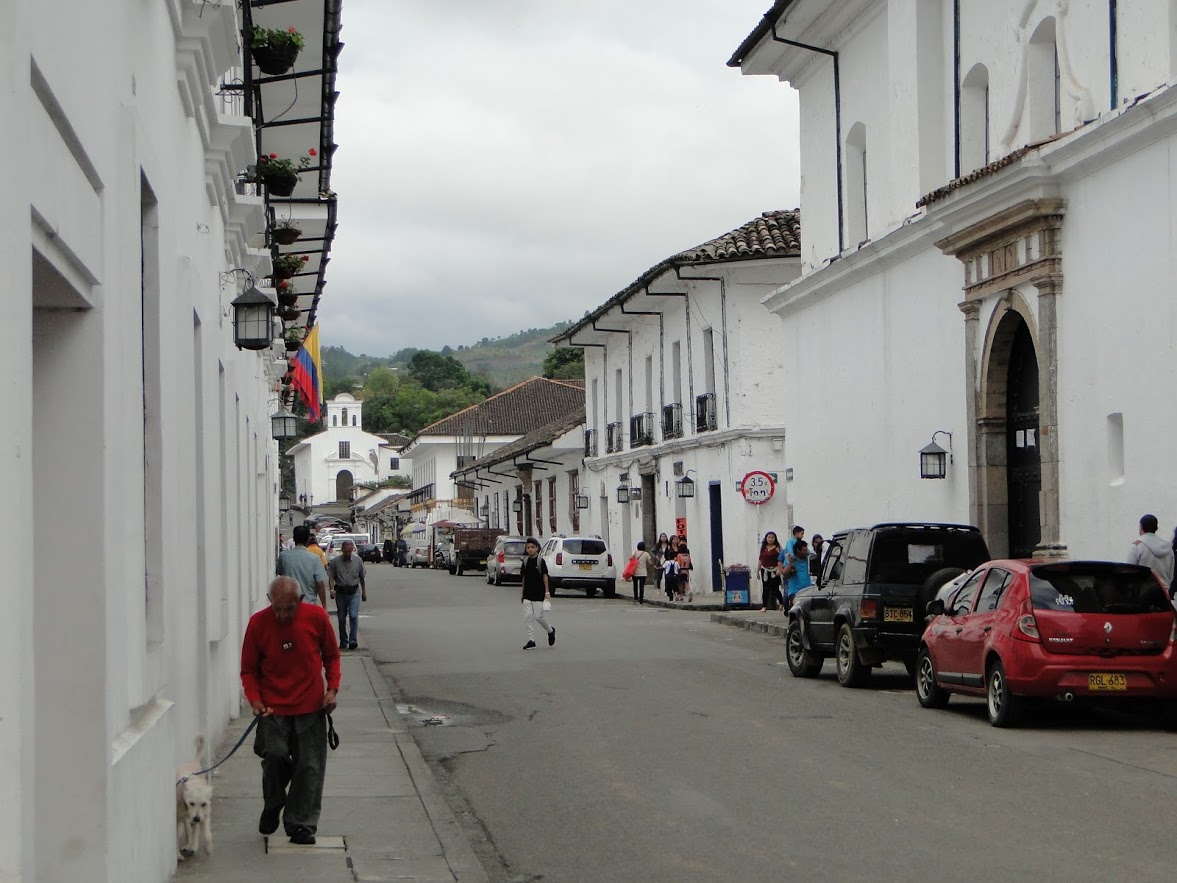
En la ciudad
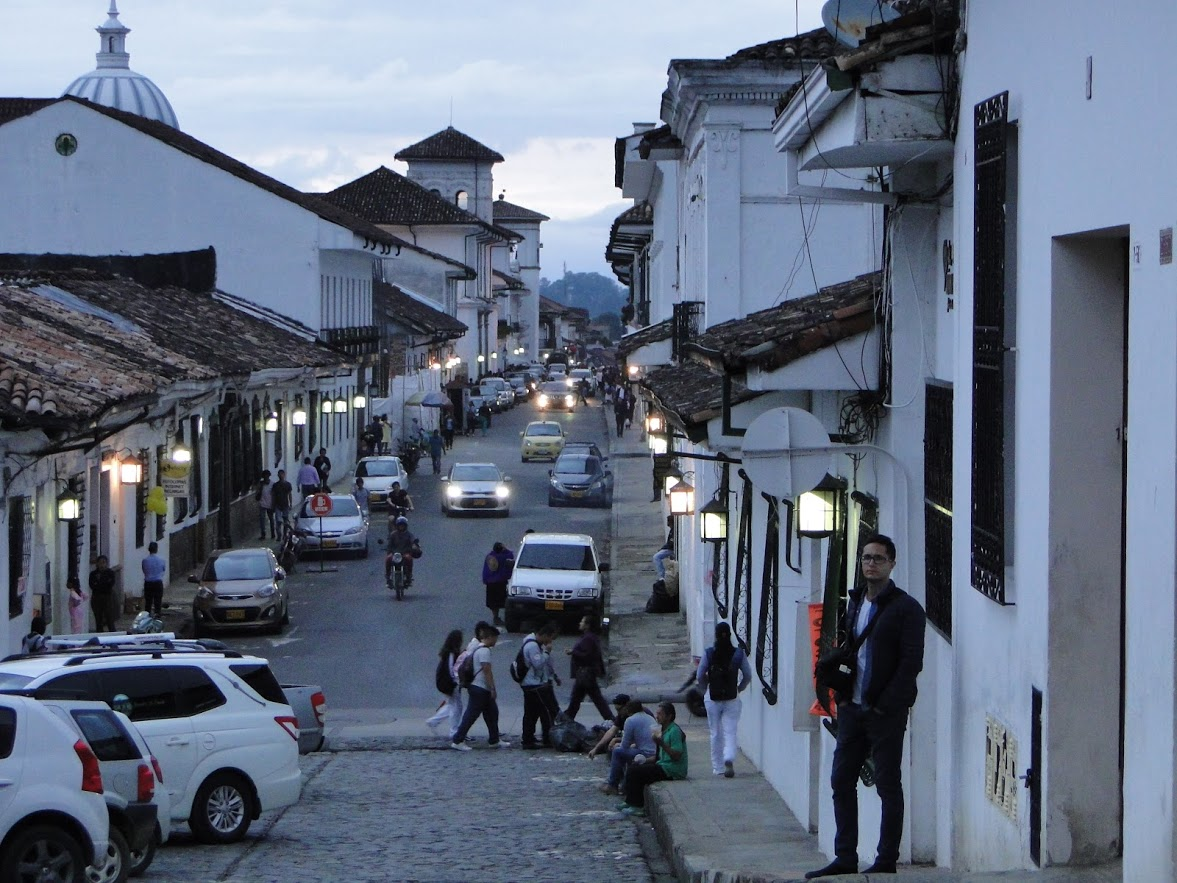
Ciudad en la tarde
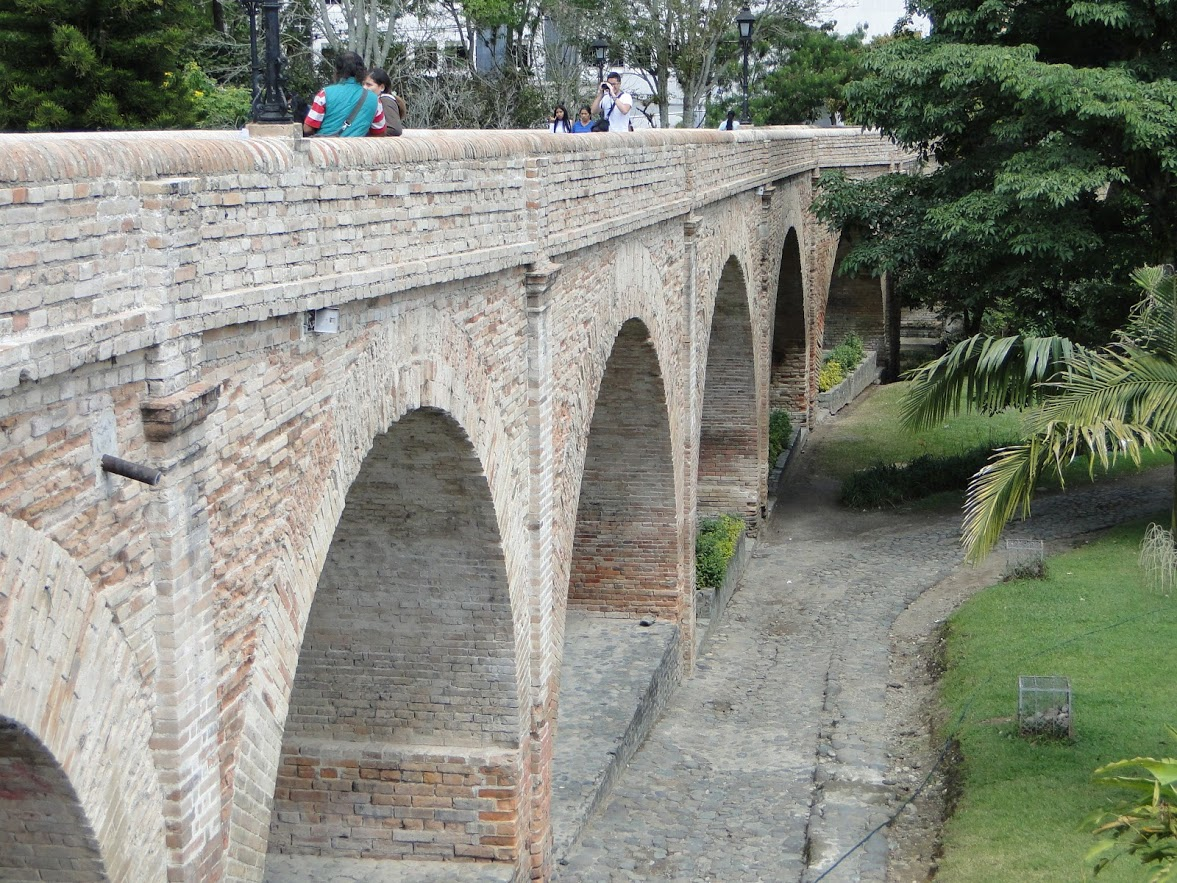
Puente del Humilladero
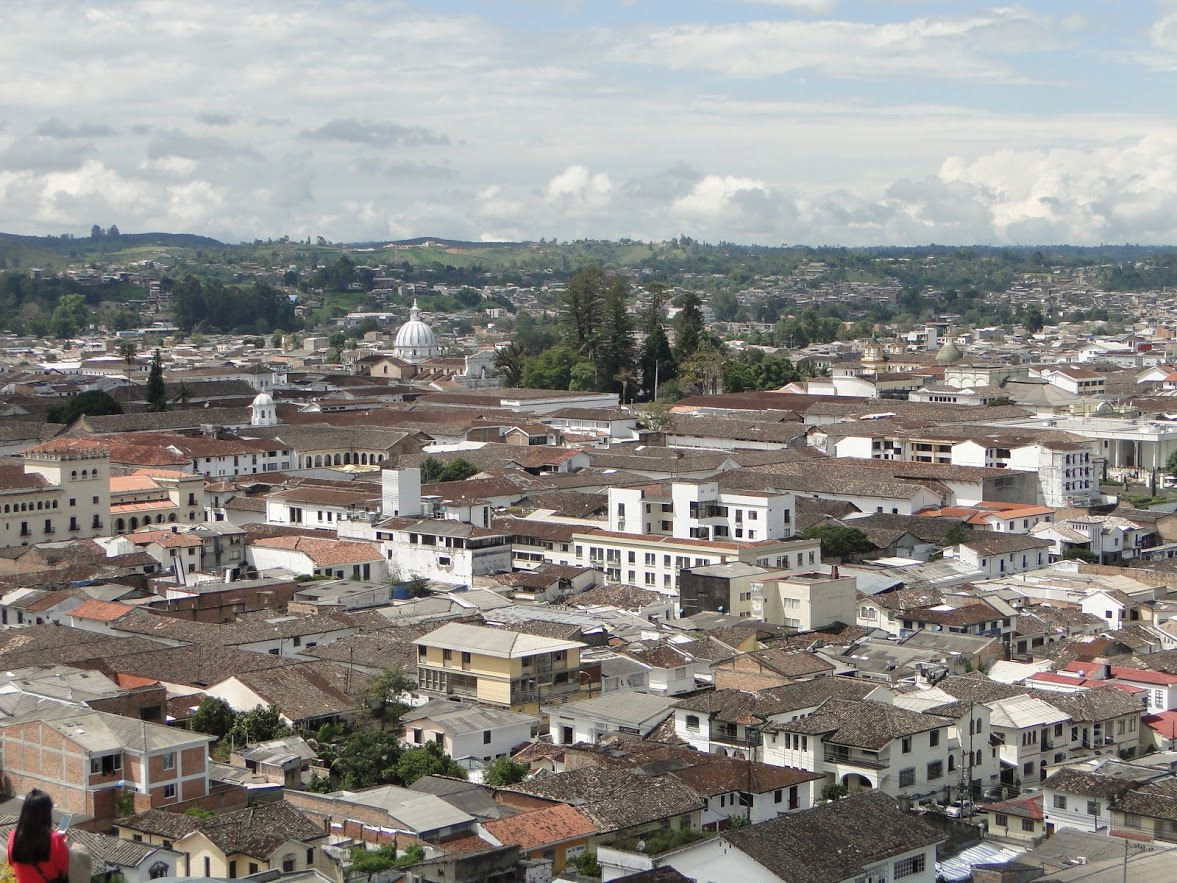
Vista panorámica